# Melilla La Nova
Melilla La Nova o Eixample de Melilla és l'ampliació de la ciutat espanyola de Melilla sorgida a partir del segle XIX, però especialment durant el segle xx .
Des de finals del segle xix  es va iniciar un període d'esplendor a Melilla que va generar una ciutat moderna, i després de Barcelona la ciutat espanyola amb major representació de l'art modernista, així com la major representació del modernisme a Àfrica.
Existeixen més de mil edificis catalogats que formen part del Conjunt Històric Artístic de la Ciutat de Melilla, un Bé d'Interès Cultural, i es troben repartits per l'eixample central i pels seus barris. Molts d'ells són projectes d'un arquitecte de l'Escola de Barcelona establert a Melilla, Enric Nieto i Nieto, que va produir una amplíssima obra modernista, com a seguidor de l'arquitecte Lluis Domènech i Montaner. Destaquen els seus edificis modernistes florals. Altres autors modernistes a Melilla van ser Emilio Alzugaray Goicoechea i Tomás Moreno Lázaro. En els anys trenta, l'Art déco va prendre en l'arquitectura de Melilla, i arquitectes com Francisco Hernanz Martínez o Lorenzo Ros Costa van realitzar espectaculars edificis en els barris de la ciutat.

## Forts exteriors

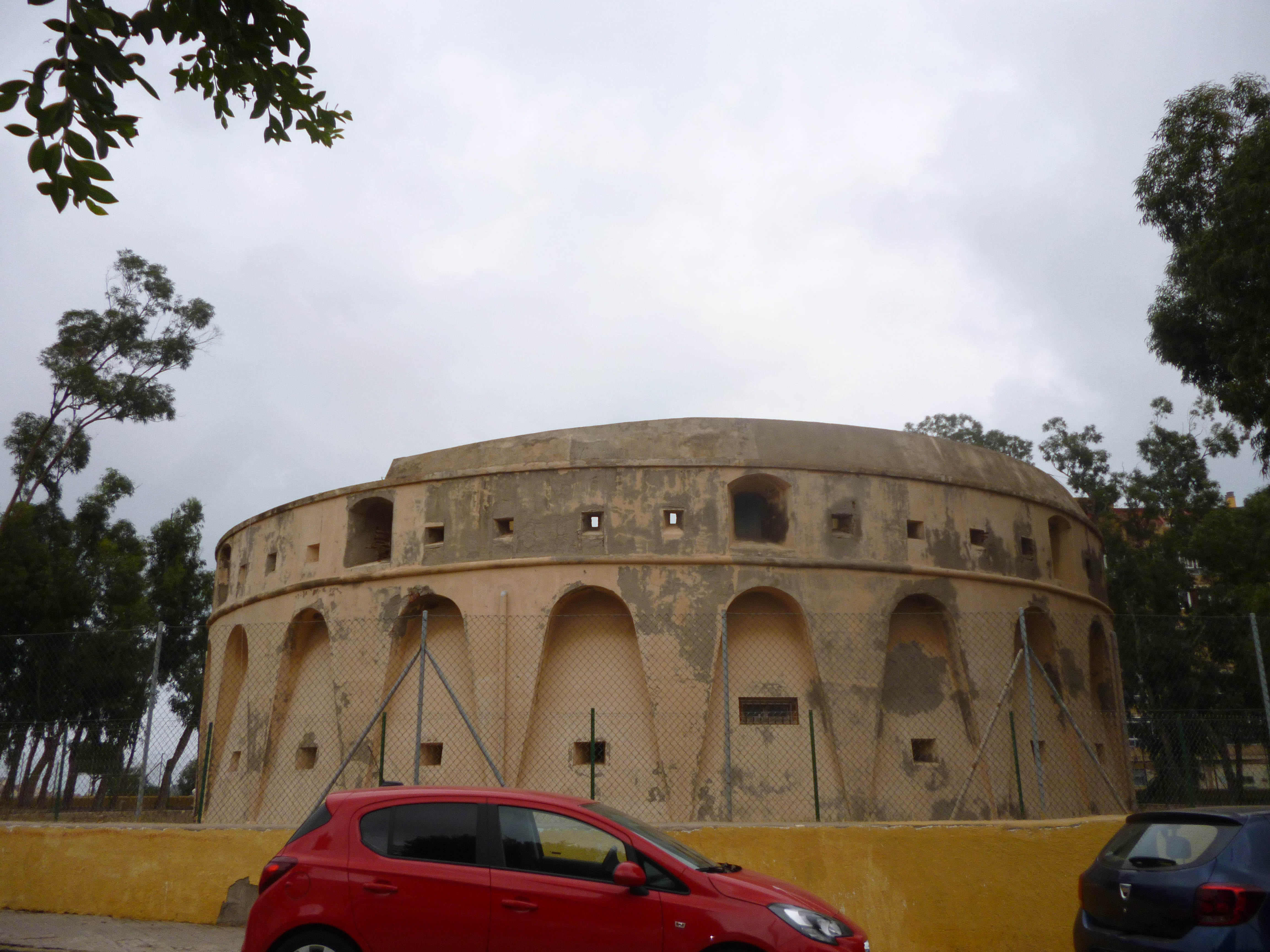
Fort de Camells
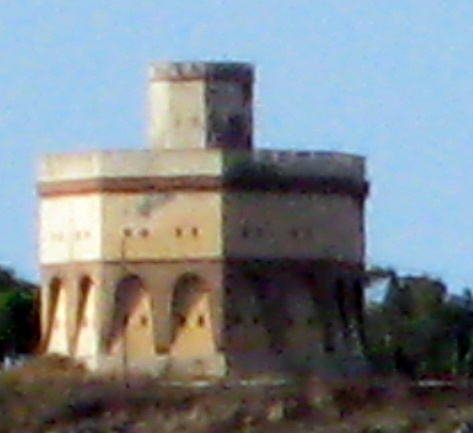
Fortí de Reina Regent
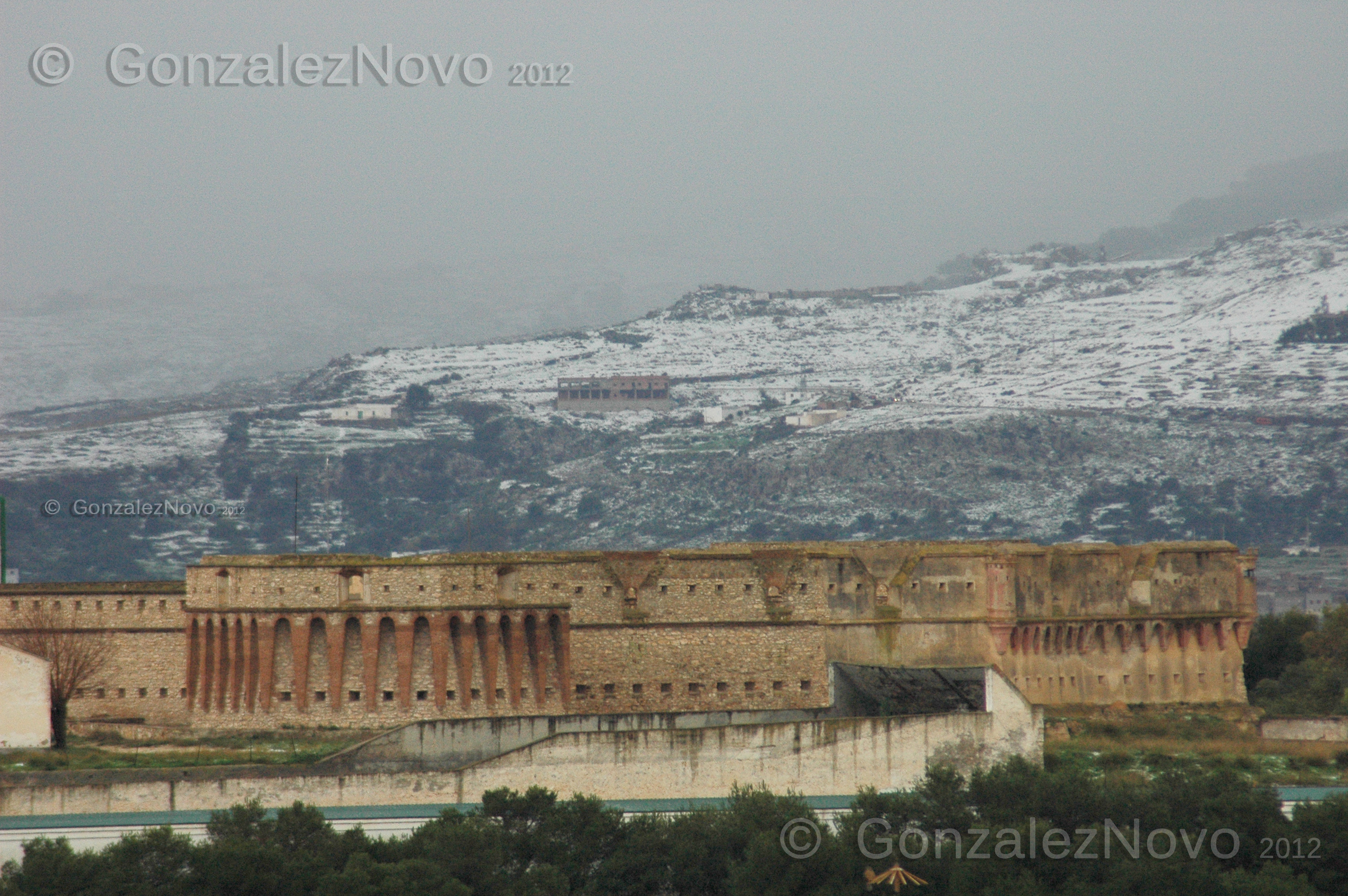
Fort de Cabrerizas Altes
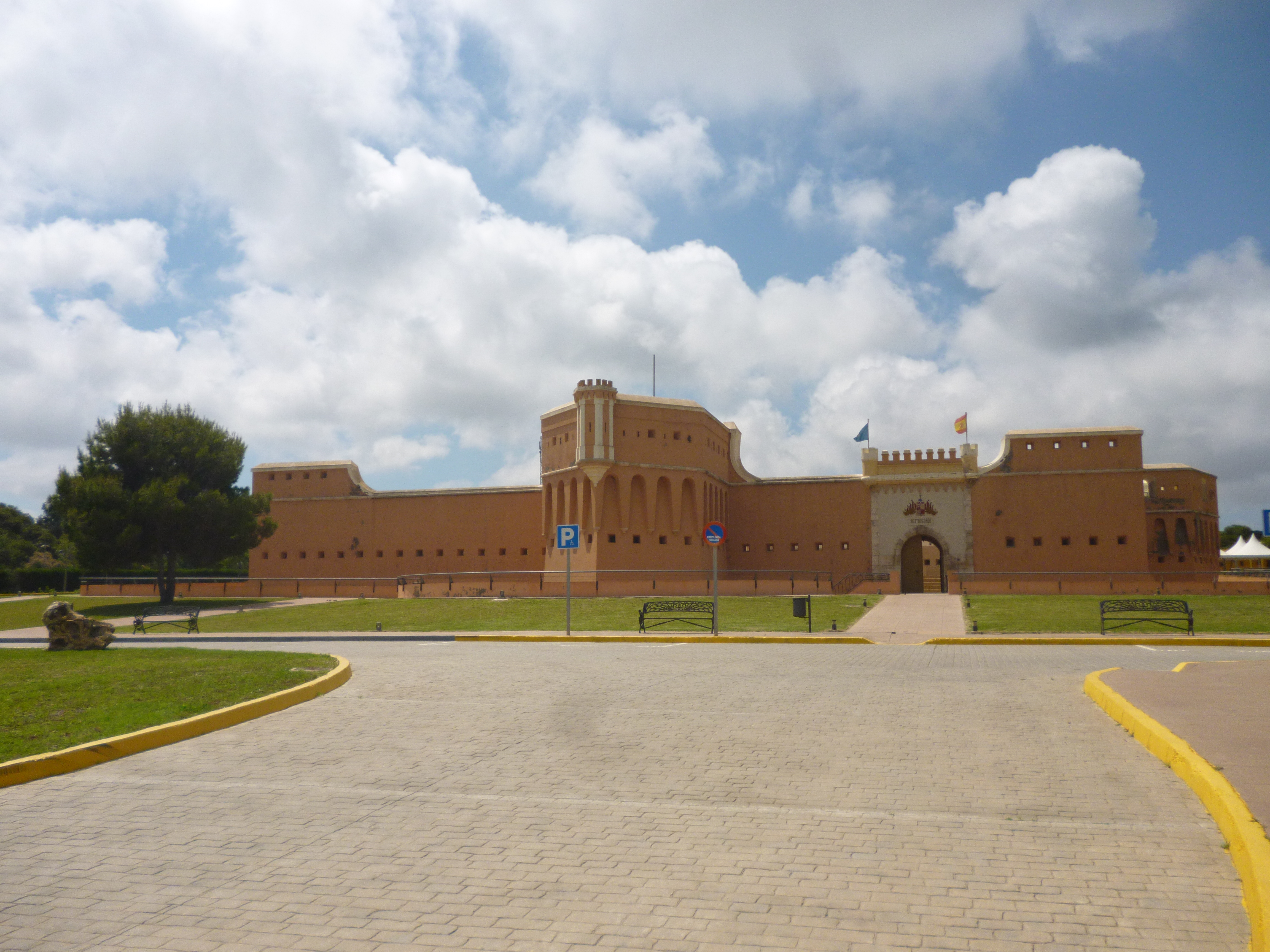
Fort de Rostrogordo

Són un conjunt de fortificacions, fortes no connectats entre si i a bastant distancia els uns dels altres, construïts en la segona meitat del segle xix  en un estil neomedieval bastant més graciós que amenaçador, curull d'una bellesa que en alguns casos, en estar pintats de vius colors, com el taronja, fan oblidar la seva funció defensiva, més semblen elements de jocs i diversió que estructures defensives.
Estan construïts amb pedra de la zona per als murs i maons totxos per als arcs i les voltes, amb tècniques de fortificació obsoletes, incapaces de fer front a l'artilleria moderna, perquè les kabilas rifeñas, l'enemic del qual havien de defensar Melilla no comptaven amb artilleria.

## Historicismes
Gairebé tots edificis públics, espais de cultes.

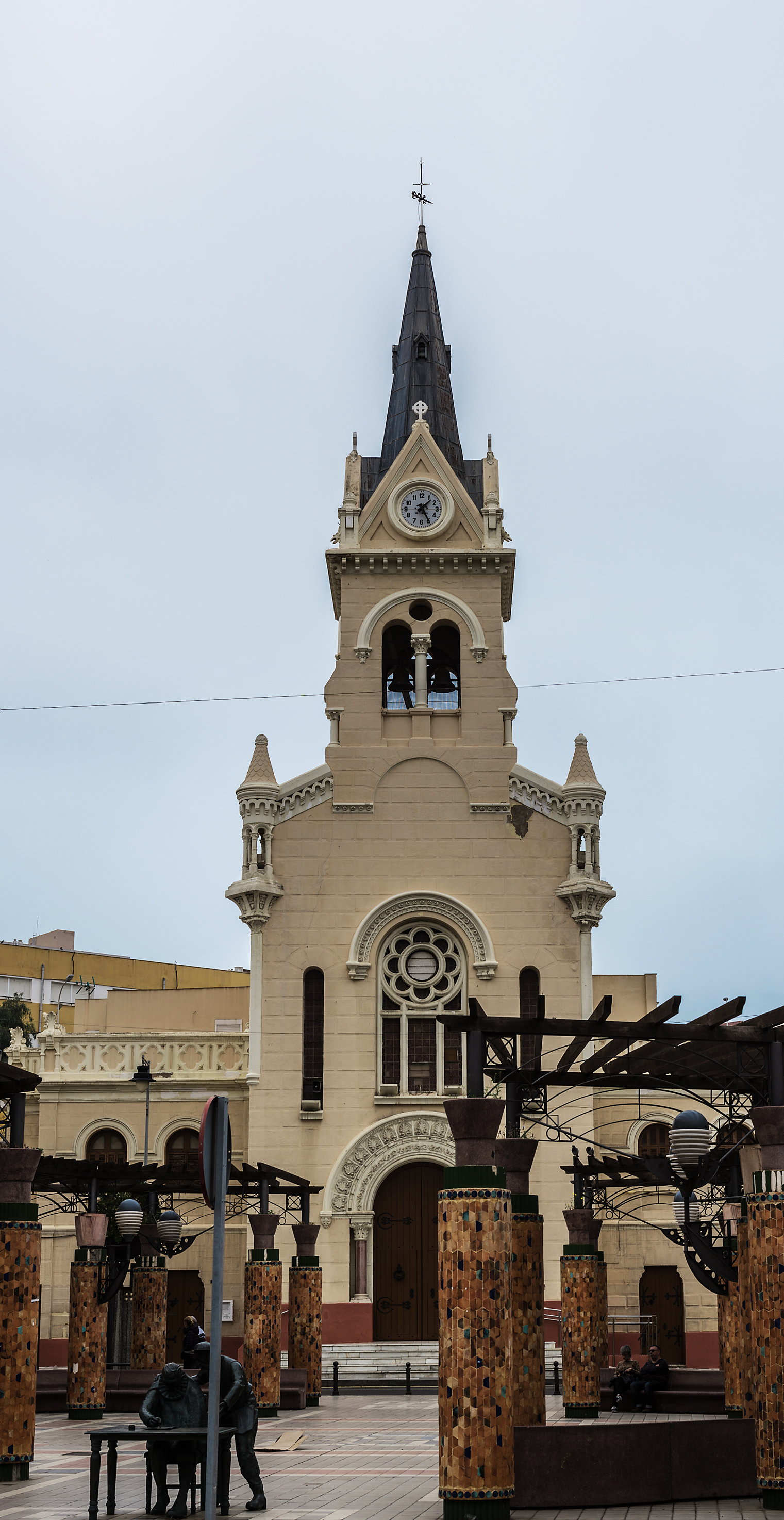
Església del Sagrat Cor de Jesús
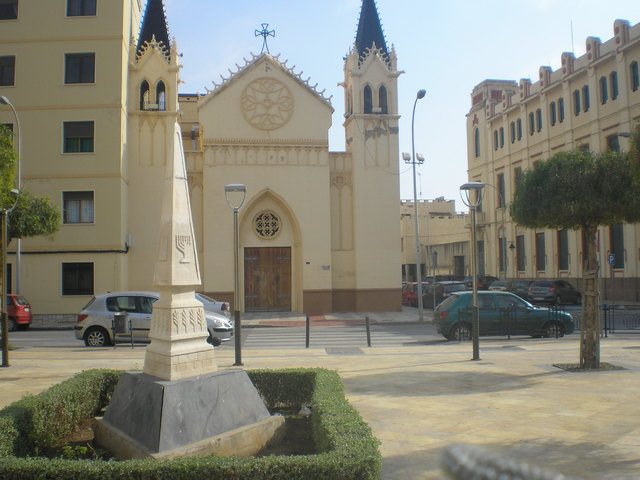
Capella Castrense
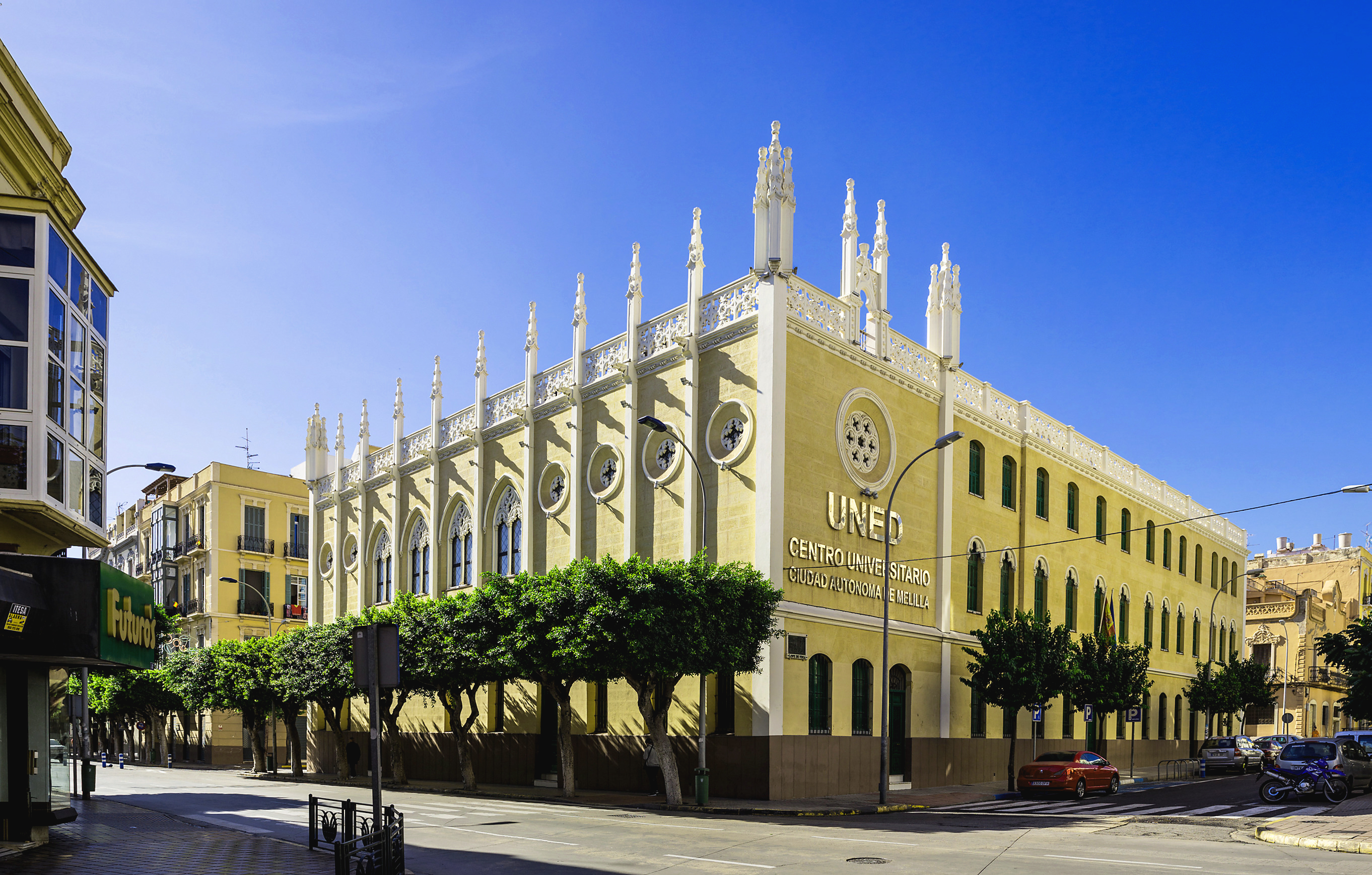
Antic Col·legi del Bon Consell
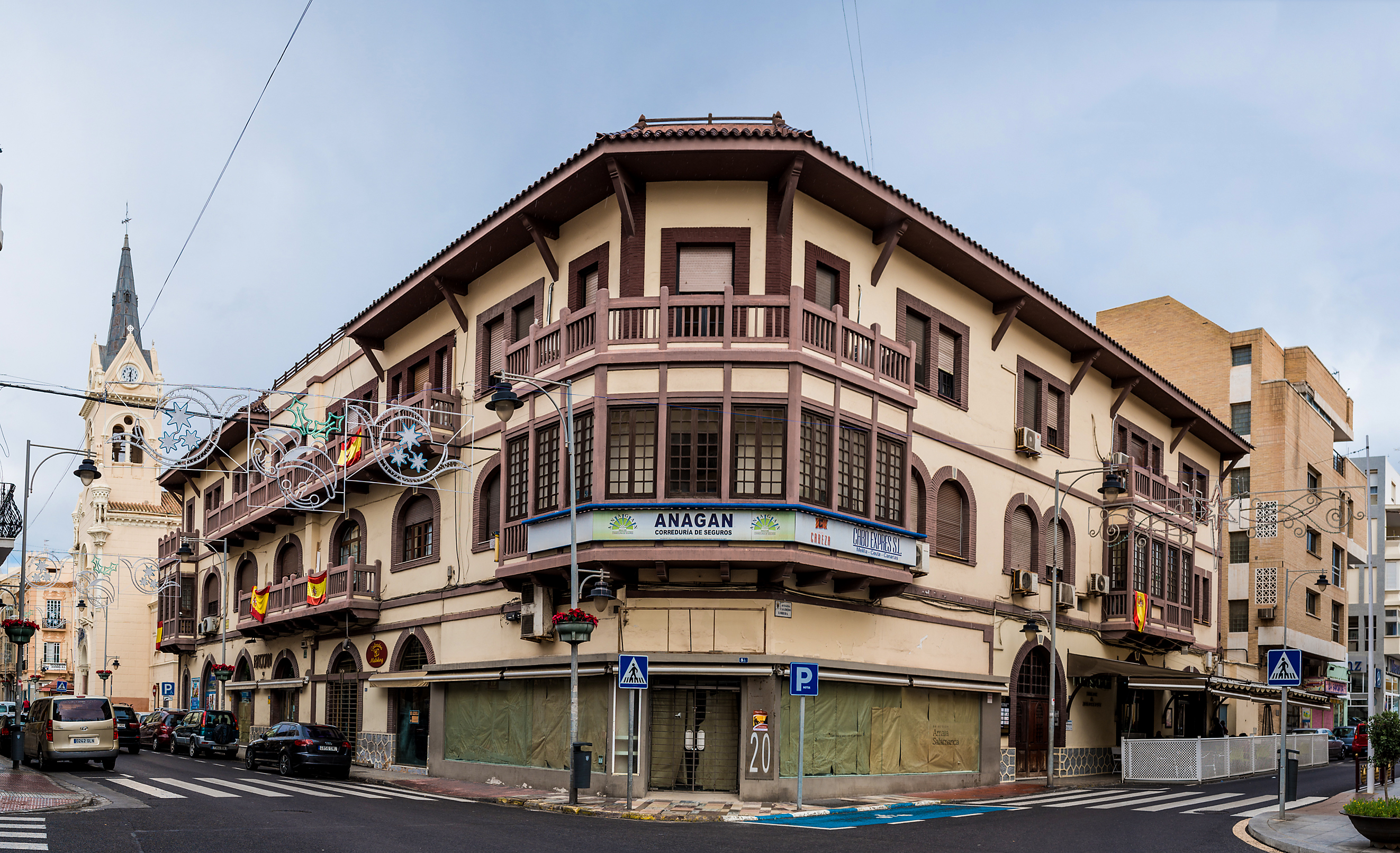
Edifici Gaselec
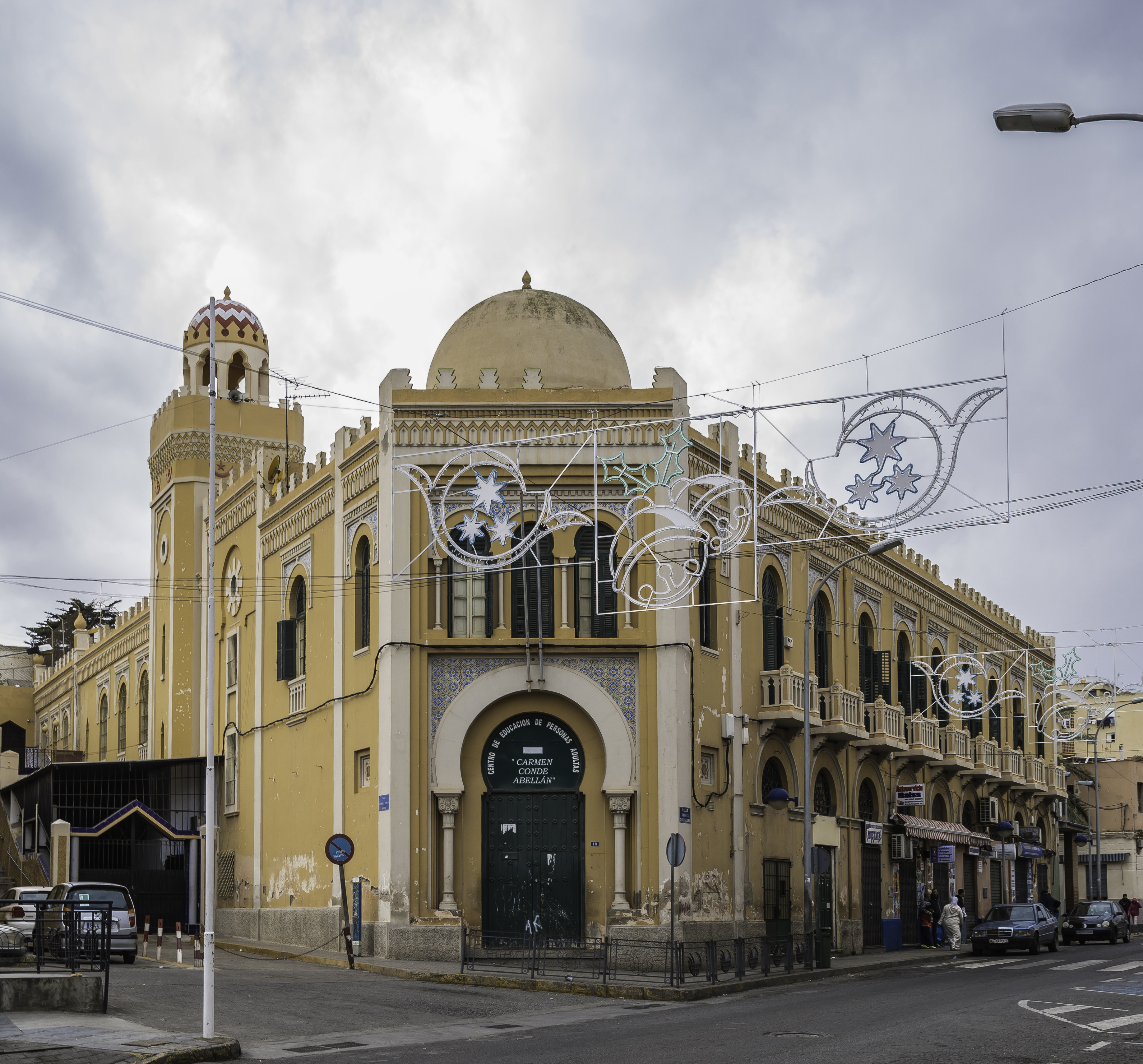
Mesquita Central
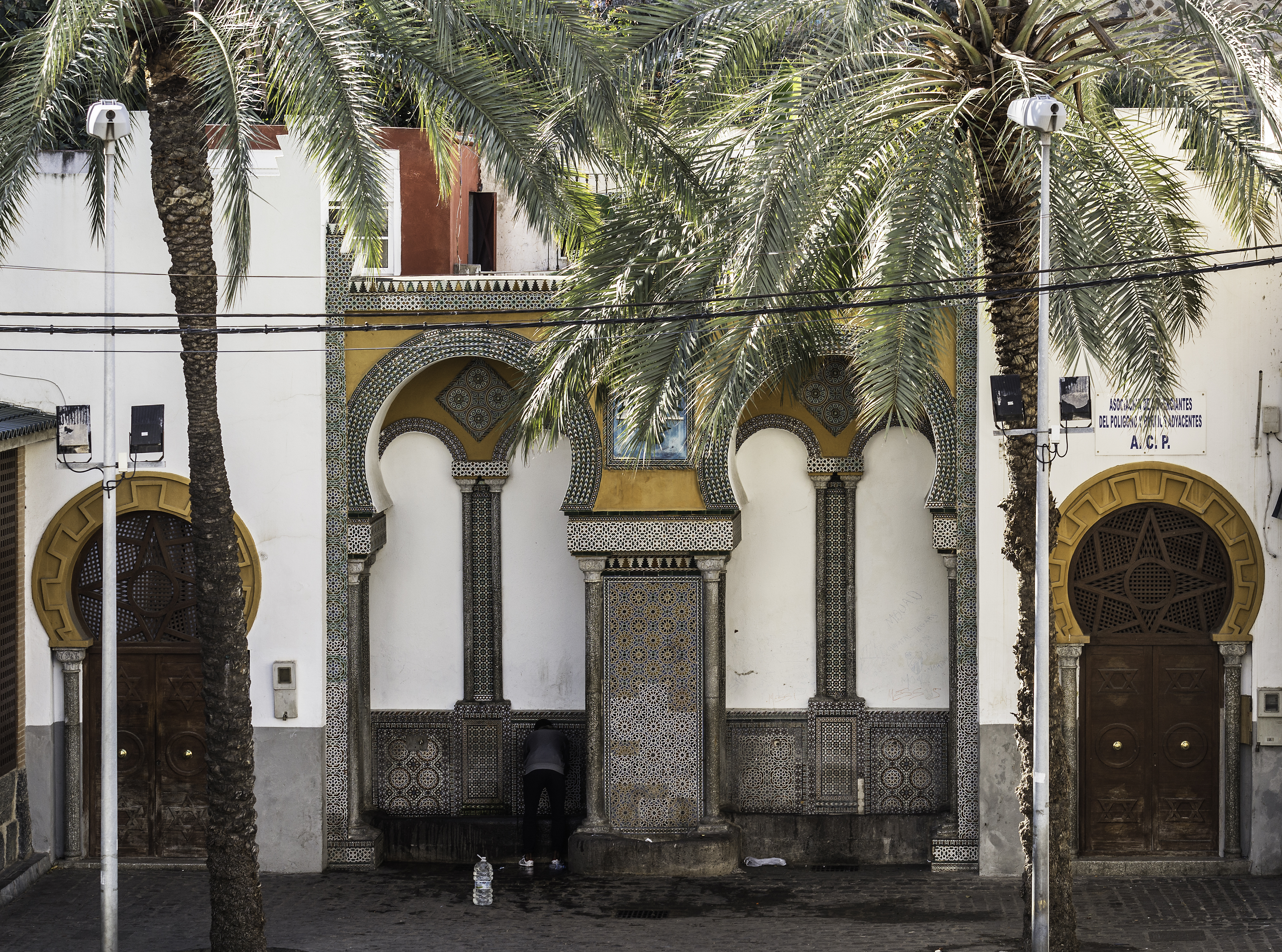
Font del Bombillo
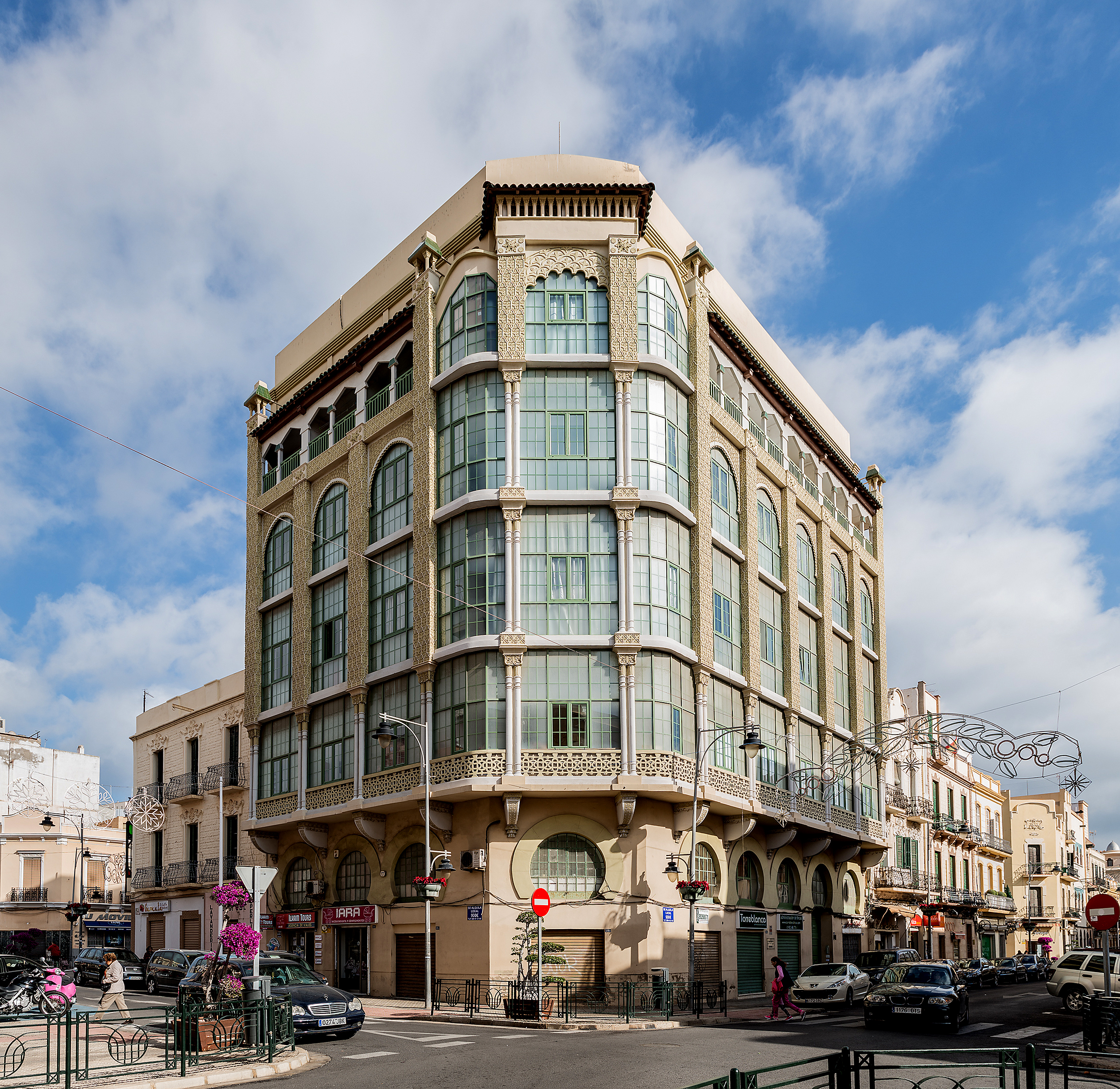
Casa dels Cristalls

L'església del Sagrat Cor de Jesús (1911-1918), la capella de l'Hospital de la Creu Roja, actual parròquia de San Francisco Javier (Melilla) (1926-1927), la capella del Crist Rei (1939-1941), la plaça de toros (1946-1947), la capella castrense (1920-1923), la capella de Sant Joan Baptista (1927), l'antic Col·legi del Bon Consell, la parròquia de la Medalla Miraculosa, la casa de Joaquín Burillo, l'edifici Gaselec i la casa de José Alcaine Díaz (1949) o neoárabes, com la mesquita del Bon Acord (1927) o la mesquita central, amb la pròxima font del Bombillo, la casa de Yamín Benarroch que alberga la sinagoga Or Zaruah, així com altres edificis públics, hotels com el Gran Hotel Reina Victòria, actual casa dels Cristalls, centres socials Casino Militar, Centre Cultural dels Exèrcits i hospitals edifici de l'antiga Escola d'Arts i Oficis Artístics.

## Eclecticismes

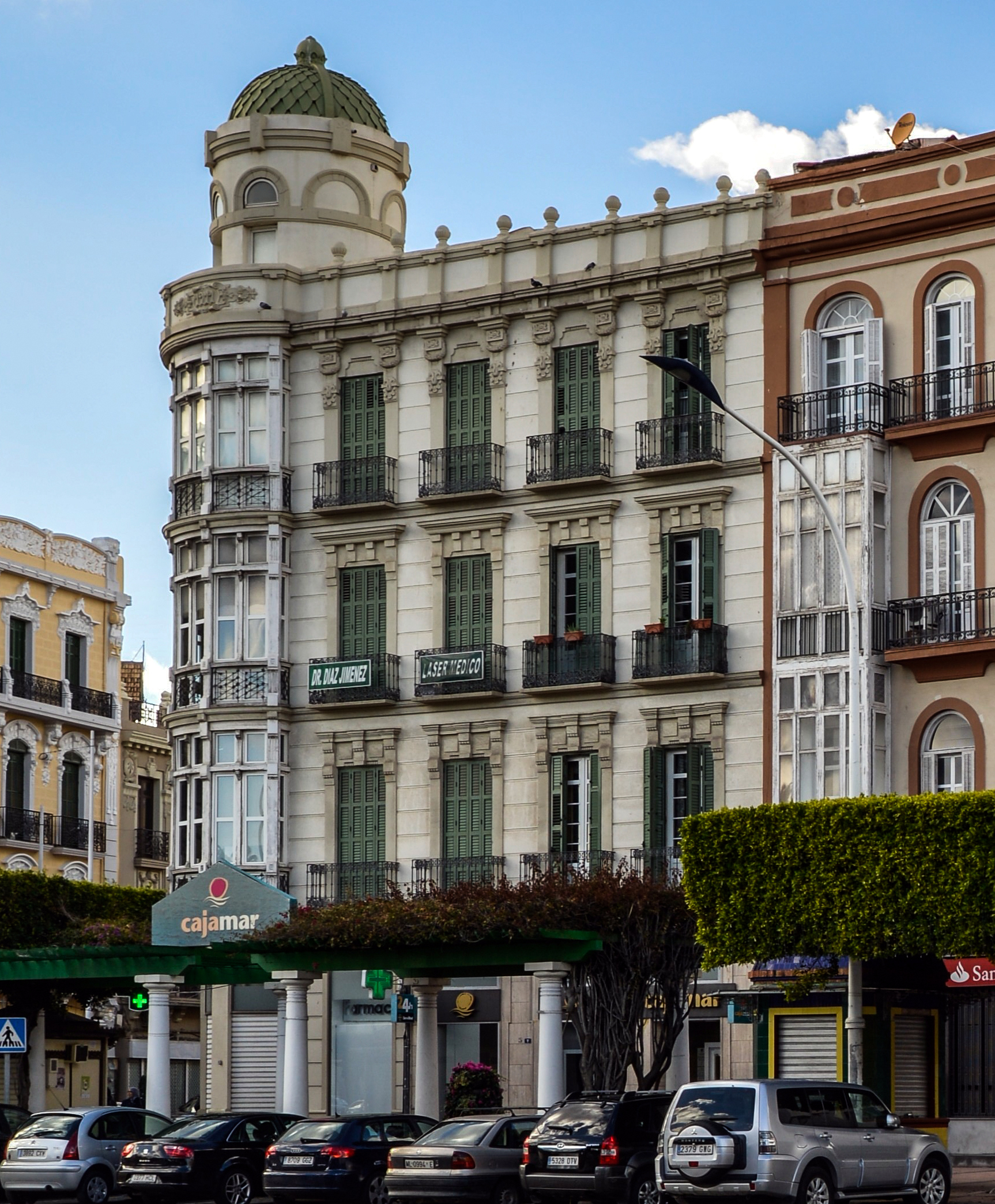
Edifici Metropol
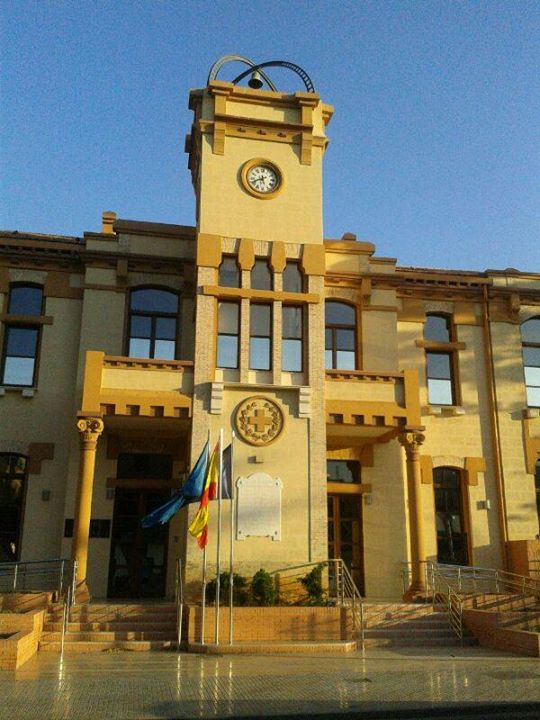
Grup d'Escoles Mixtes Alfons XIII
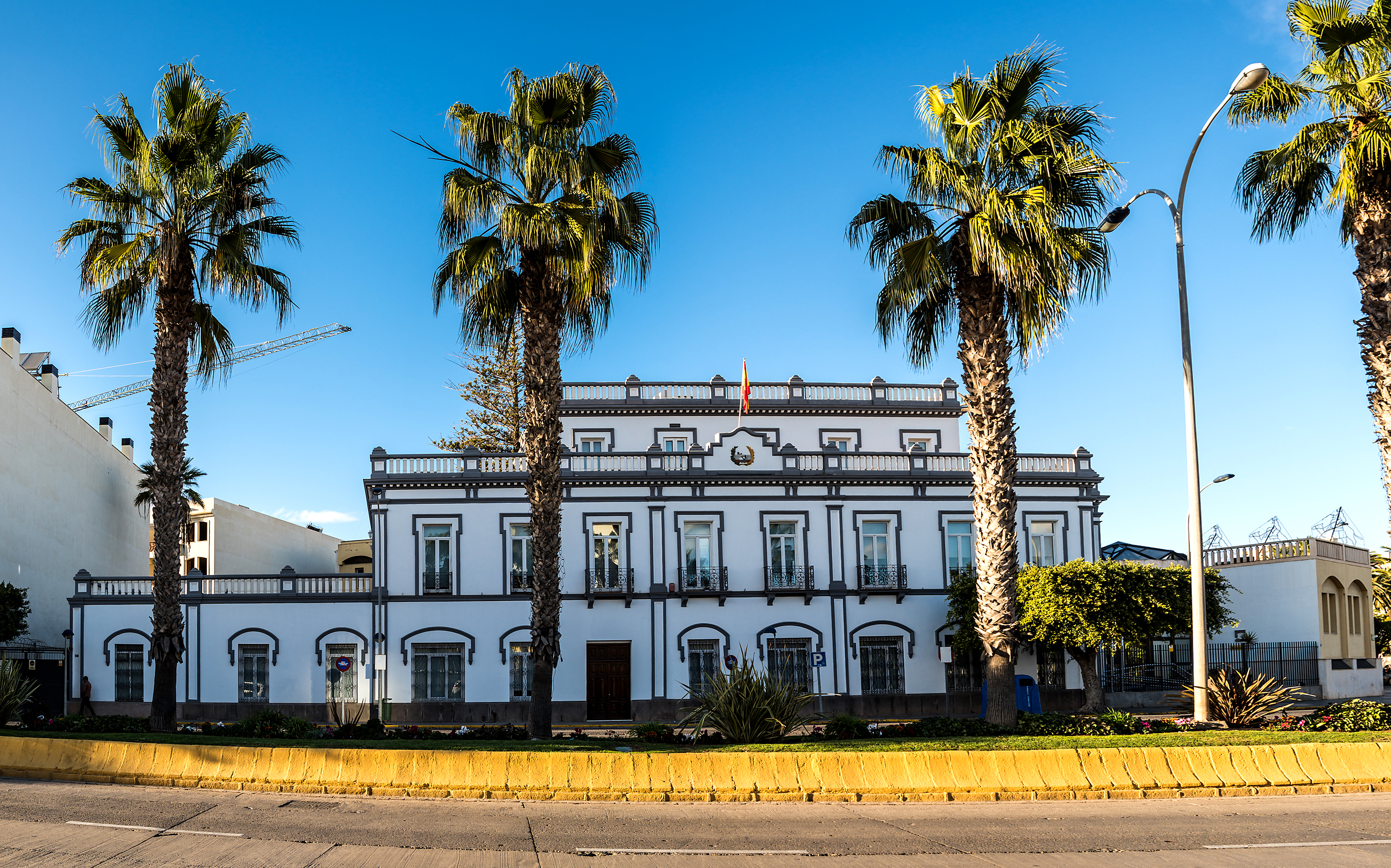
Edifici de l'Autoritat Portuària de Melilla
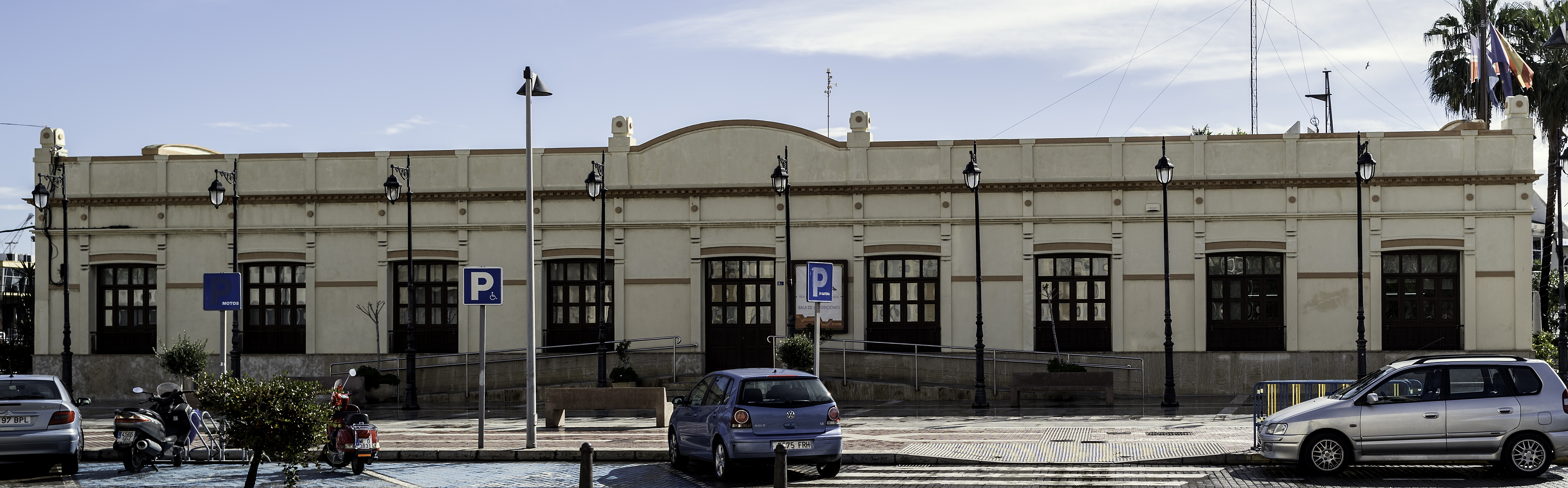
Antiga estació sanitària del Port de Melilla
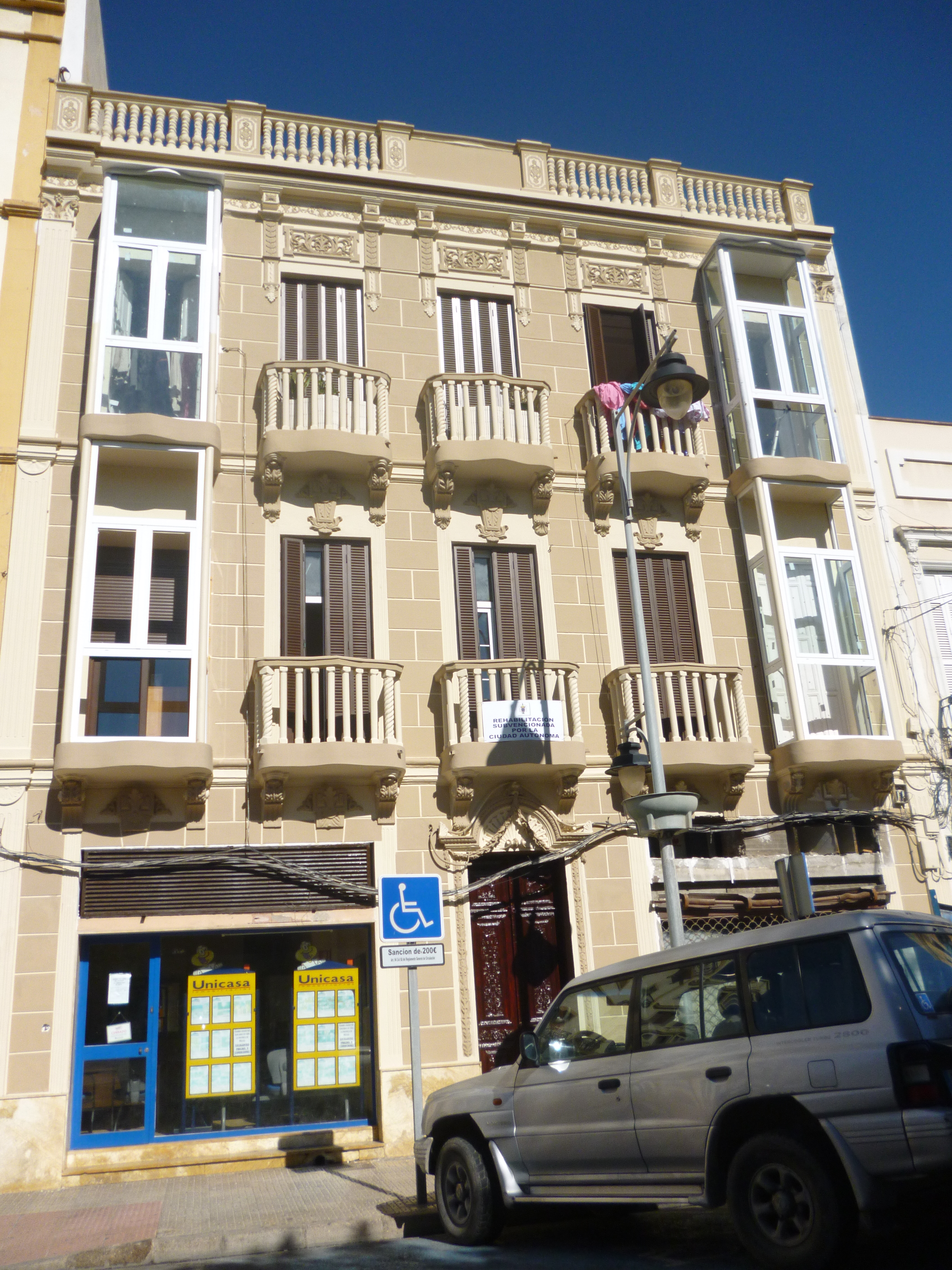
Seu de la Societat Civil La Constructora
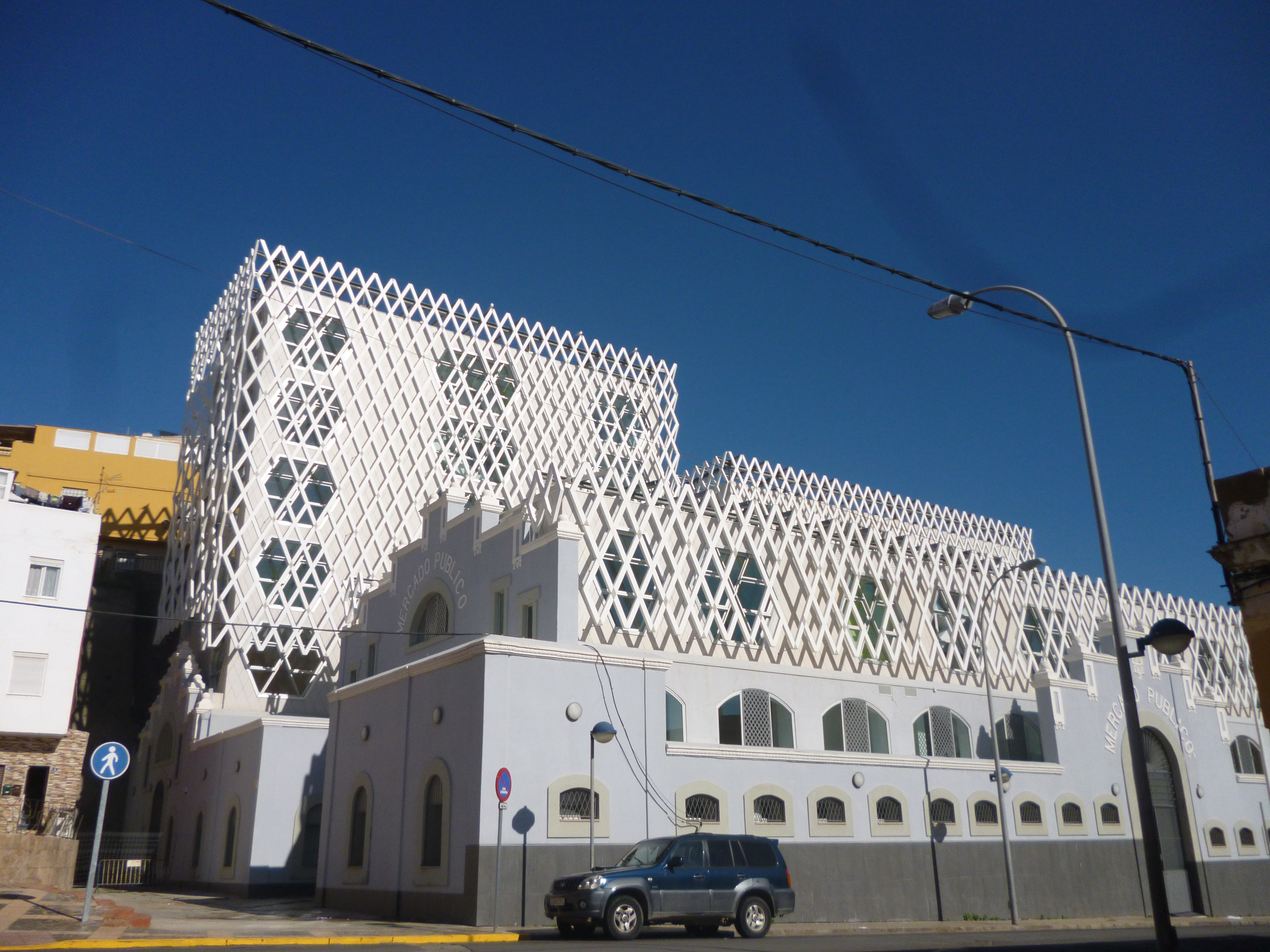
Mercat del Polígon
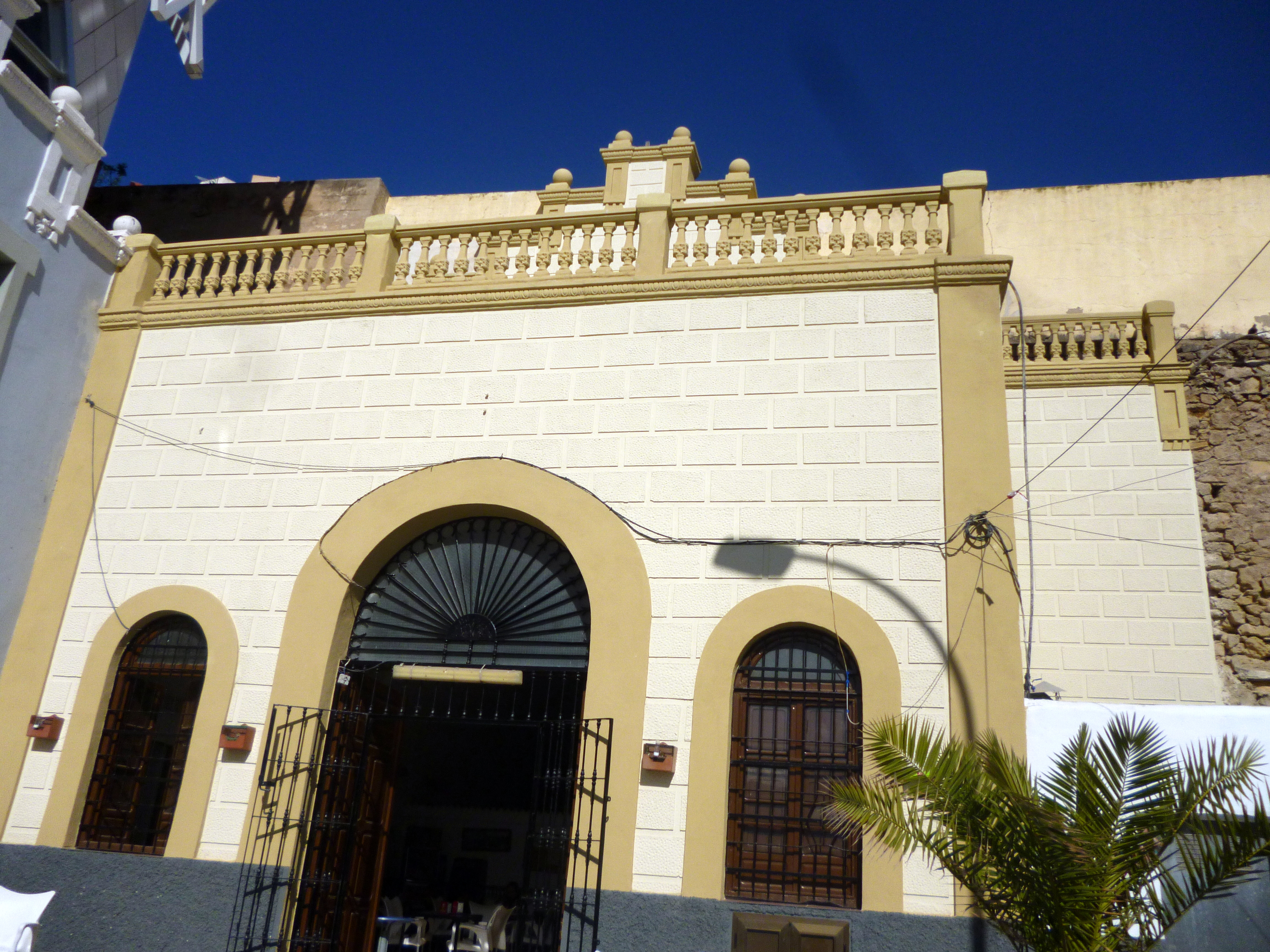
Mercat del Polígon

La eclecticista és una altra basada a barrejar elements, alternant-los i incrementant l'ornamentació, amb major riquesa de forja i aparició de cornises volades, destacant Droctoveo Castañón, casa de Carmen Balaca i seu de la Companyia del Nord Africà i de José de la Gándara, el Grup Escoles Mixtes, actual seu de la conselleria d'Economia i Hisenda de la Ciutat Autònoma de Melilla, l'edifici Metropol, l'edifici de l'Autoritat Portuària de Melilla i el mercat del Polígon.

## Modernisme

### Enric Nieto i Nieto
És l'introductor del modernisme a Melilla. Encara que el que millor defineix l'arquitectura de Melilla és el modernisme, una veritable continuació del rococó, amb una riquíssima ornamentació, d'infinites i suggestives formes i variats colors.

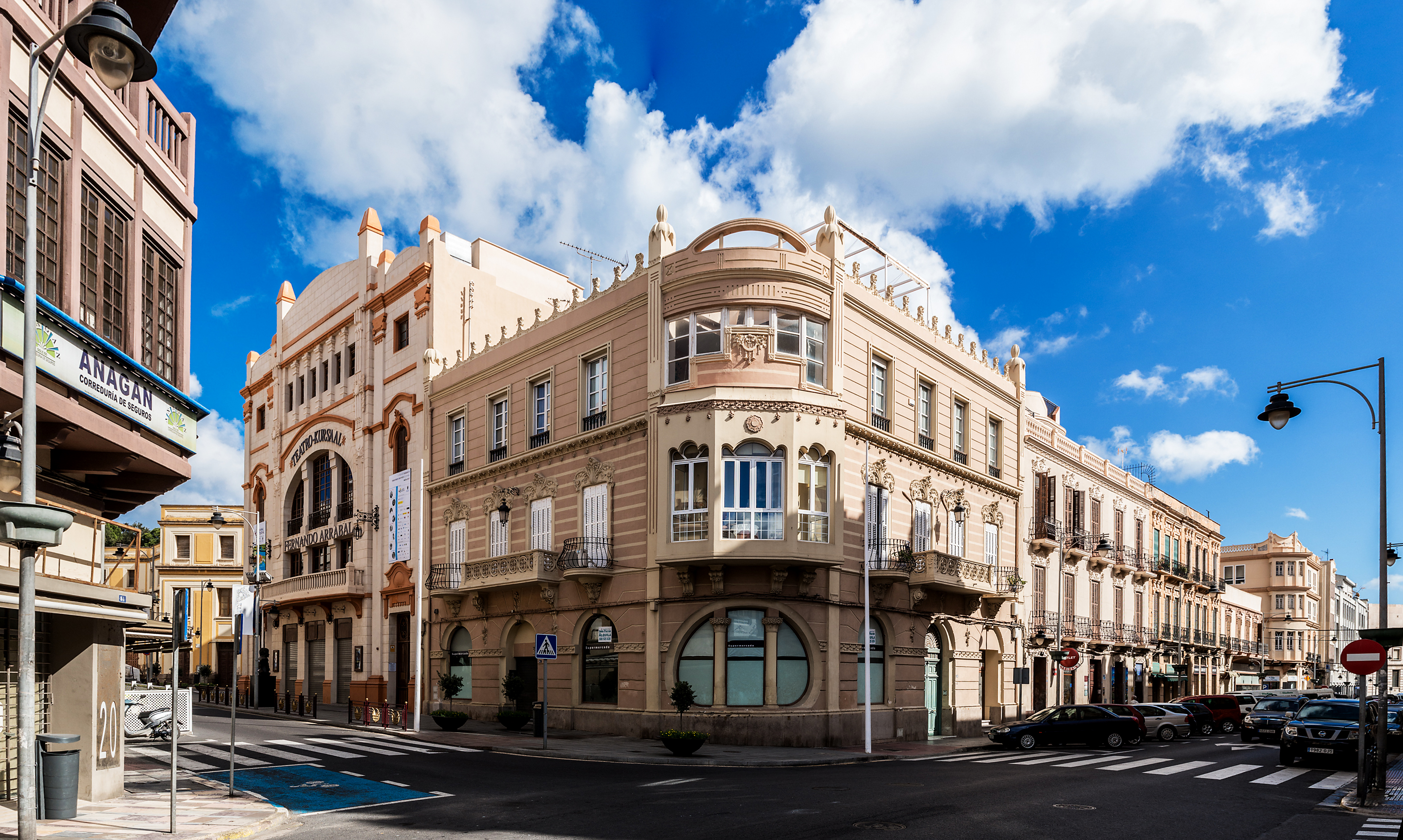
Antiga redacció del Telegrama del Rif
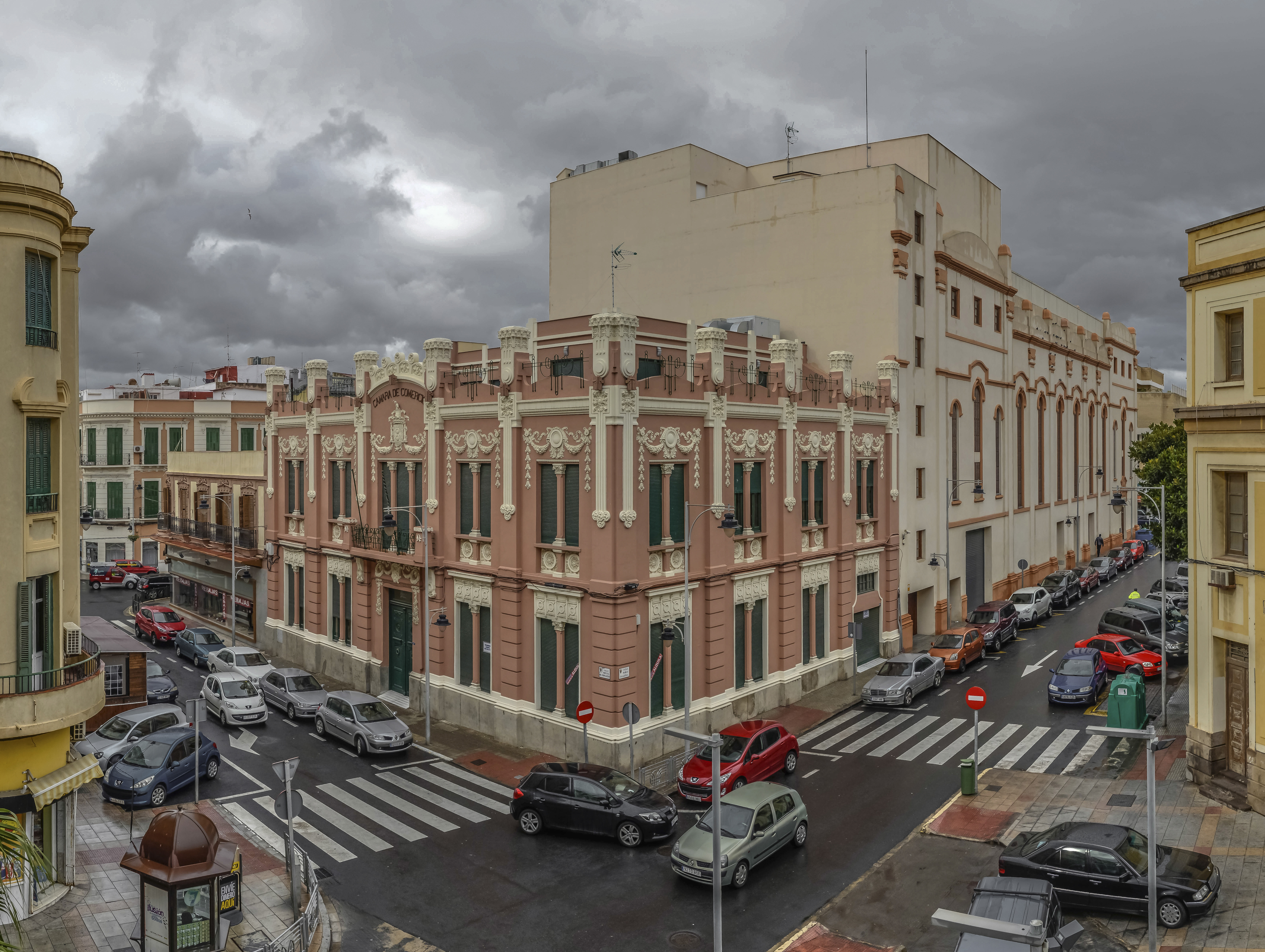
Cambra Oficial de Comerç, Indústria i Navegació
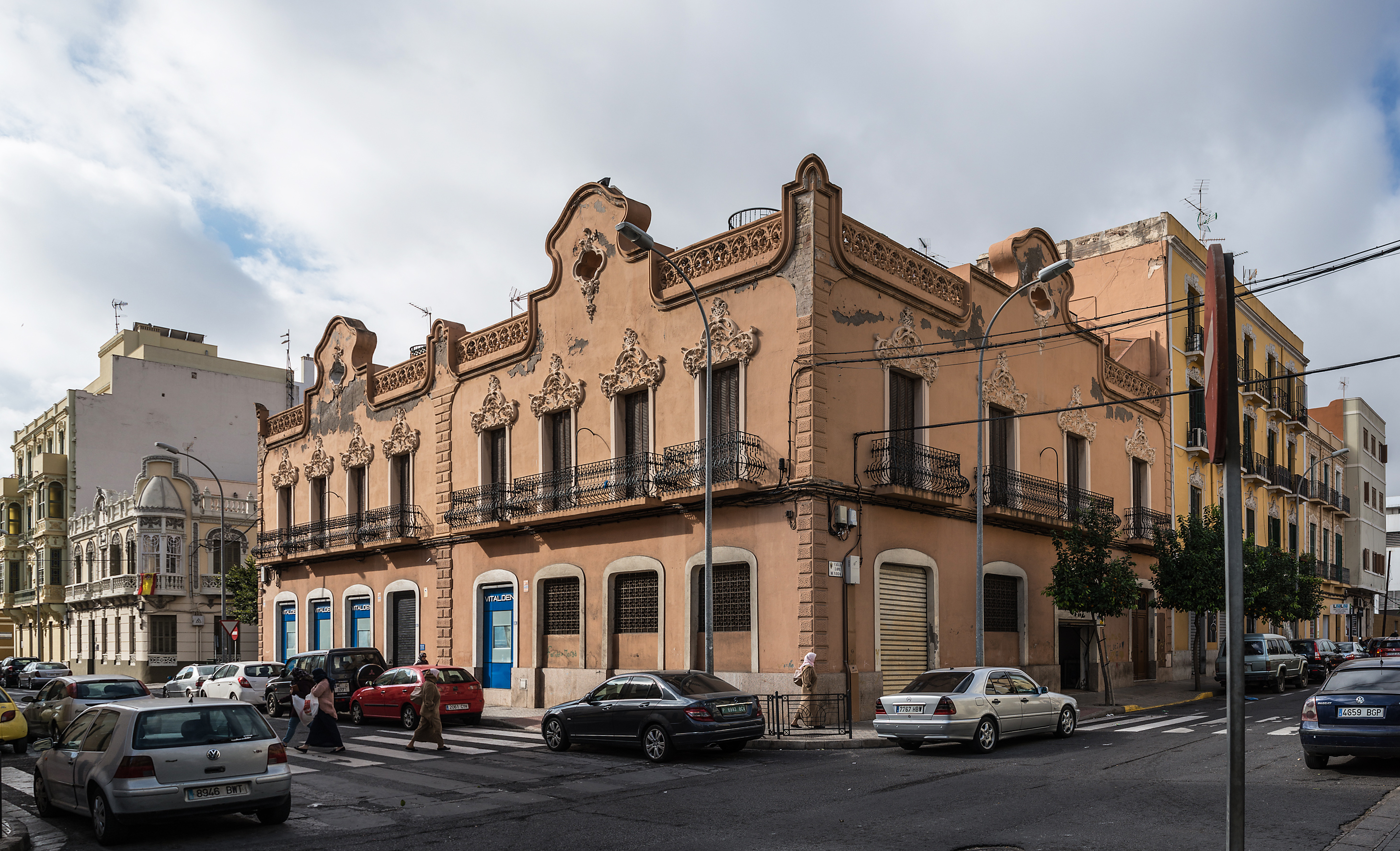
Mobles La Reconquesta
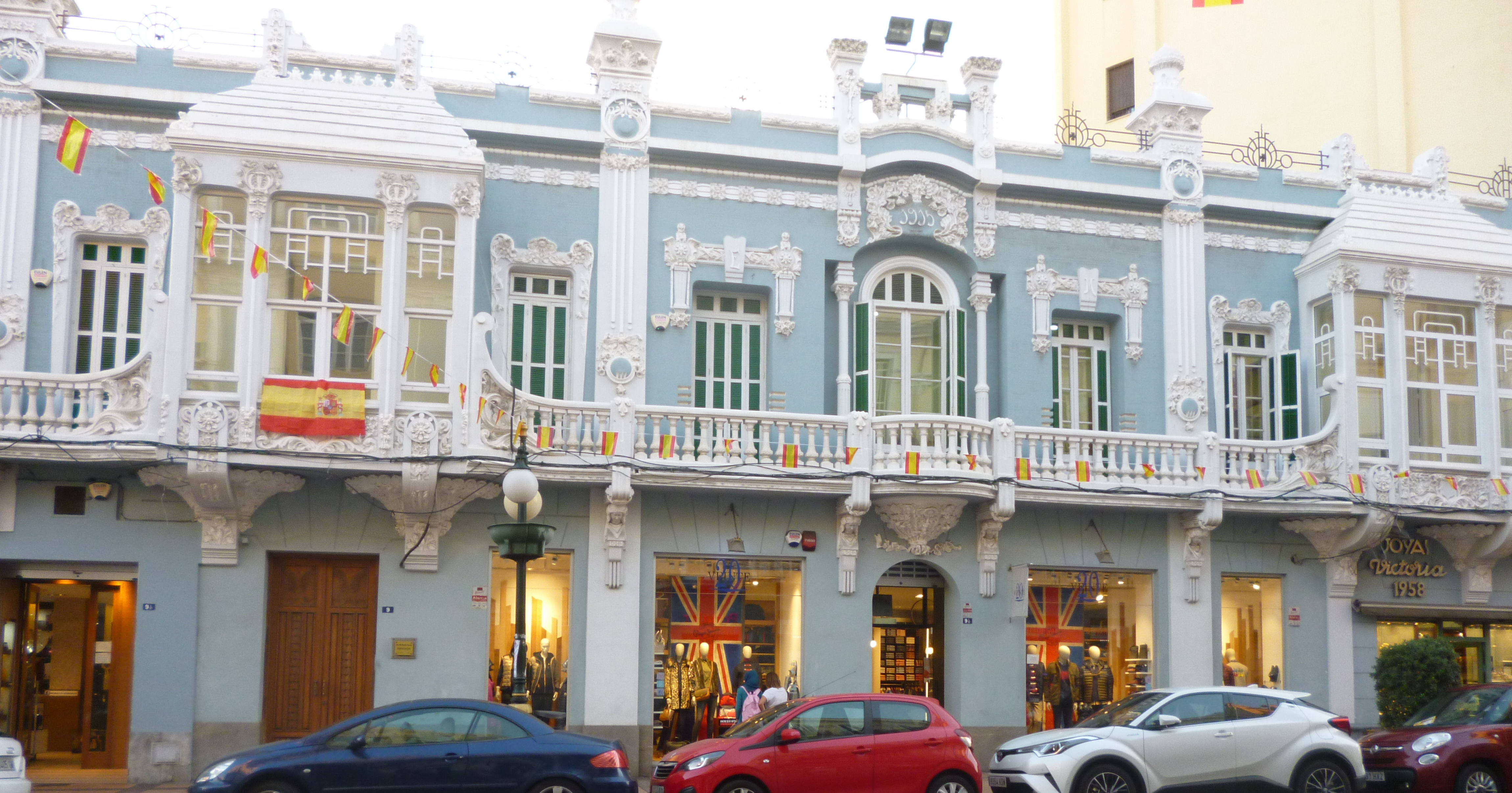
Antic Economat Militar
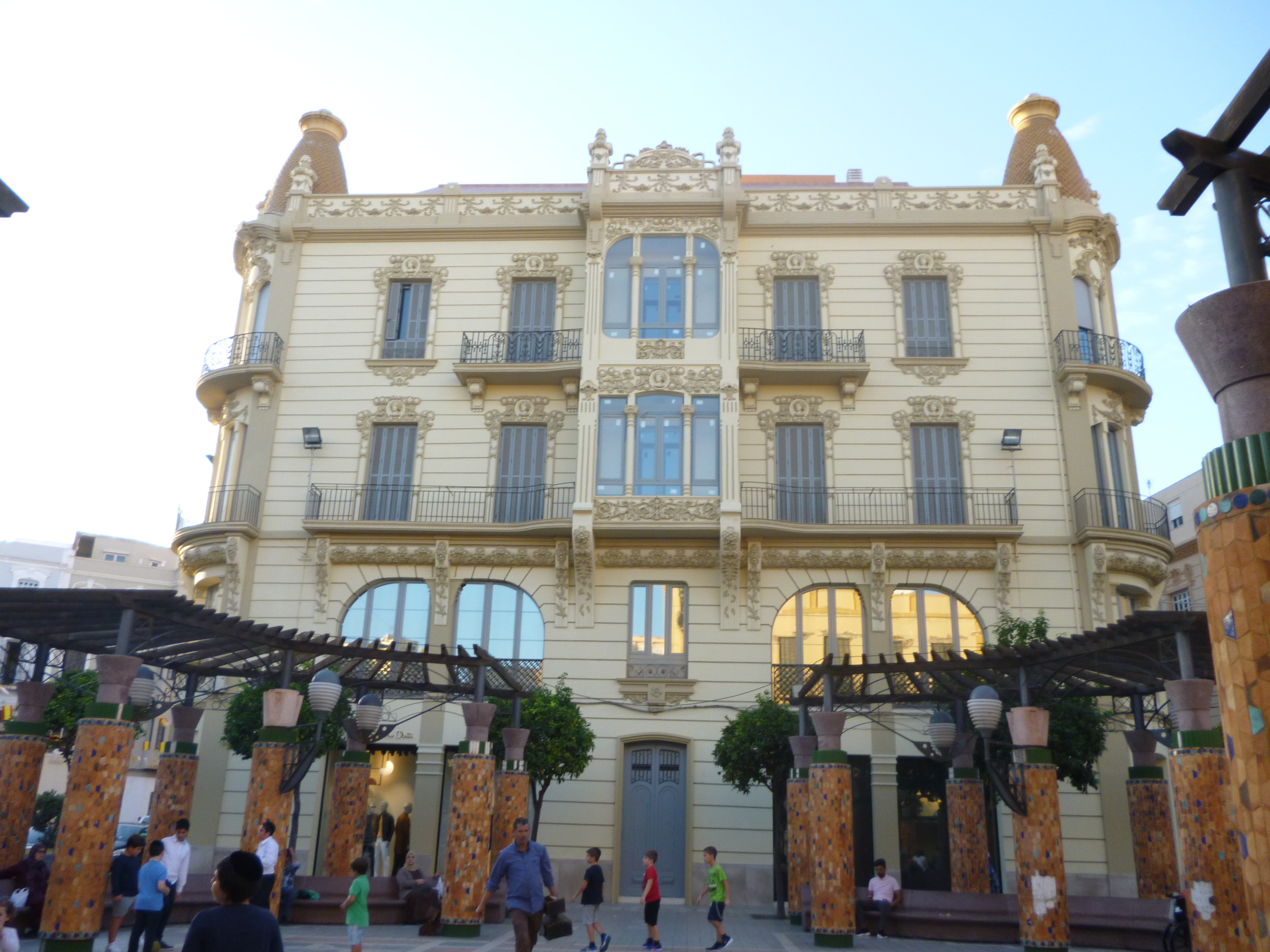
Antics Grans Magatzems la Reconquesta
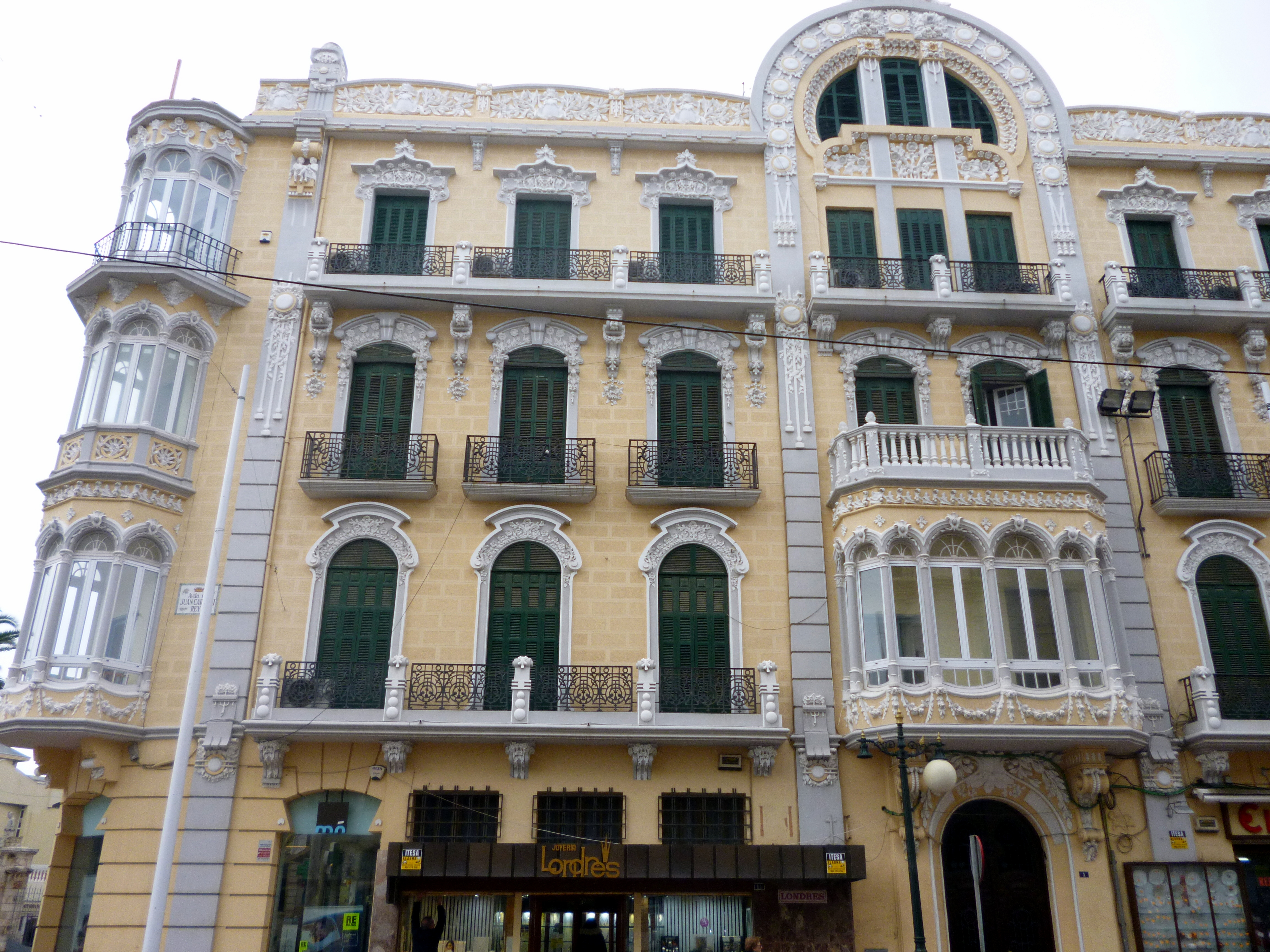
Casa David J. Melul
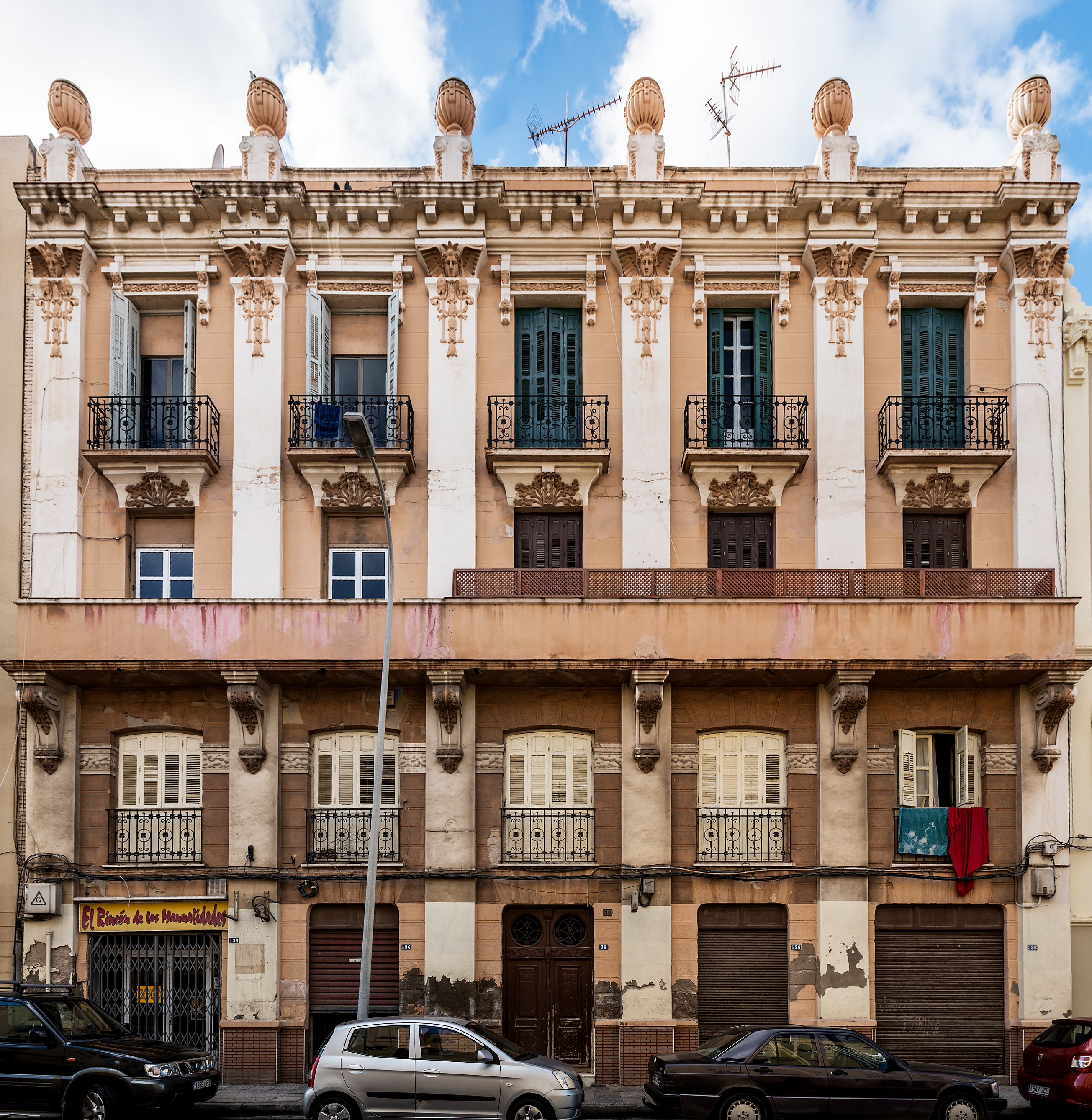
Casa de José Zea i Manuel Alvadalejo
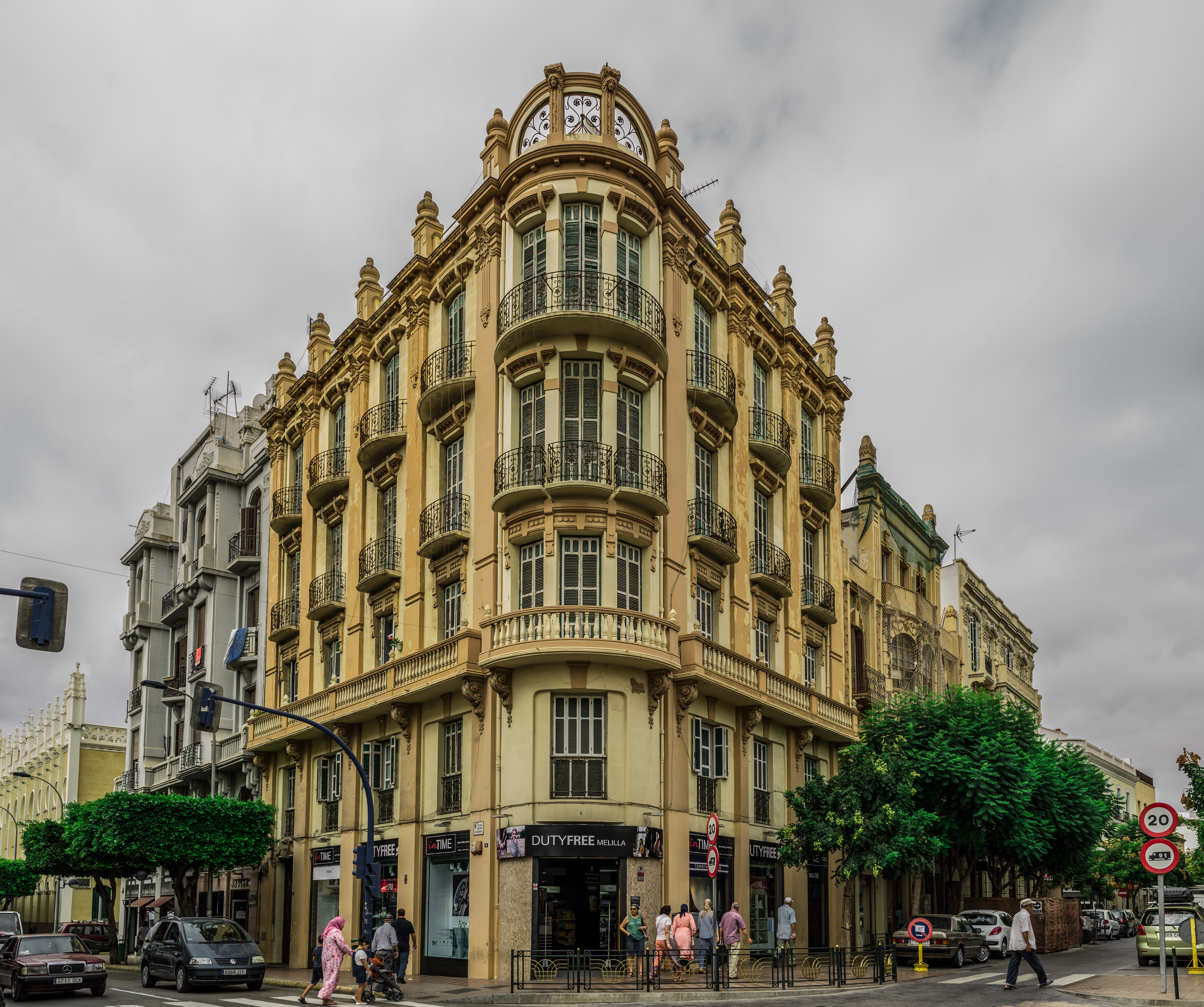
Casa de José García Álvaro
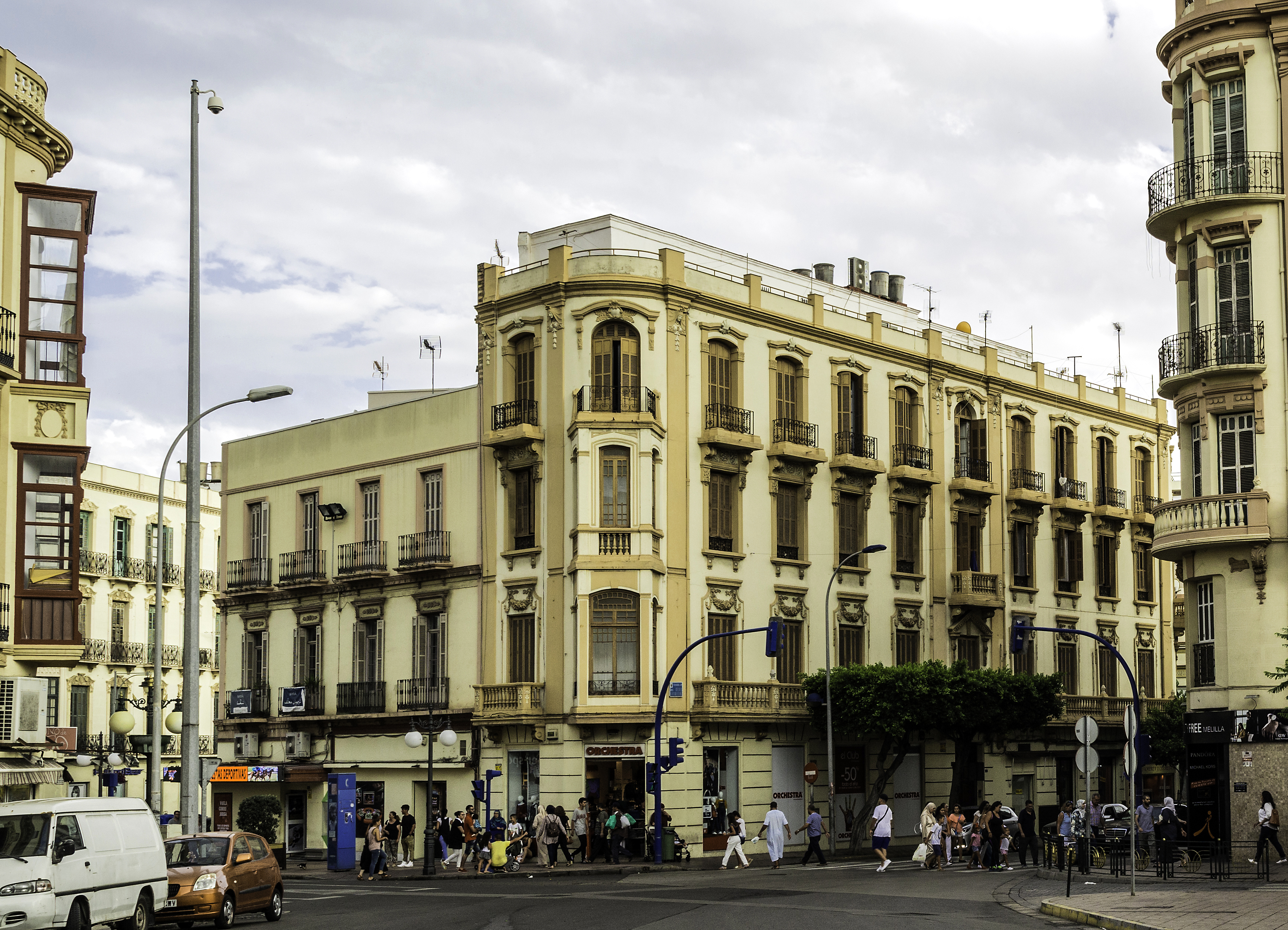
Casa de Juan Montes Hoyo

La Casa de Manuel Buxedas Aupi (1910-1911), la Casa d'Antonio Baena Gómez (1910), Mobles La Reconquesta (Circa 1910), la desapareguda Casa Basilio Paraíso (1910-1912), la Casa de José Guardiola (1910), el Casino Espanyol (1911), General Prim, 22, Sor Alegria, 6 (1911), la Casa de José Mascaró Rafols i Julia Iturralde (1911) la Casa de Baños (1912-1913), l'Antiga redacció del Telegrama del Rif (1912-1913), la Cambra Oficial de Comerç, Indústria i Navegació (1913-1914) amb el trio de l'Antic Economat Militar, denominat popularment Casa Tortosa (1914-1915), els Antics Grans Magatzems la Reconquesta (1915-1917) i la Casa David J. Melul (1915-1917), la flor i nata del modernisme floral l'utilitza a la Casa de J. Barciela, la Casa Meliveo (1920), la Casa de José Zea i Manuel Alvadalejo, els components de la Poma de la Concòrdia, la Casa de Miguel Gómez Morales (1927-1928), la Casa de Lázaro Torres (1928-1929), la pròxima Casa de Juan Montes Hoyo, denominada popularment Casa La Pilarica (1928-1929), Casa de la vídua d'Antonio Ibancos, l'Antic Banc de Bilbao, la Casa de José Guardiola, la Casa de Vicente Martínez (1931-1932), la Casa de Juan Florido Santos i Lázaro Torres García (1928-1929), la Casa de José García Álvaro, més coneguda com a Casa L'Aqüeducte (1928-1930), els Magatzems Juan Montes Hoyo el Teatre Kursaal (1930), el Teatre-Cinema Perelló (1926-1932).

### Emilio Alzugaray

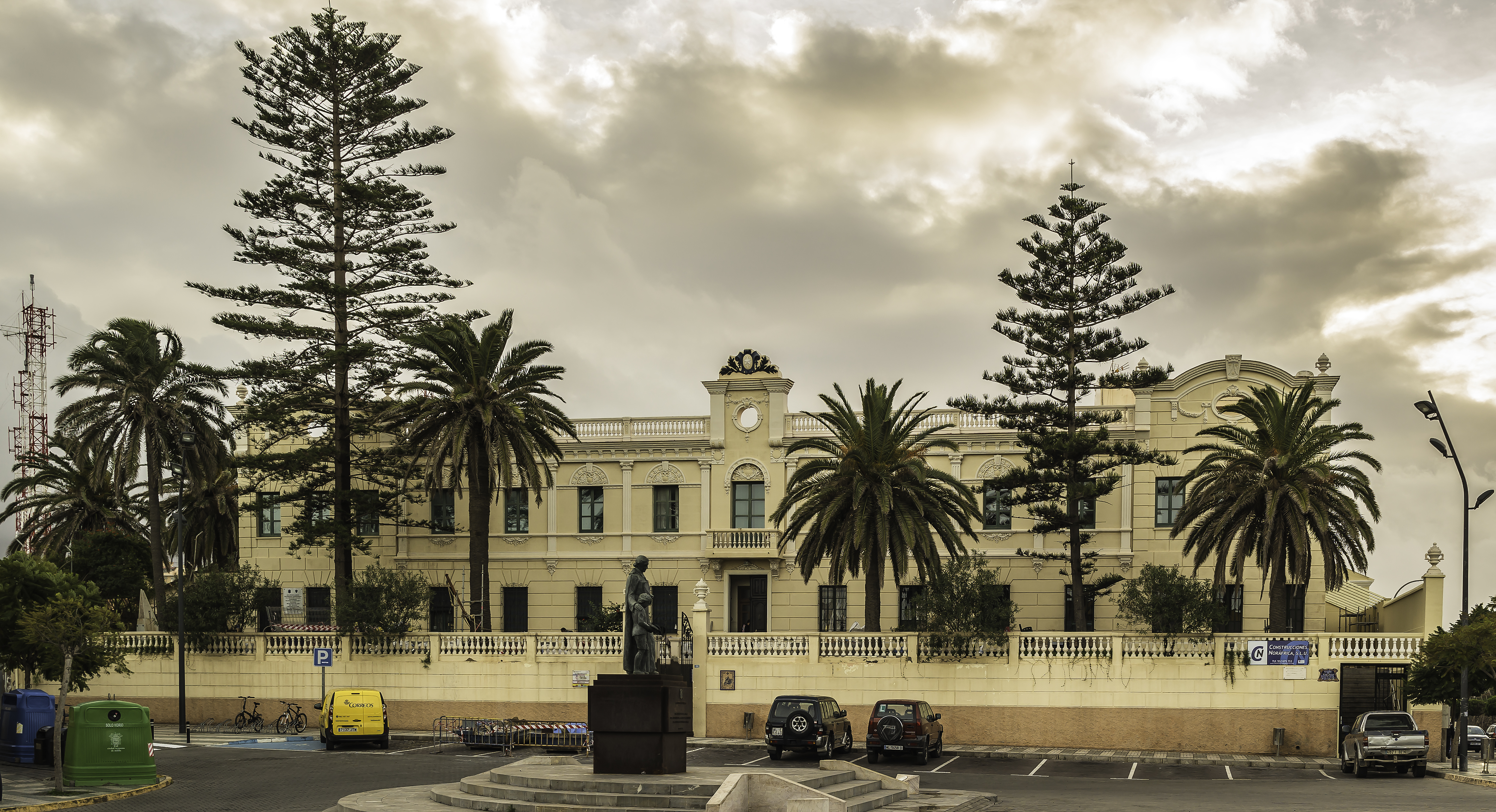
Col·legi dels Germans de les Escoles Cristianes
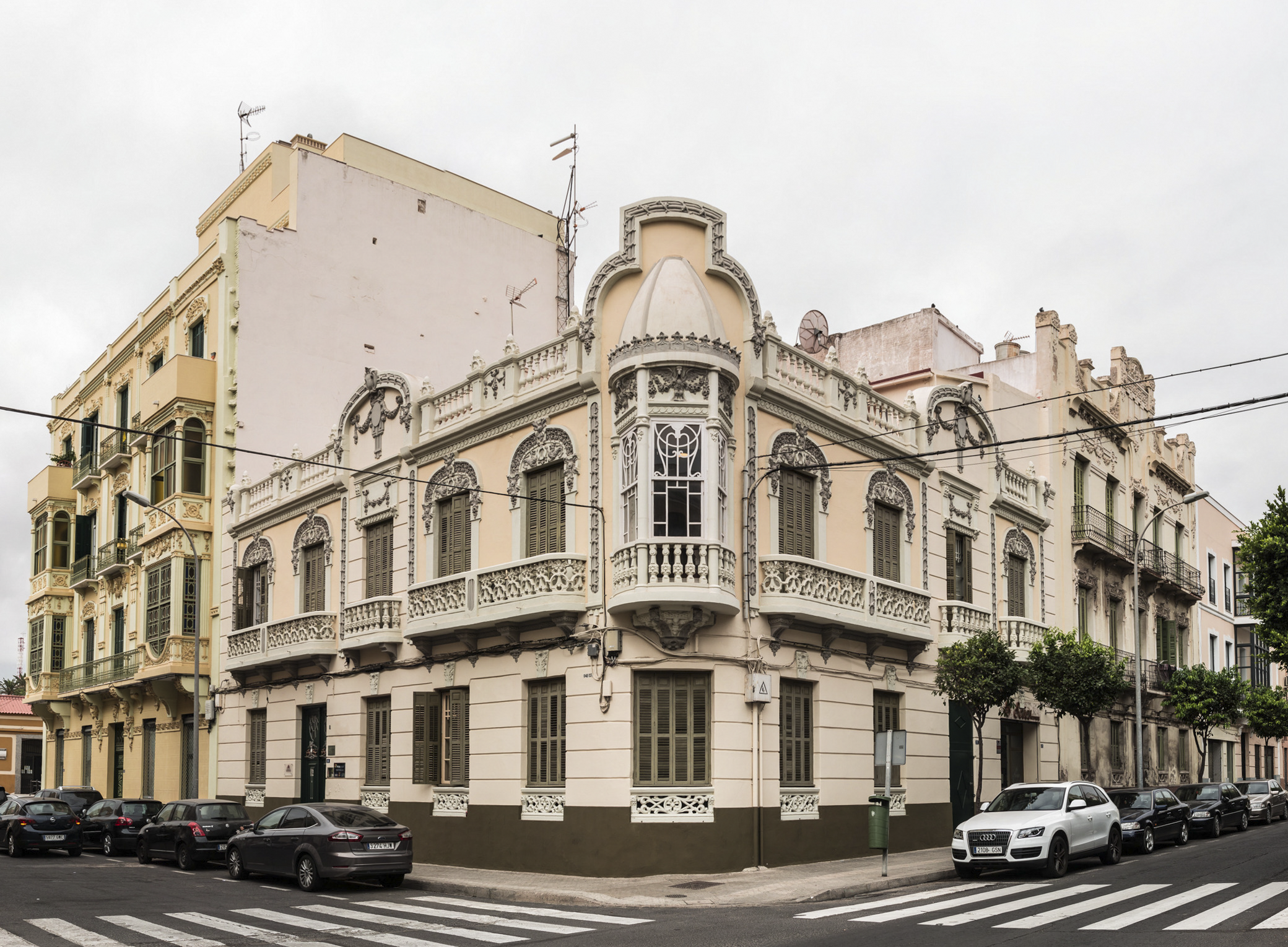
Casa de Salomón Cohen
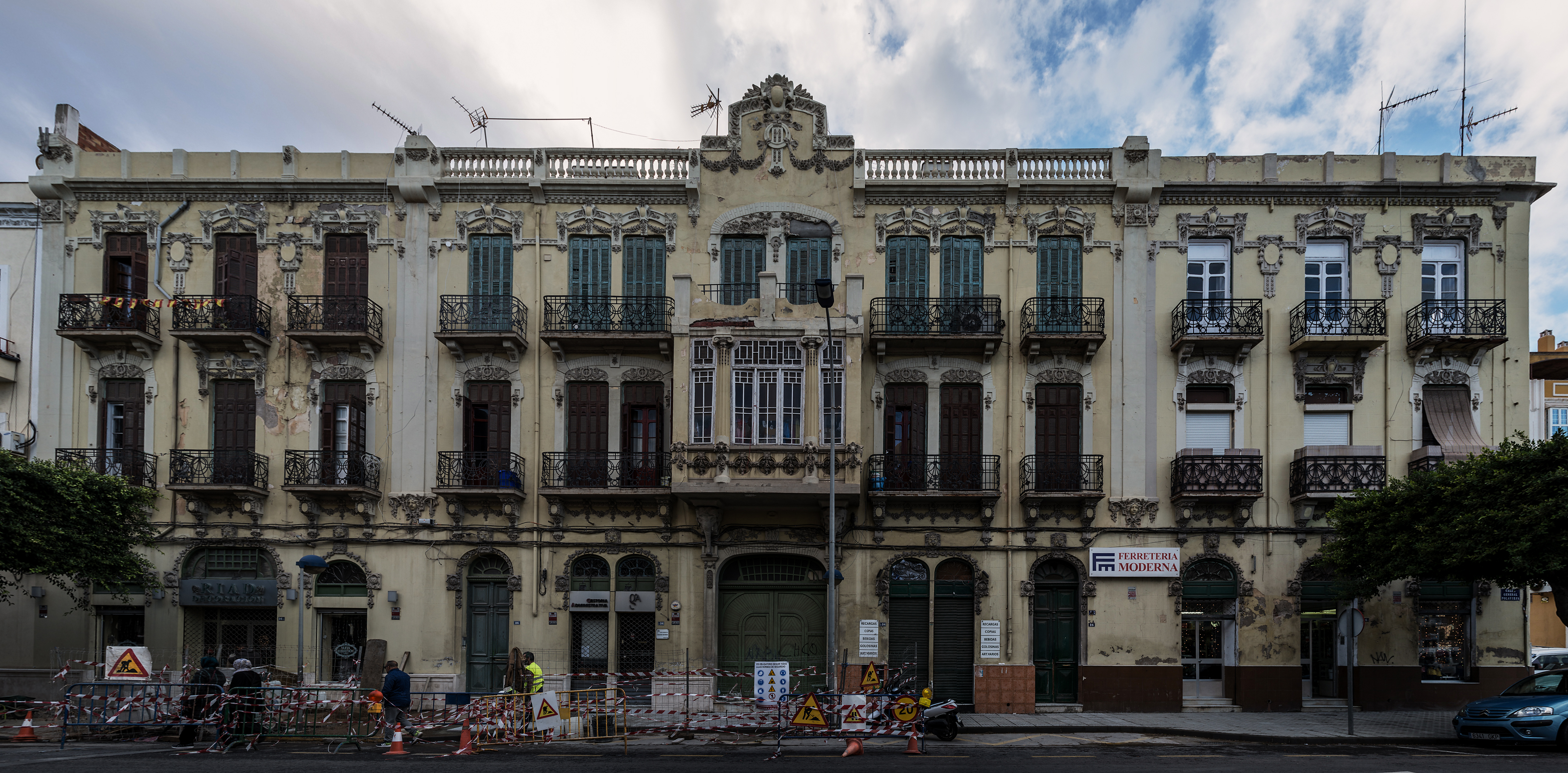
Casa de les Feres
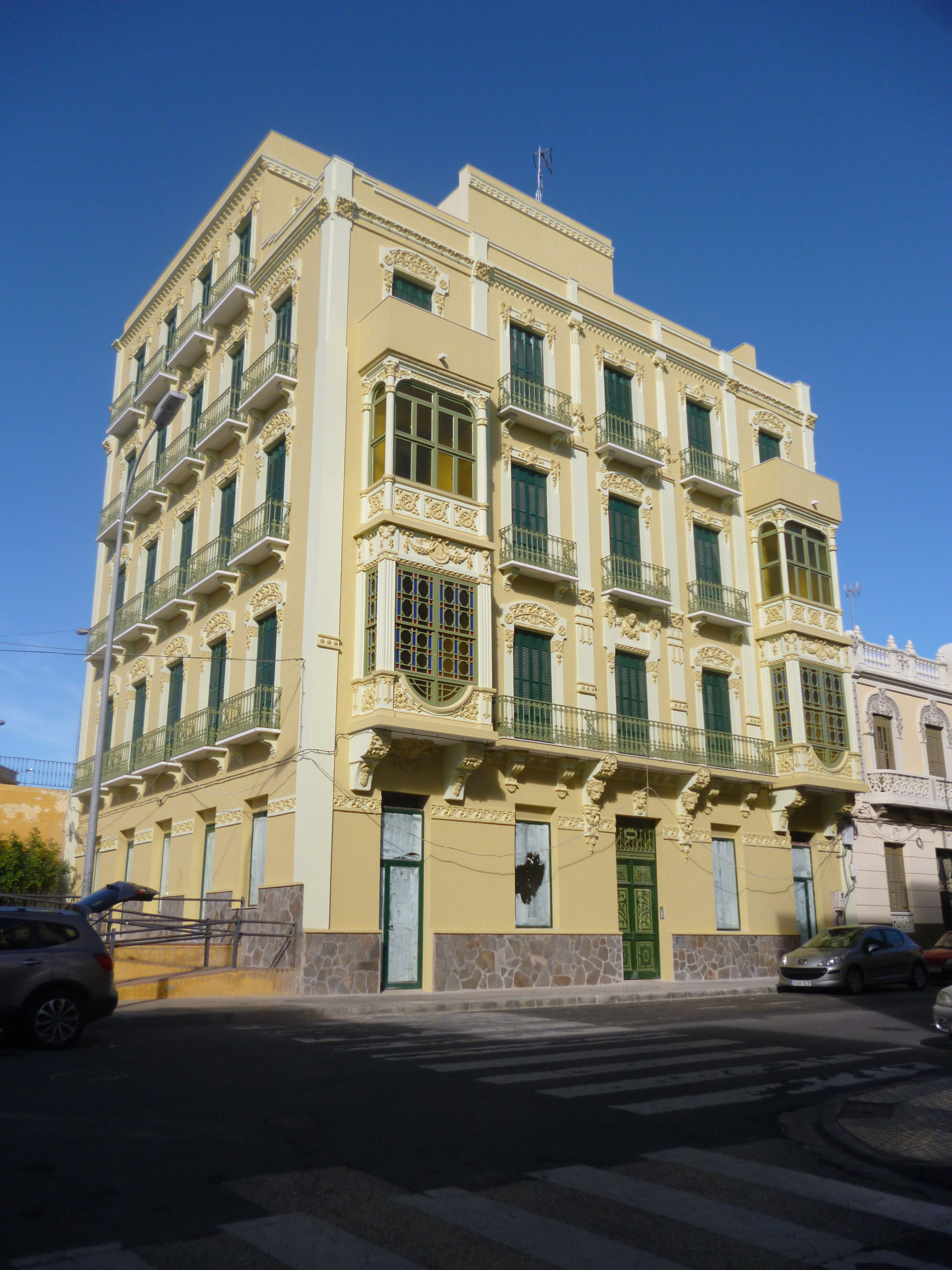
Casa de José Morely
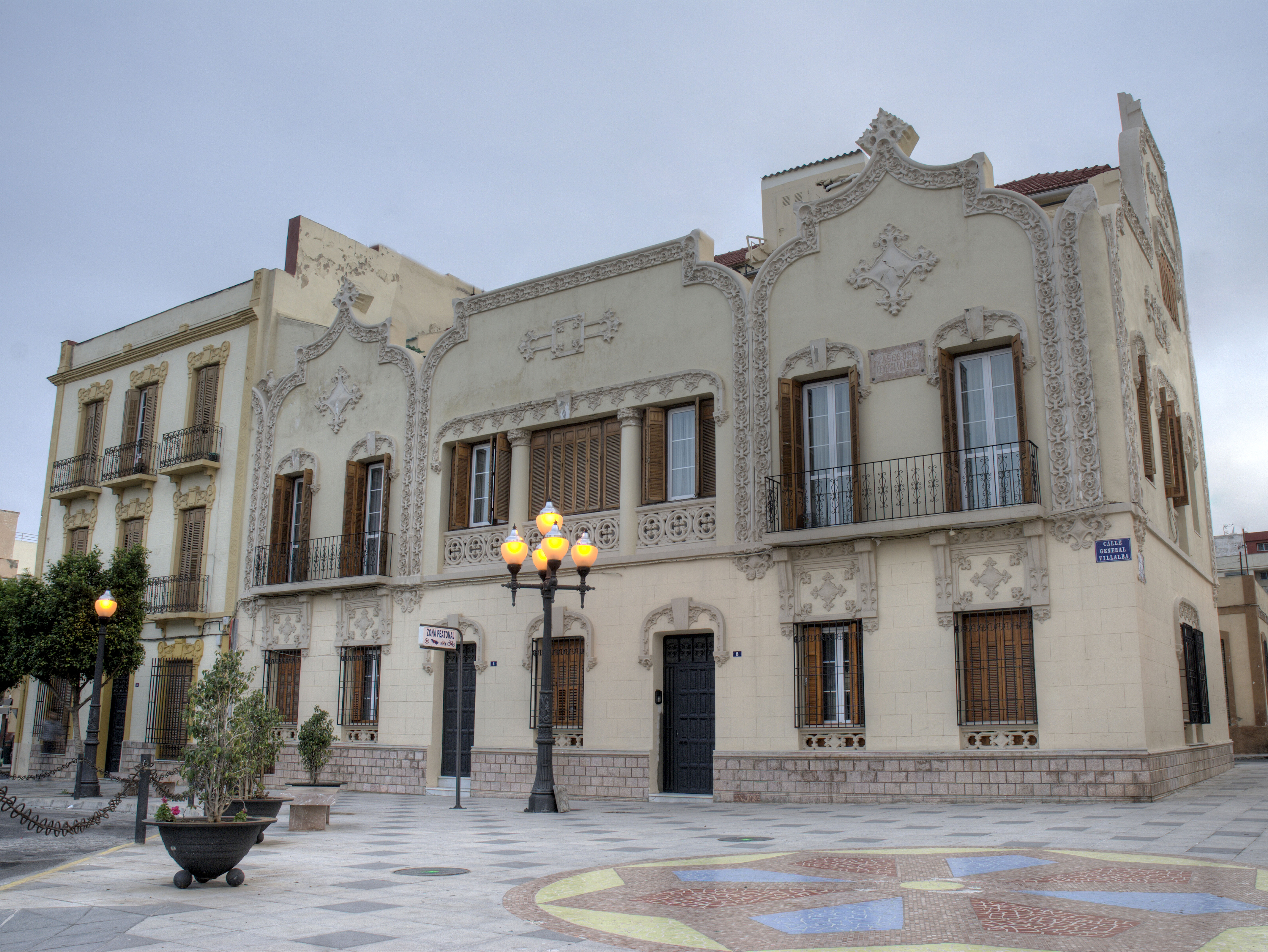
Casa de la Vídua de Samuel Salama

L'enginyer militar Emilio Alzugaray desenvolupa una obra molt acadèmica, amb detalls animals. És autor de la Casa de Julia Alcalde, també denominada Casa dels Elefants (1913), Casa de les Feres(1914), la Casa de Salomón Cohen (1915), la Direcció Territorial d'Educació (1915) el Col·legi dels Germans de les Escoles Cristianes, actual Col·legi La Salle el Carmen, (1916-1918), la Casa de Julián Argos, la Casa de José Morely 1916-1917), la Casa de Francisco Bueno (1917), la Casa de la Vídua de Samuel Salama(1916 i la Casa d'Argos(1916).

## Art déco

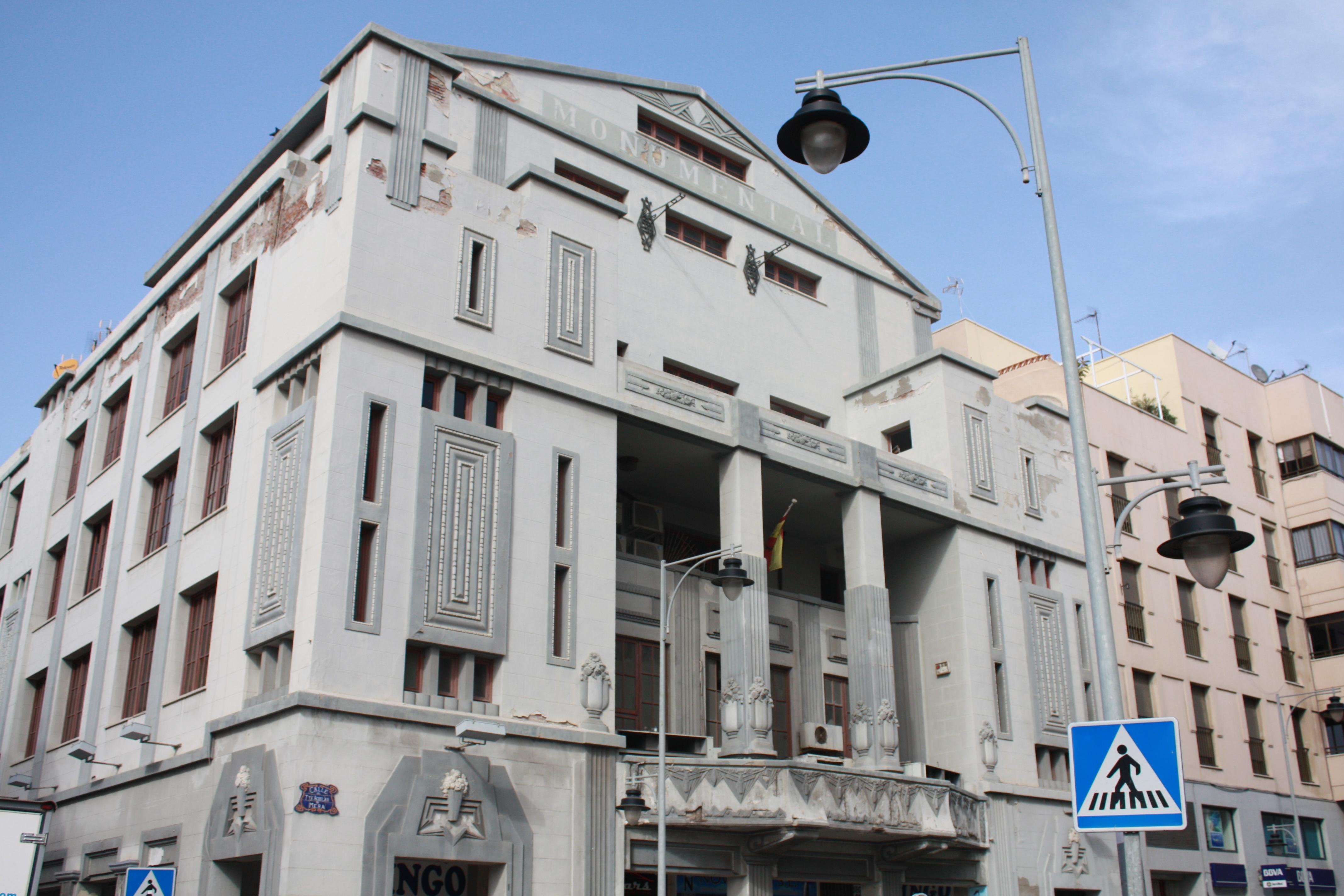
Monumental Cinema Sport

La seva obra mestra és el Monumental Cinema Sport (1930-1932).

### Enric Nieto i Nieto

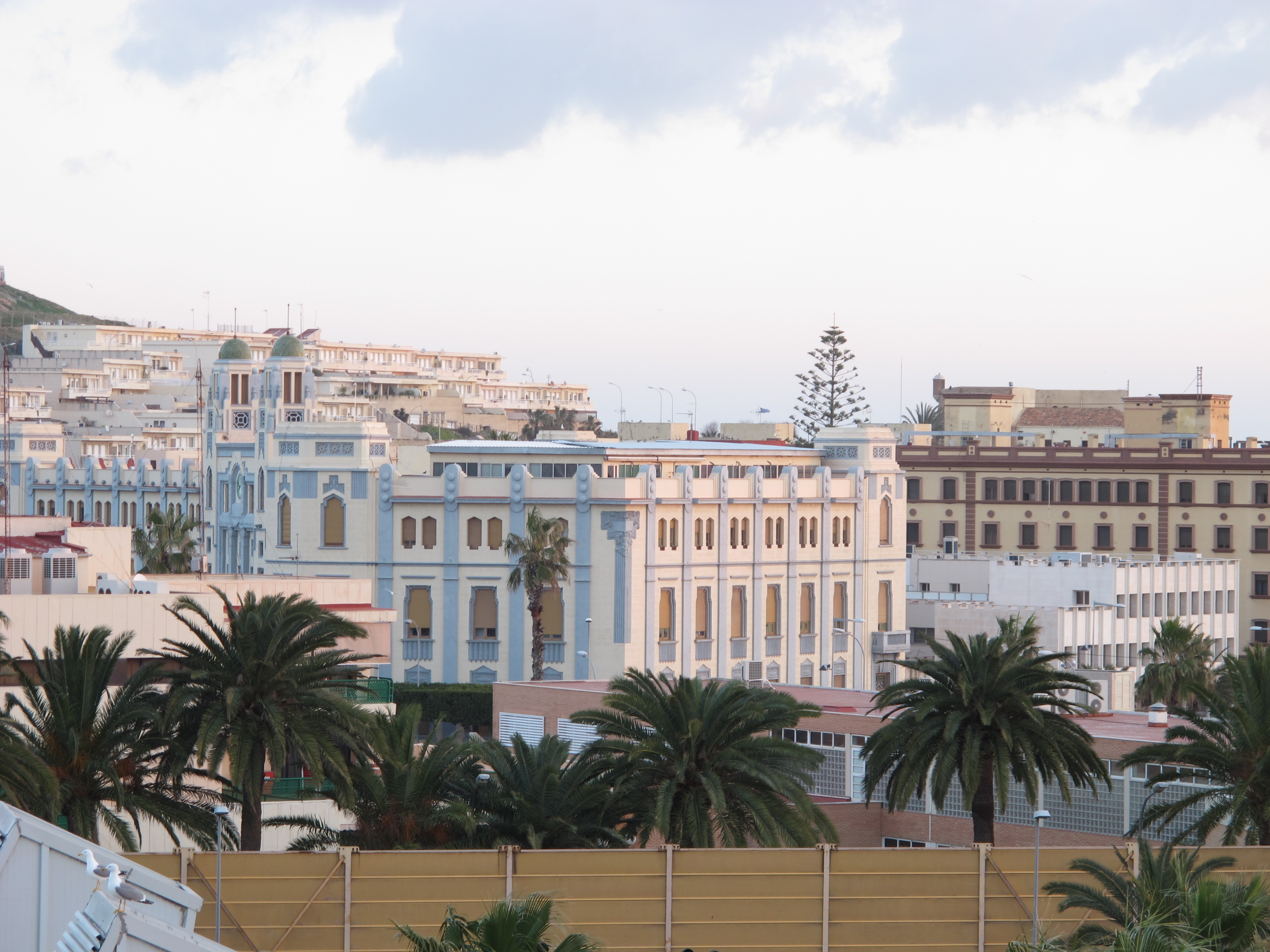
Palacio de l'Assemblea
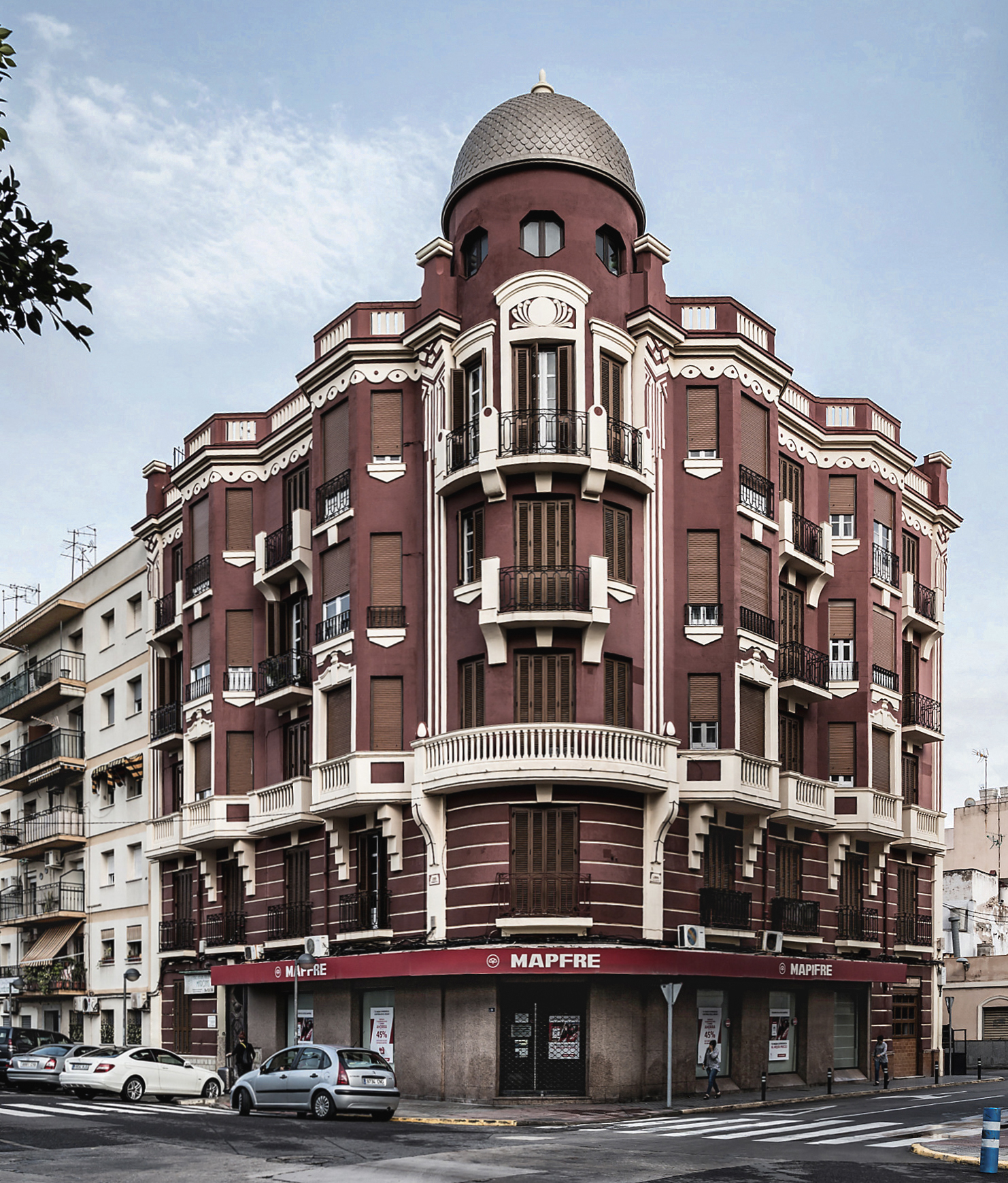
Edifici Vermell,
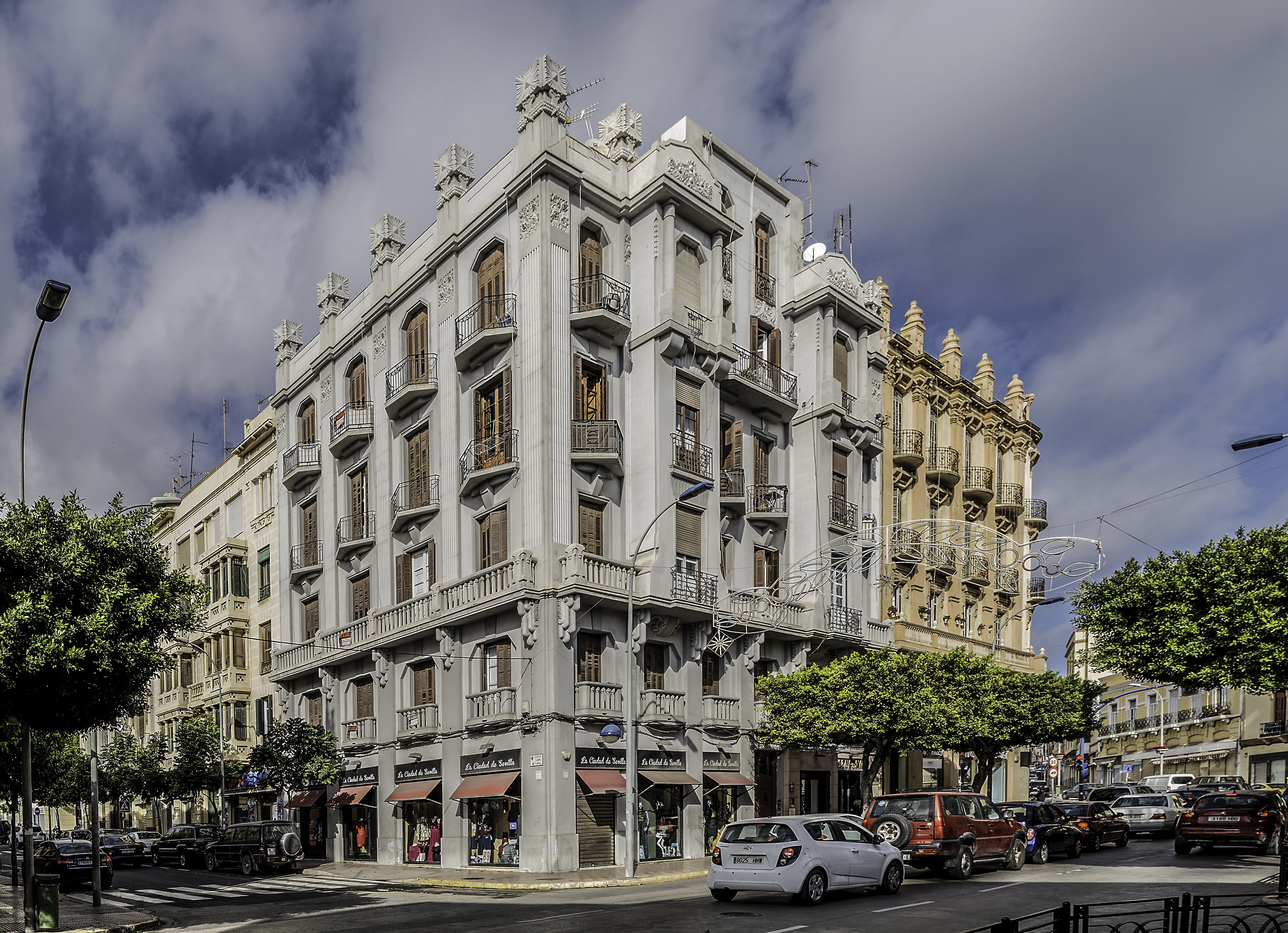
Casa d'Enric Nieto
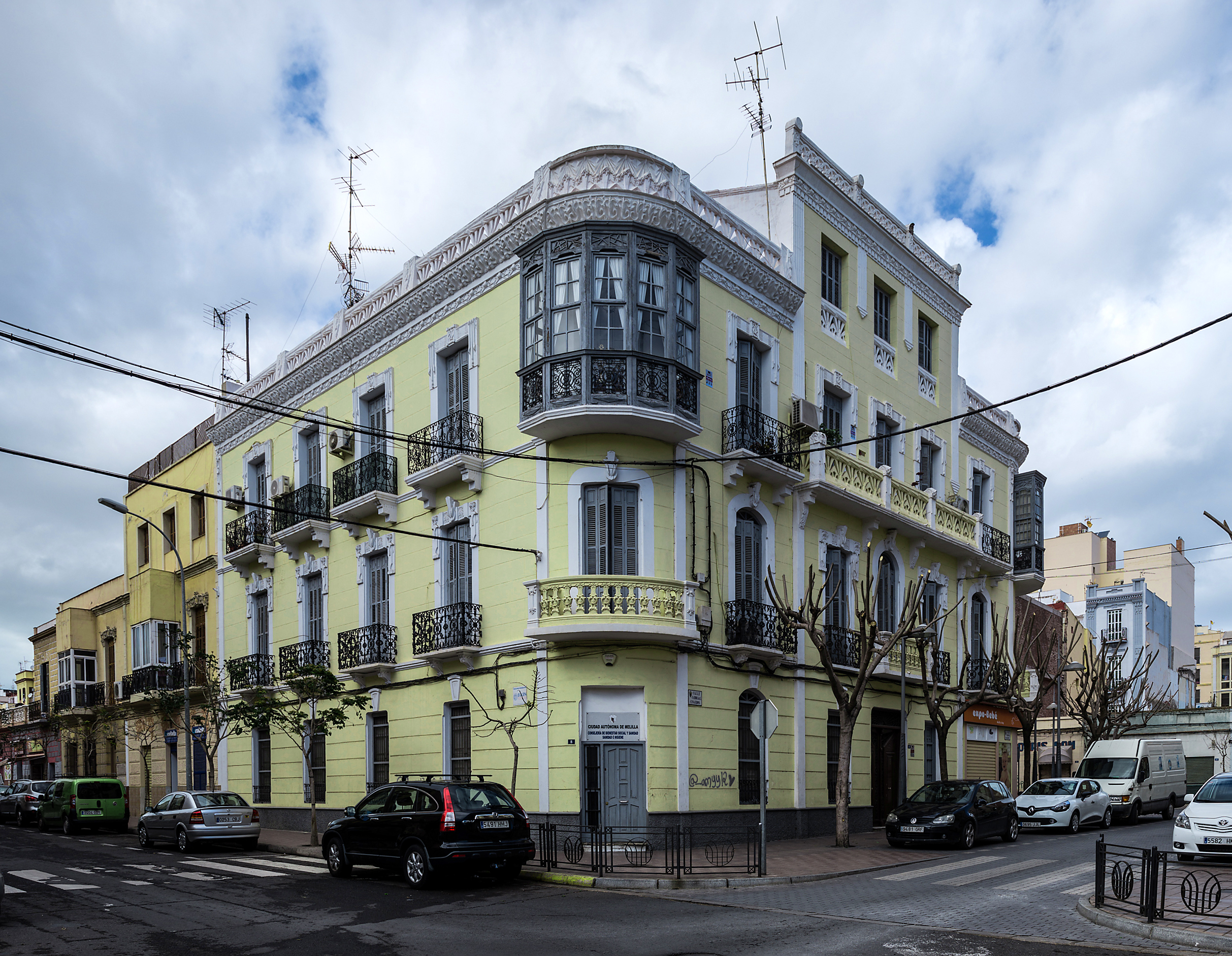
Casa Carcaño
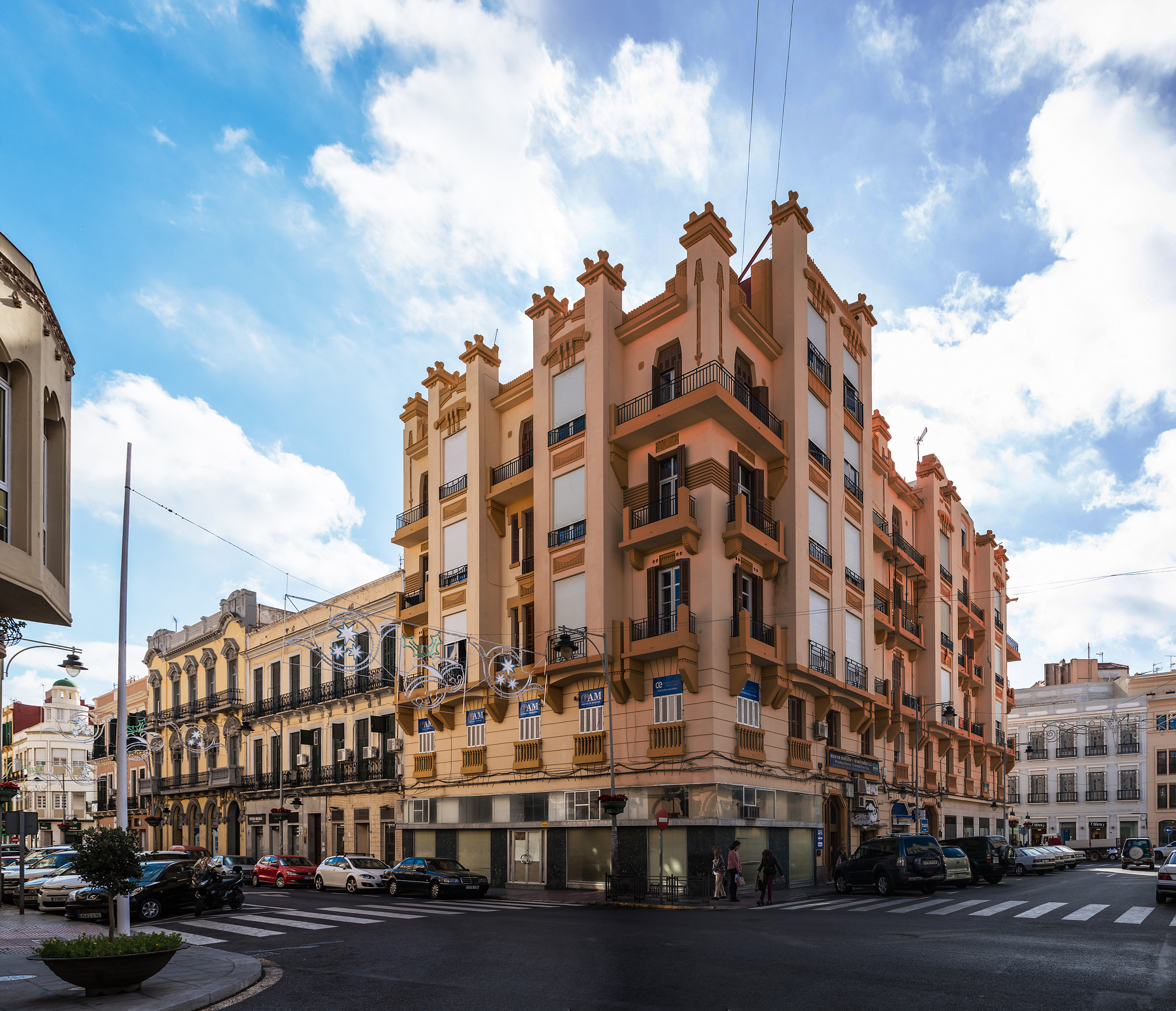
Casa de Rafael Rico Albert,
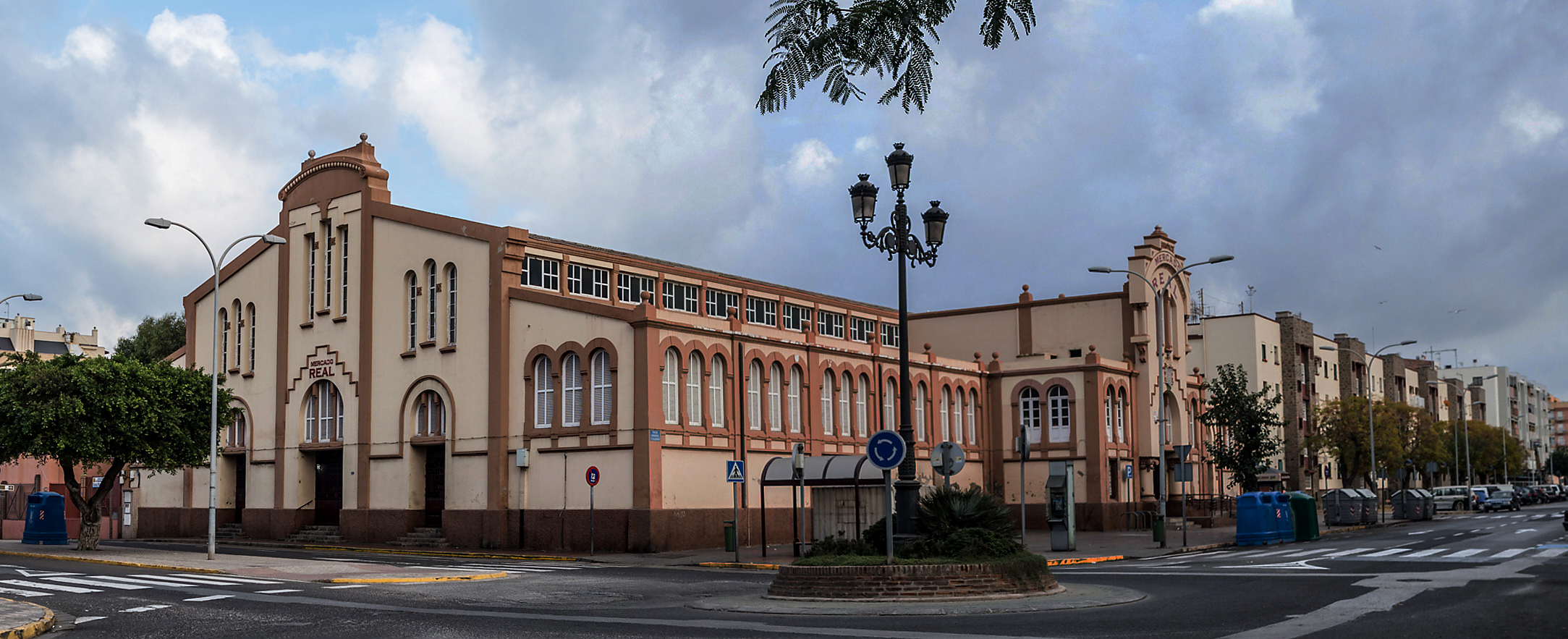
Mercat del Real

Desenvolupo l'art déco zigzagueante, bastant pròxim al modernisme, amb obres com el Palau de l'Assemblea(1932) d'Enric Nieto, autor també de la Casa d'Enric Nieto (1930-1932), la Casa Carcaño (1934-1935), la Casa de Jacques EskEnazi Aguilerun (1936-1938), la Conselleria Adjunta a la Presidència (1943-1944), el Xalet Ben Jeloun (1943), la Casa de Josefa Botella Segarra (1935-1936), la Casa de Rafael Rico Albert(1935), el Mercat del Real (1932-1940) , l'Annex del Monumental Cinema Sport (1935-1936) i l'Edifici Vermell (1935-1936), així com una variant de l'esgrafiat, el màxim exponent del qual va ser la Casa d'Ahmed Ben Taleb, (1933) i l'aerodinàmic edifici situat al carrer Villegas, 7.

### Francisco Hernanz
Per un altre comunicat, Francisco Hernanz que relizço obres zigzagueantes com la Casa de Jacinto García Marfil, (1932), va desenvolupar l'art déco aerodinàmic, de línies sòbries i sense gairebé alguna decoració, com la Casa de Luis Raya (1935), la Casa d'Abraham Benatar, la Casa de Bertila Seoane i la Casa Parres.

## Racionalisme

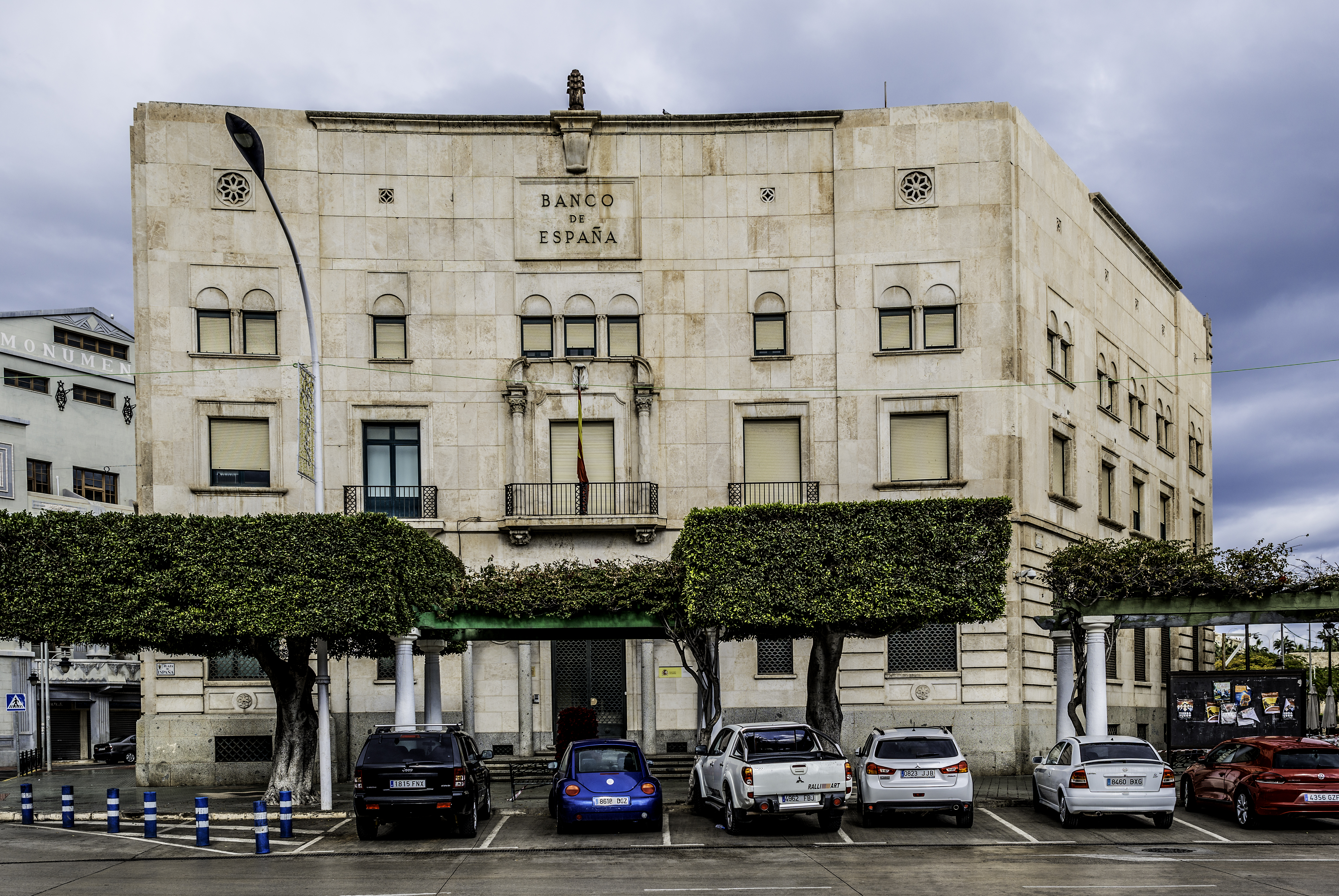
Edifici del Banc d'Espanya
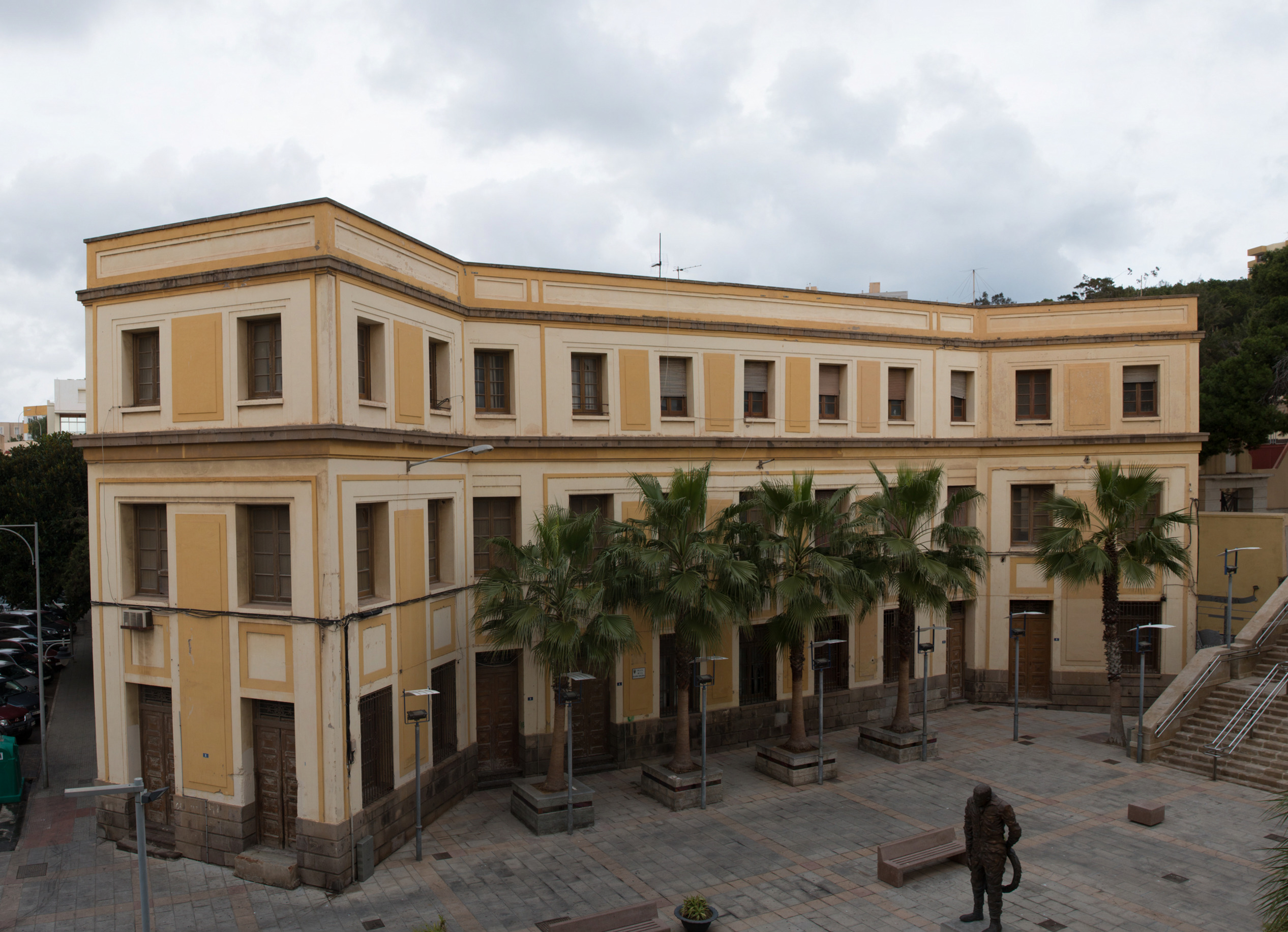
Edifici de Correus de Melilla
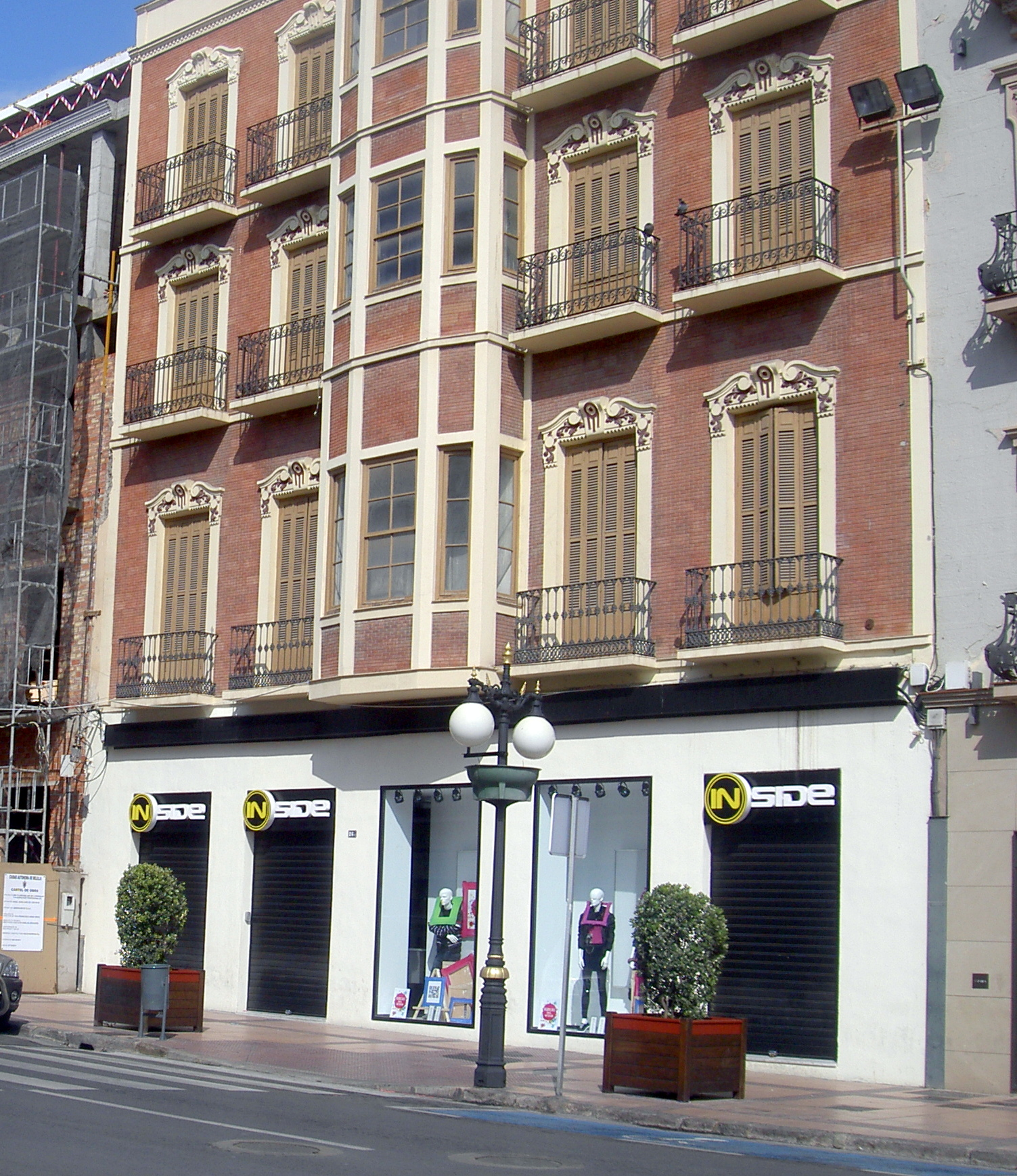
Casa de Amrram J. Wahnon
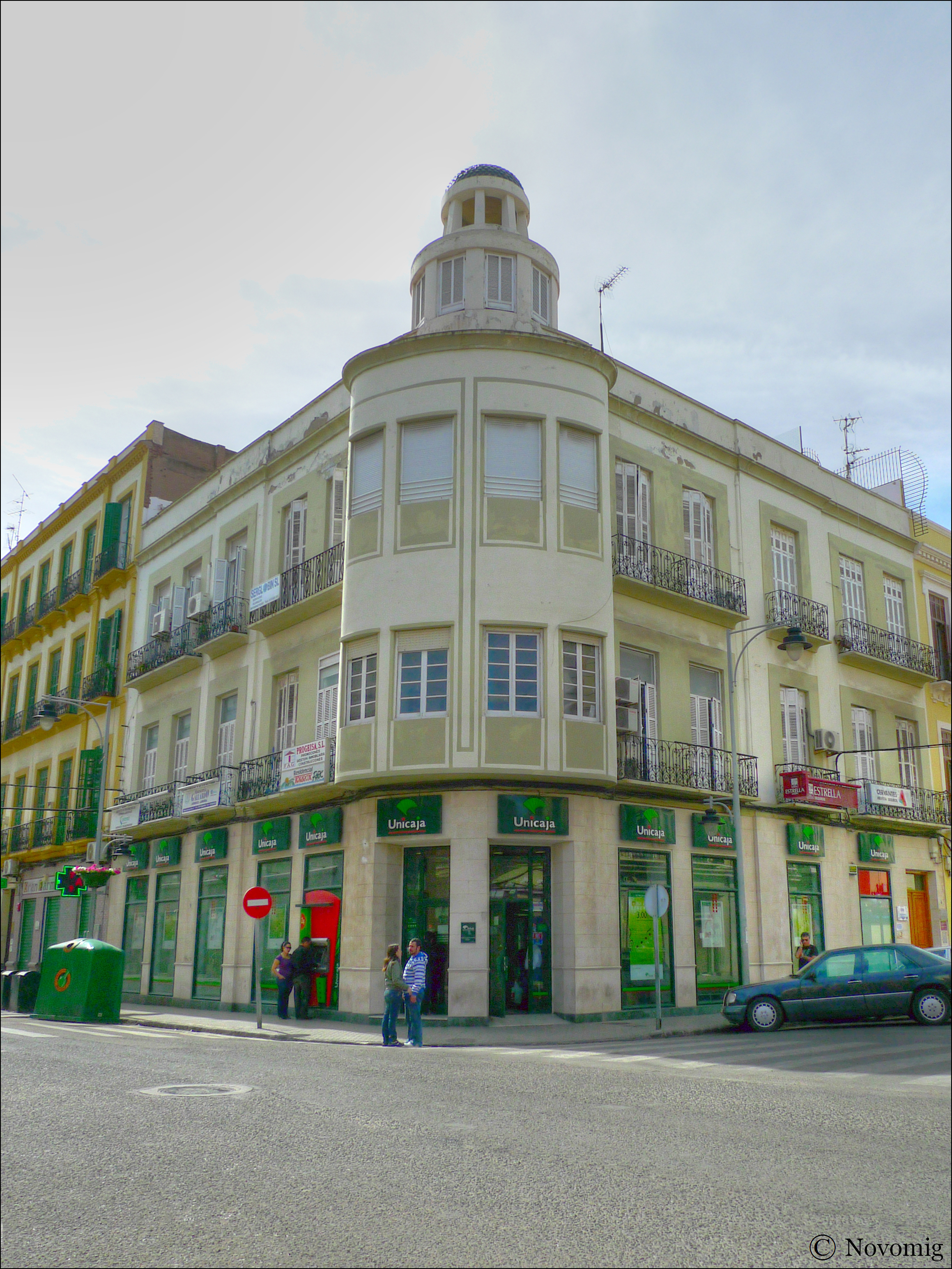
Carrer Cervantes, 4

Bastant sobri, amb decoracions geomètrica amb obres com l'edifici del Banc d'Espanya (Melilla), l'edifici de Correus de Melilla i la casa de Amrram J. Wahnony.

## Arquitectura industrial

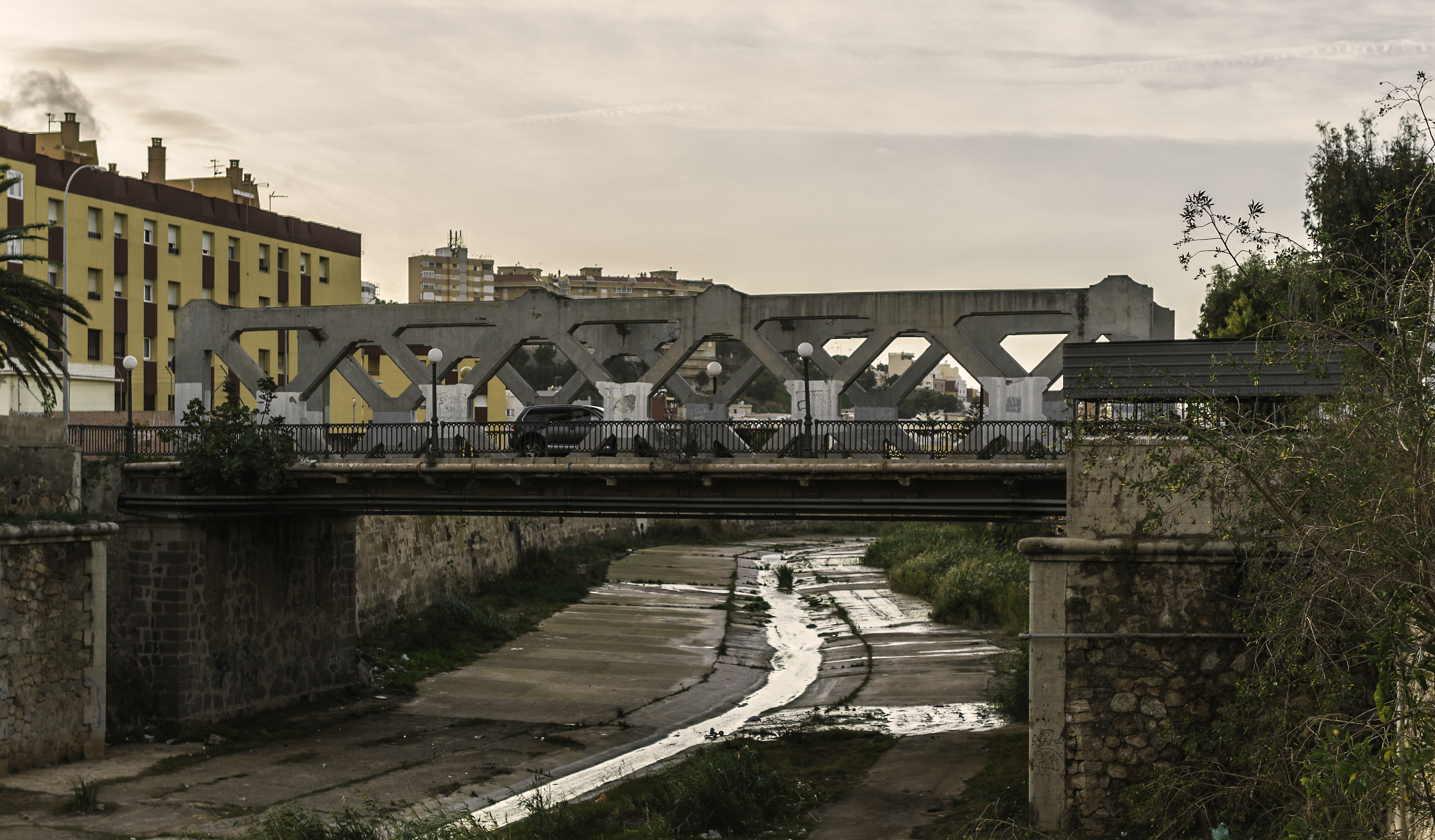
Pont del Mineral
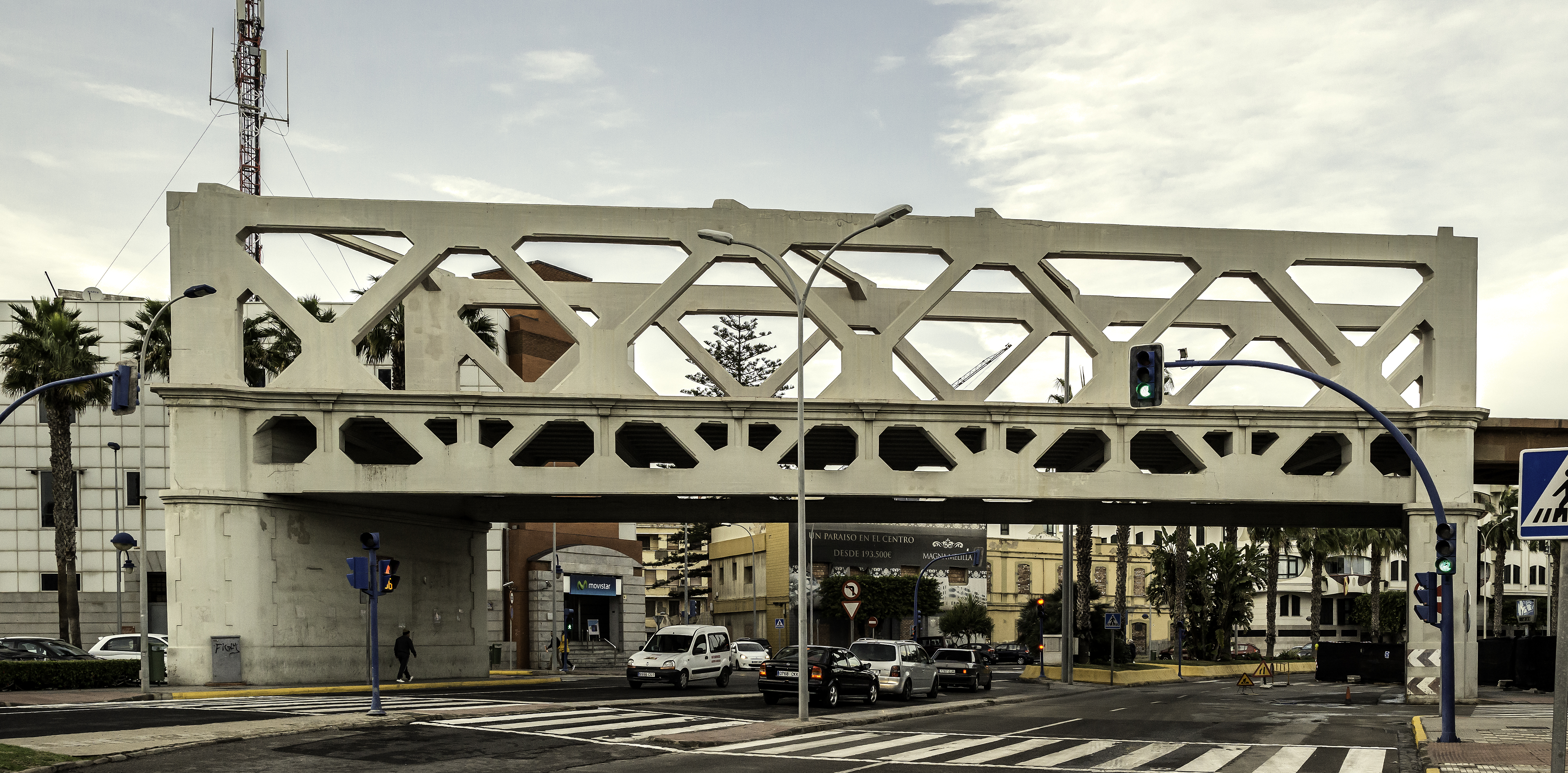
Viaducte de la CEMR
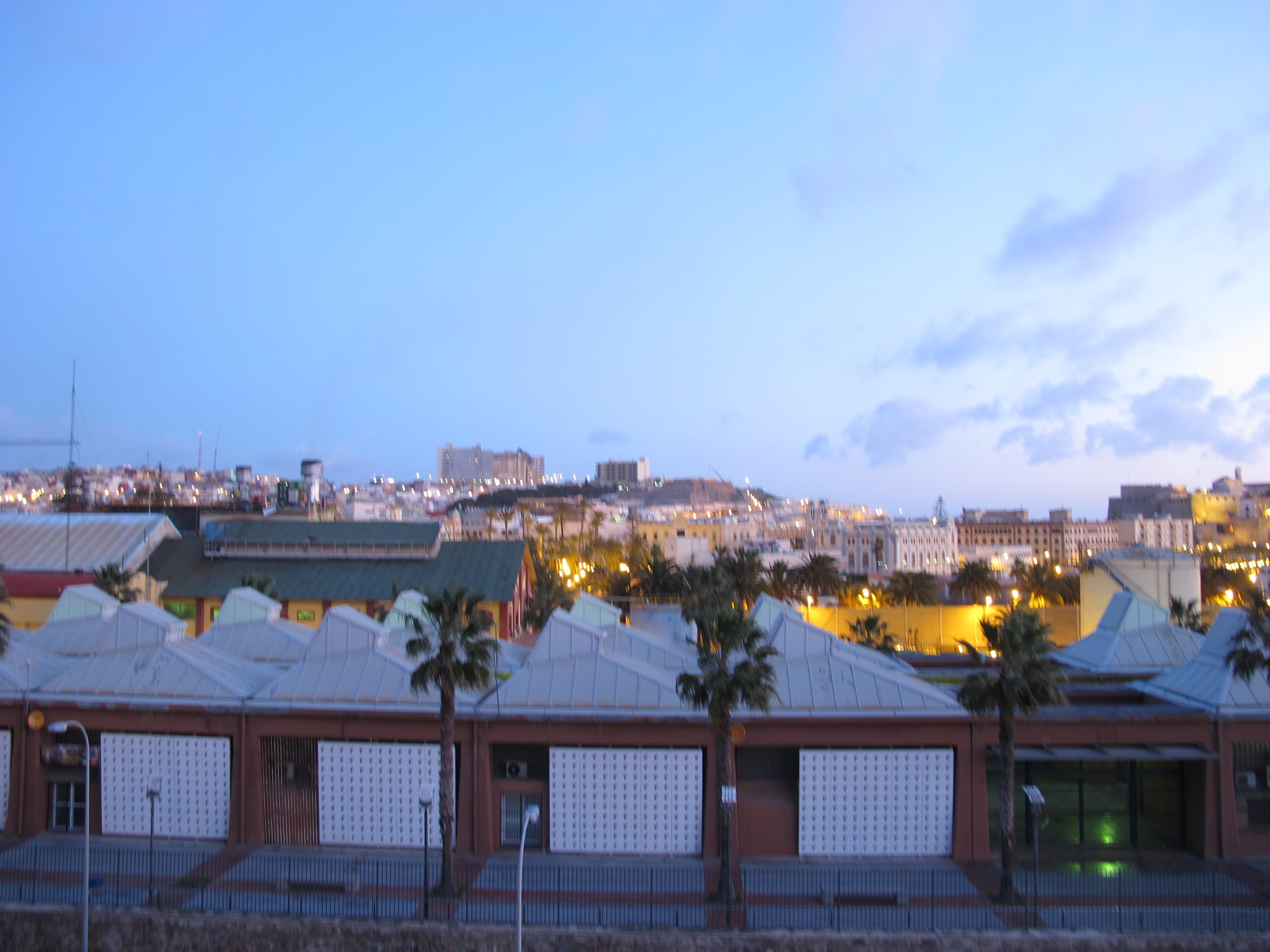
Magatzems de mineral de la CEMR
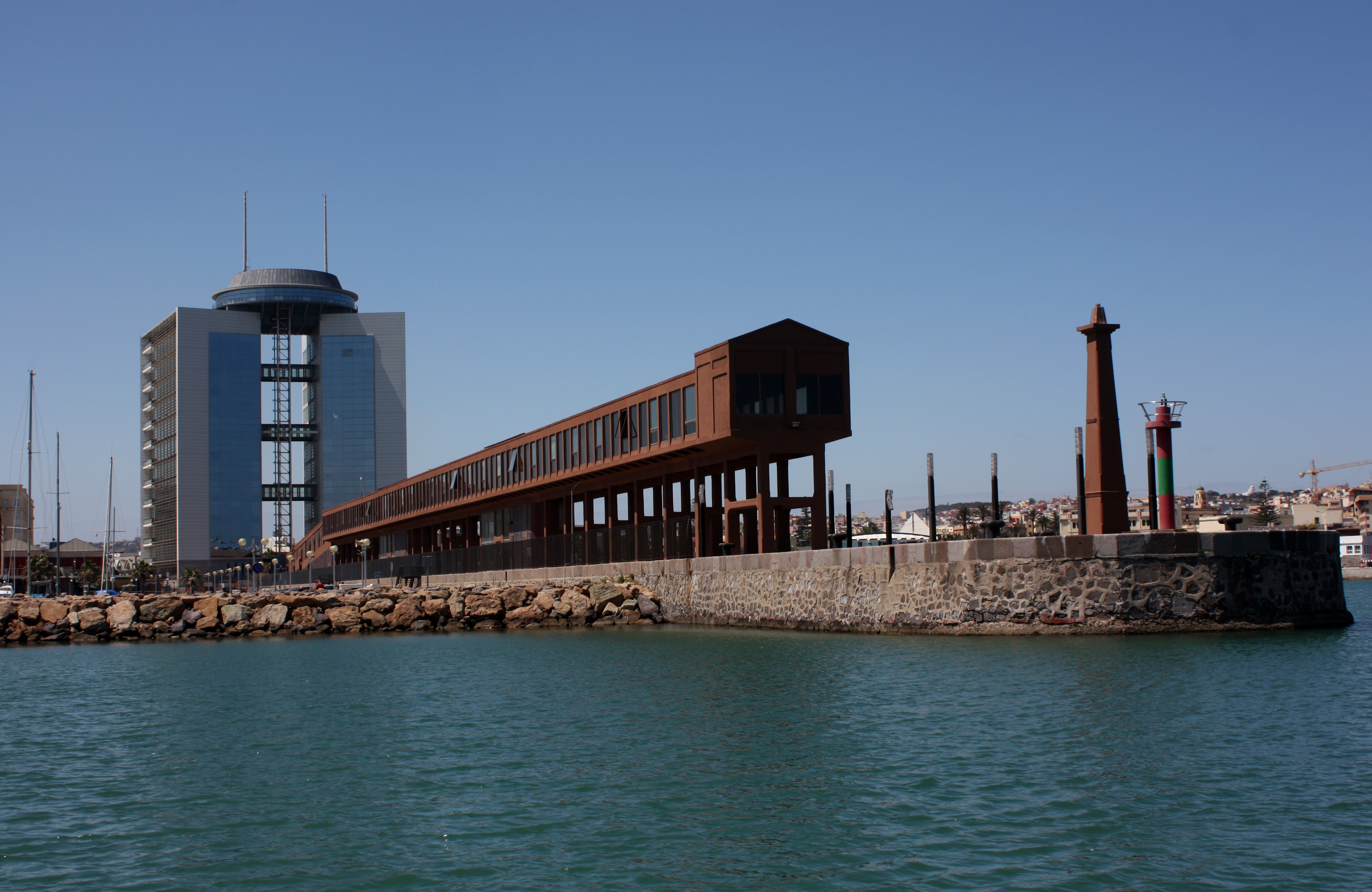
Carregador de mineral de la CEMR
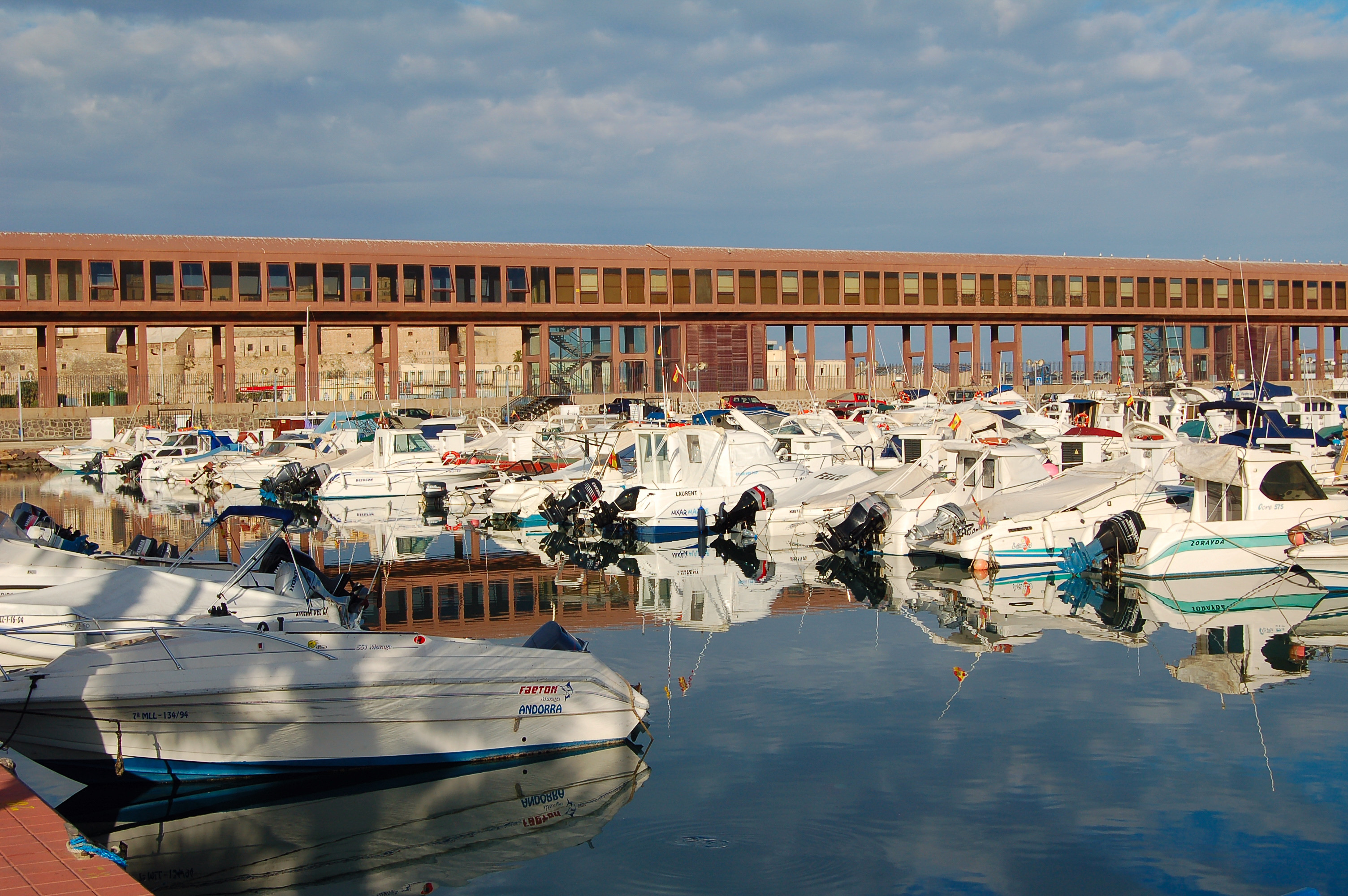
Carregador de mineral de la CEMR

També existeix una arquitectura industrial, amb el Mercat de Ferro del Mantelete i el conjunt de la central elèctrica, el pont, el viaducte, els dipòsits i el carregador de mineral de ferro de la Companyia Espanyola de Mines del Rif.

## Arquitectura moderna

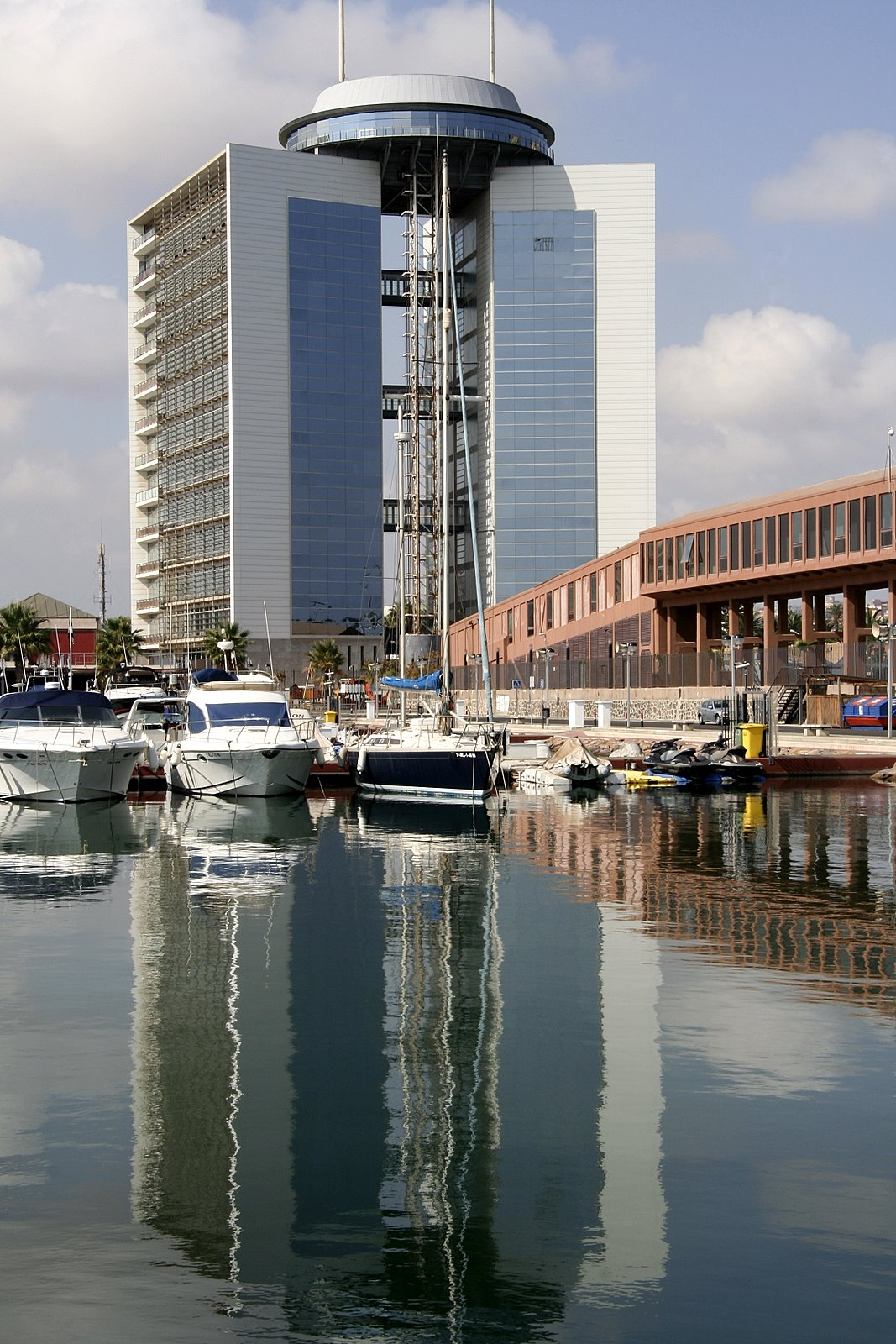
Torres V Centenari
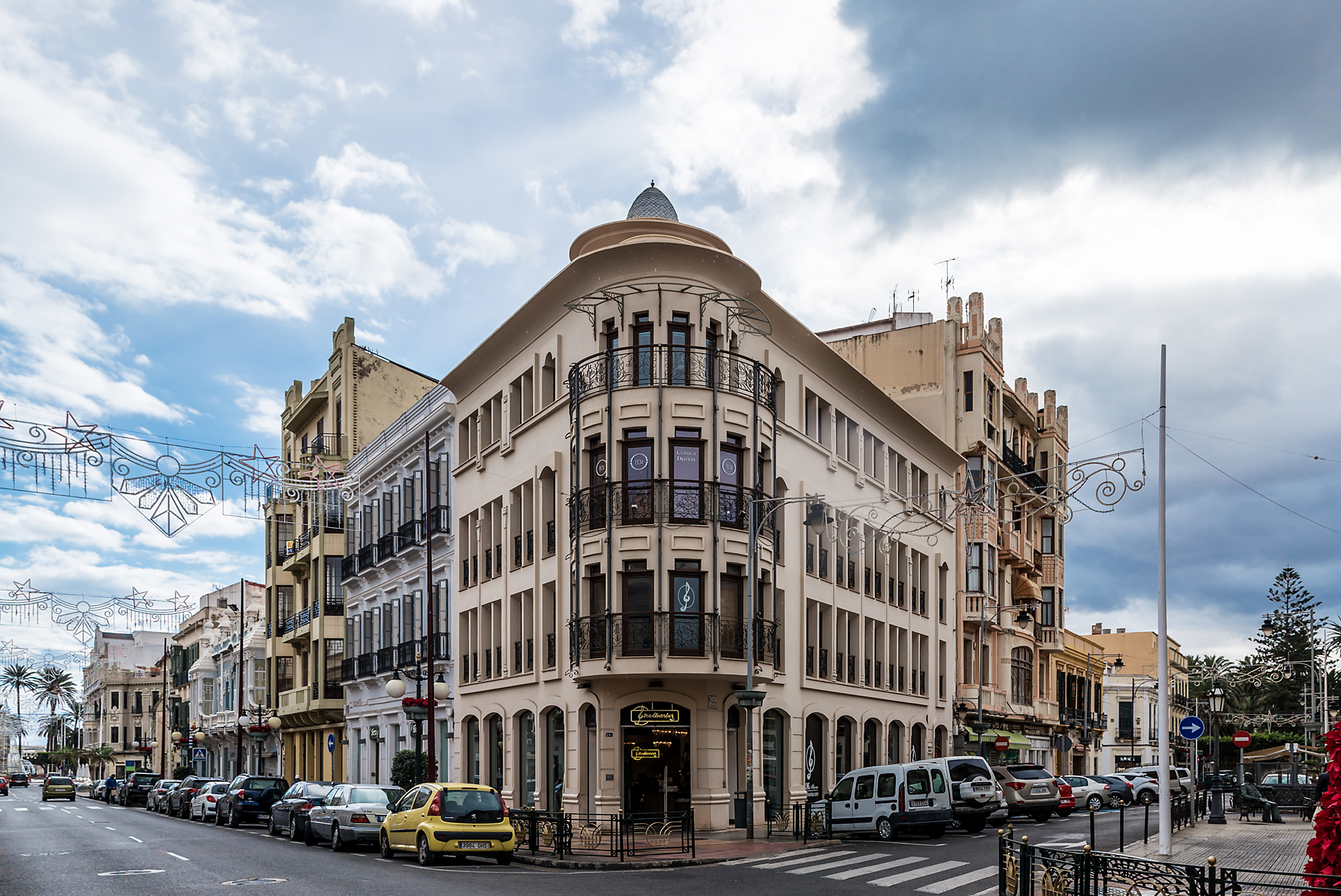
Edifici Chacel

Torres V Centenari i Edifici Chacel.

### Cementiri Municipal de la Puríssima Concepción

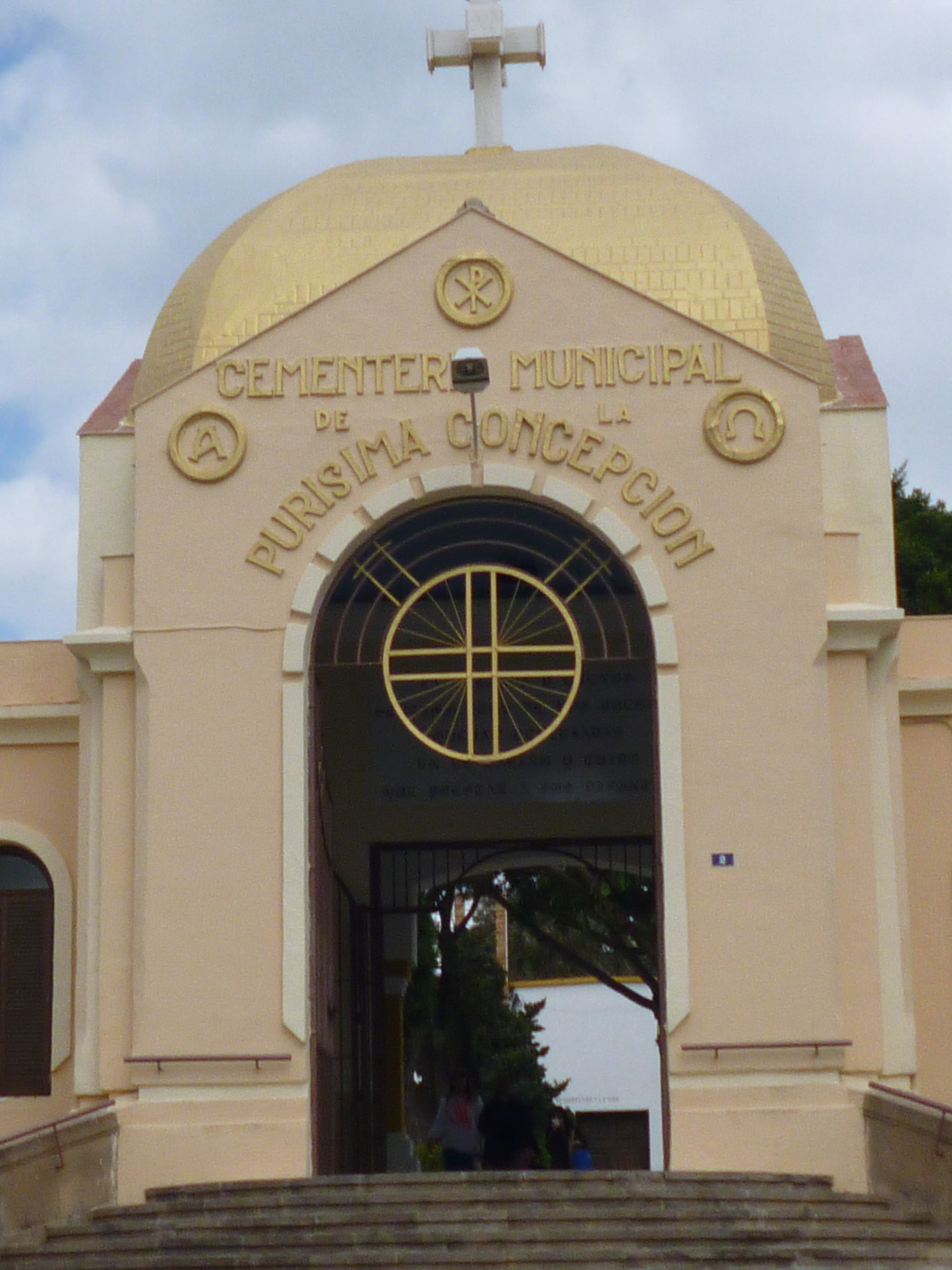
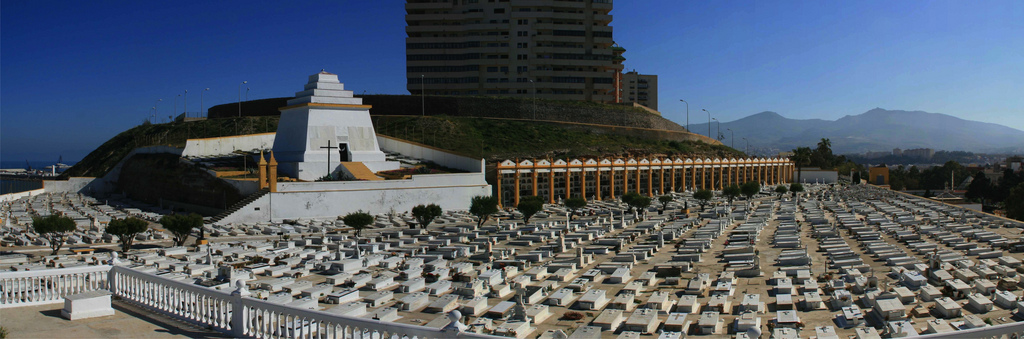
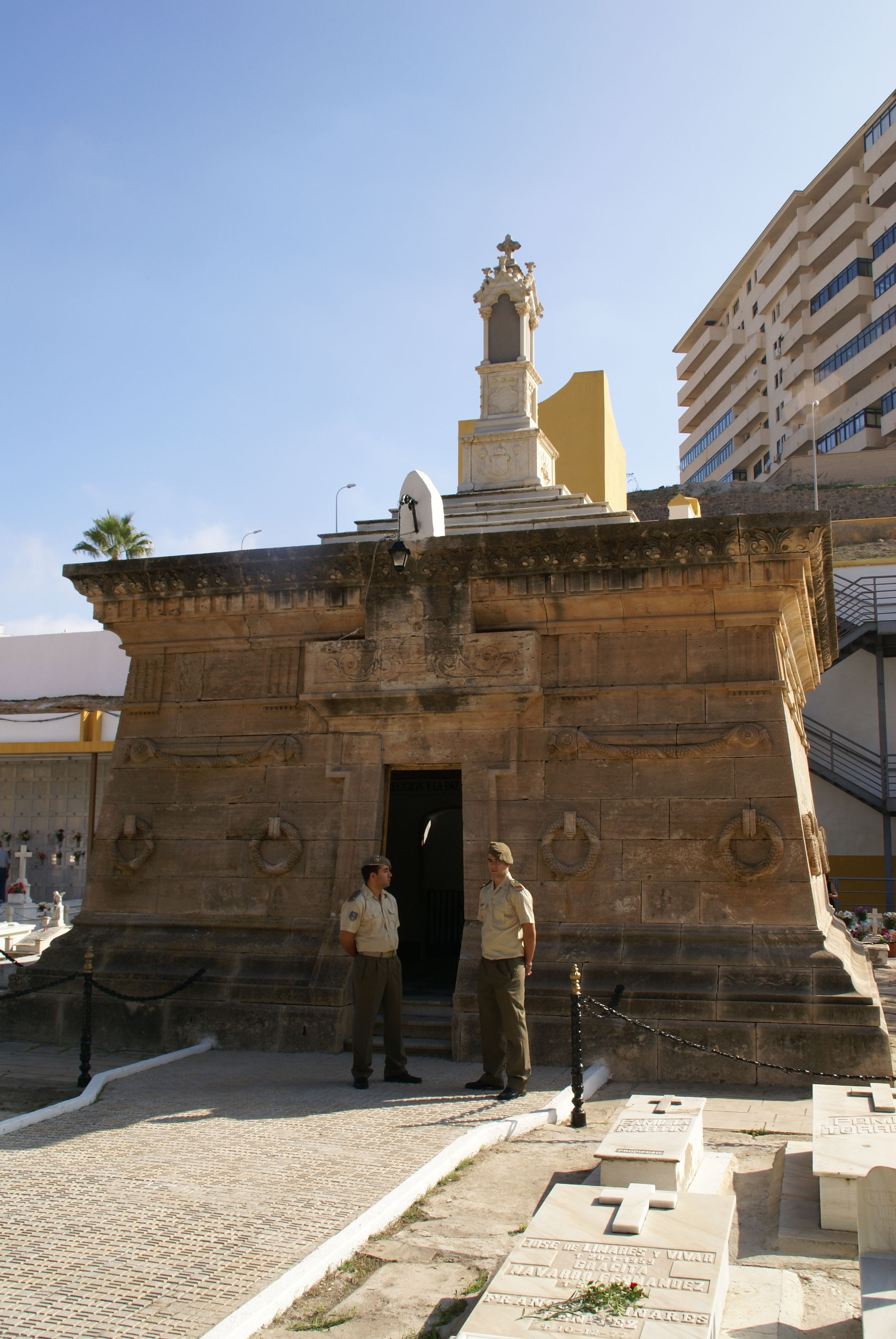
Panteó Margallo
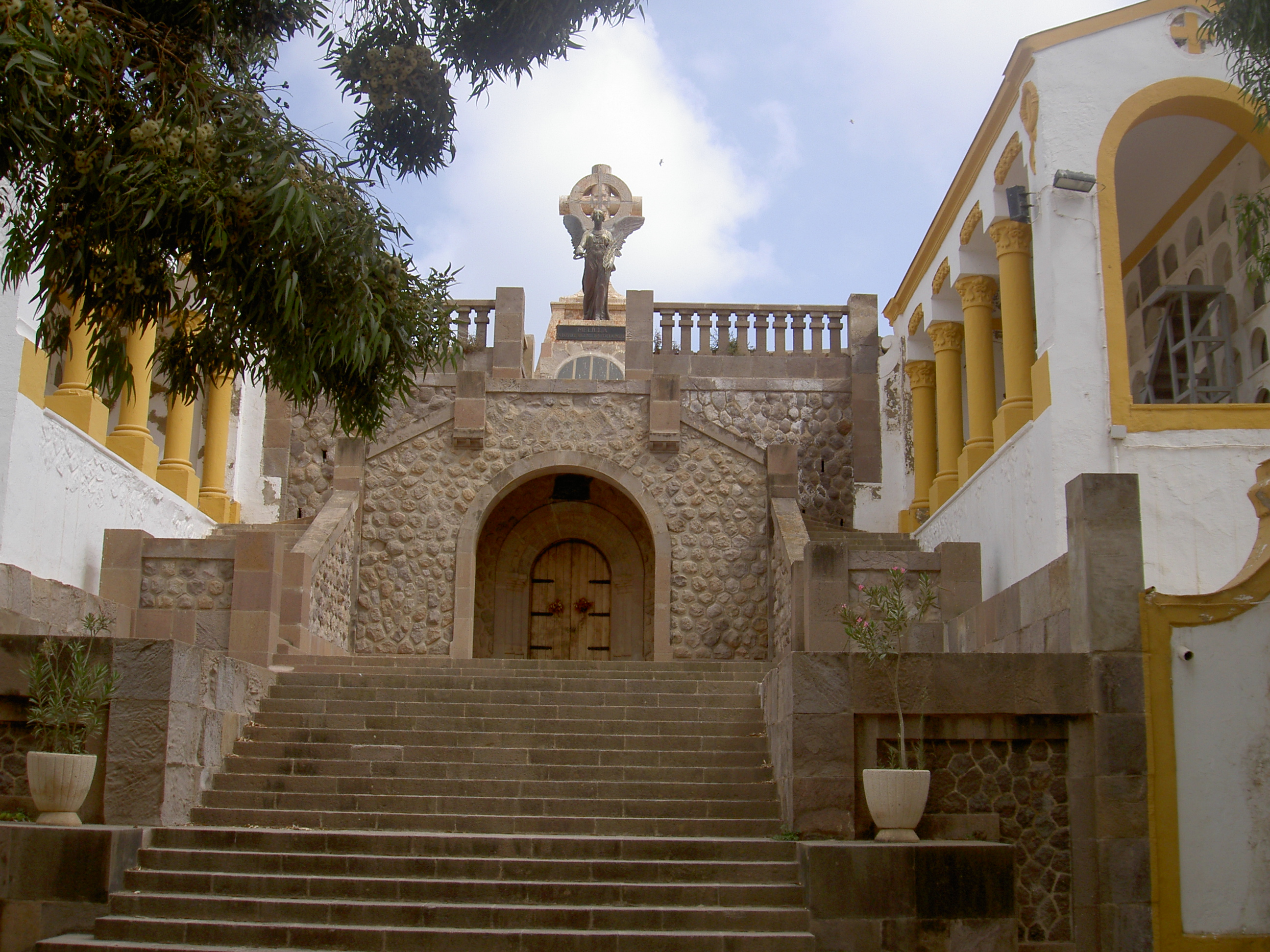
Panteó dels Herois
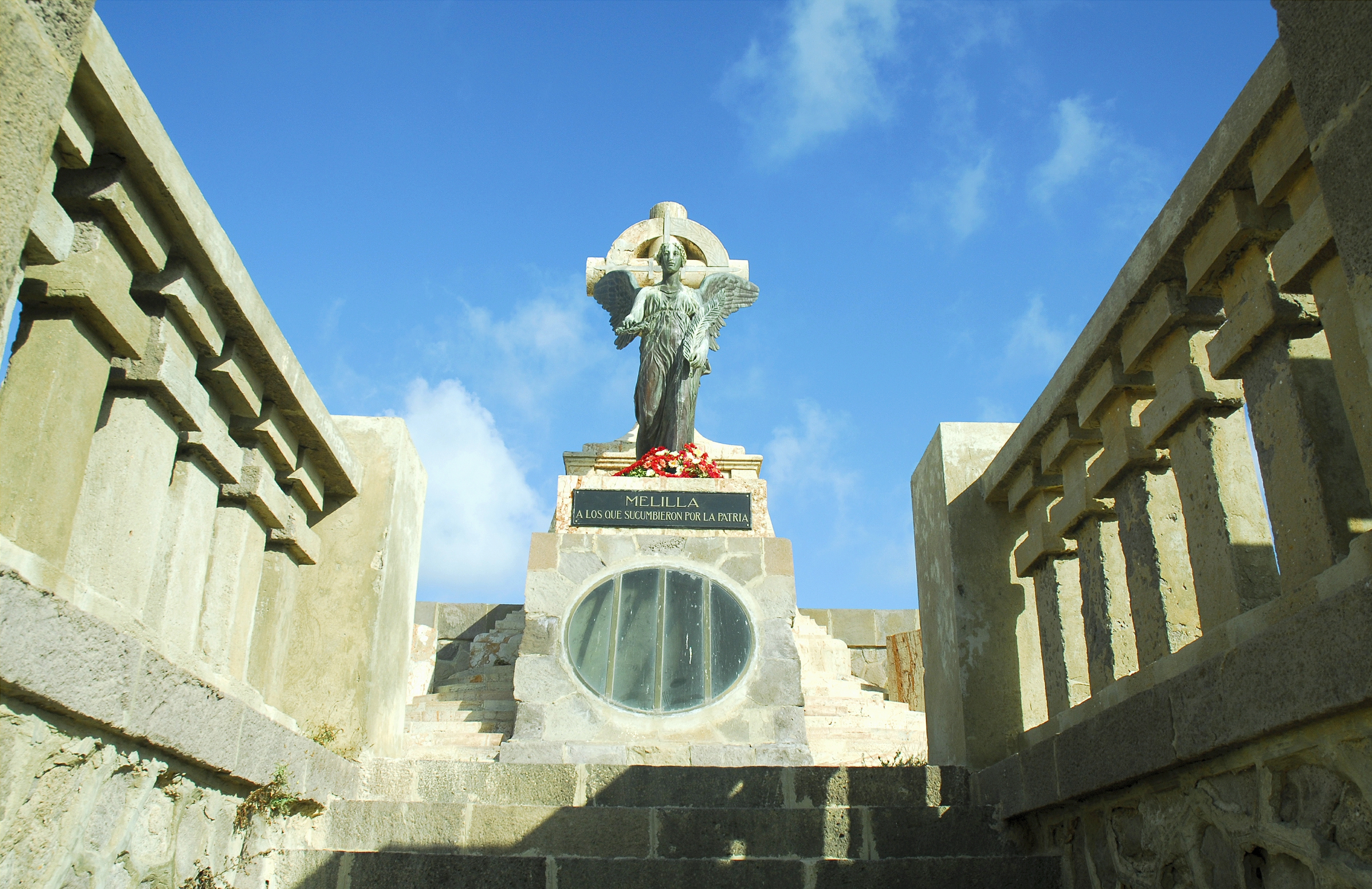
Panteó dels Herois
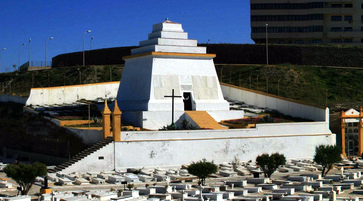
Panteó Regulars número 5

És el principal cementiri de la ciutat espanyola de Melilla. Està situada en la Plaça del Cementiri, al final de la Canyada de l'Aigua. Es va començar a construir en 1890, sota projecte del comandant d'enginyers Eligio Suza i contracta de Manuel Fernández, inaugurant-se l'1 de gener de 1892, sent beneït pel vicari Juan Verdejo.
El primer cadàver que va rebre sepultura en ell va ser el de Francisco López López, un nen de quatre mesos d'edat.

### Elements escultòrics

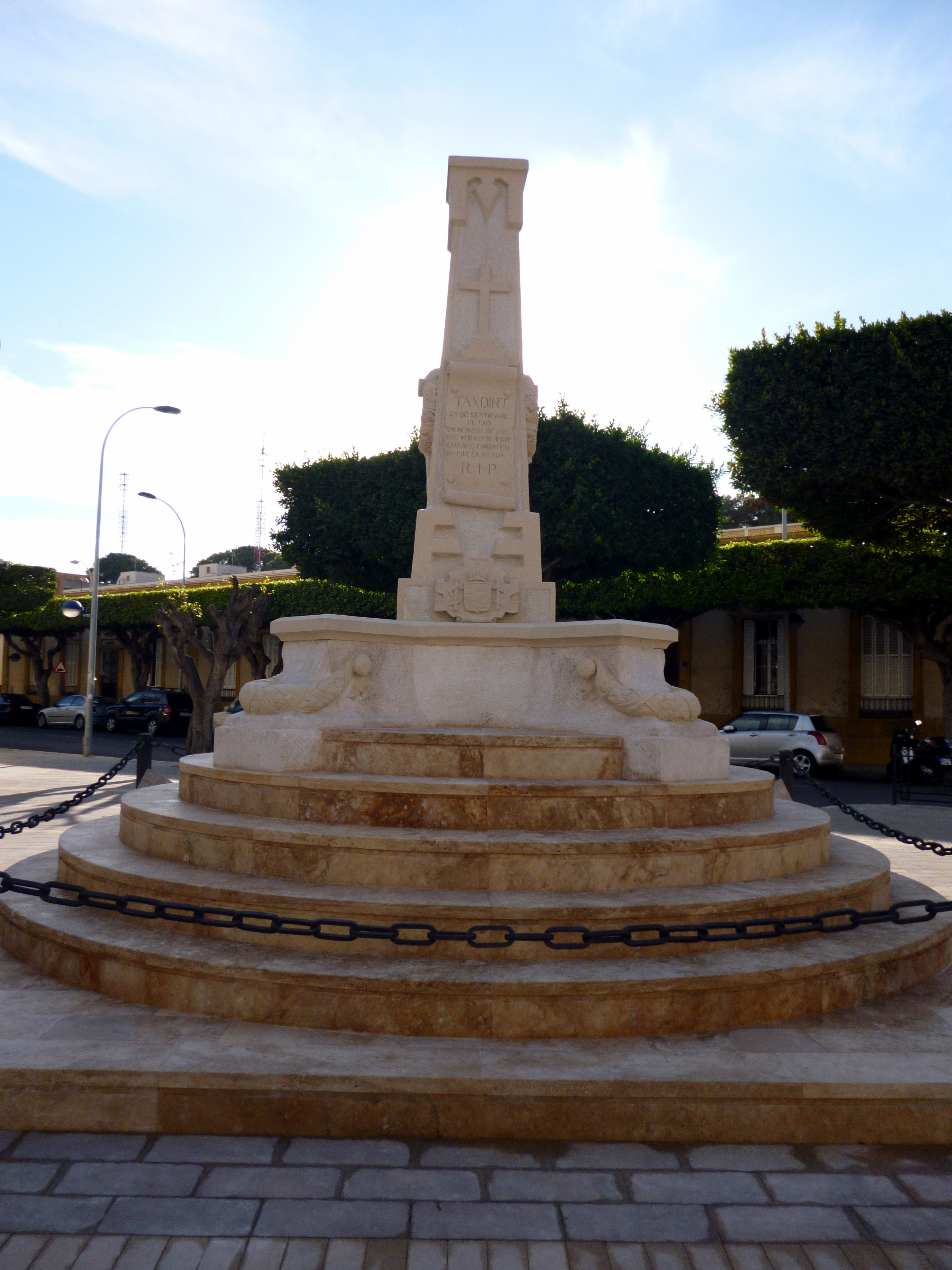
Monument als Herois de Taxdirt
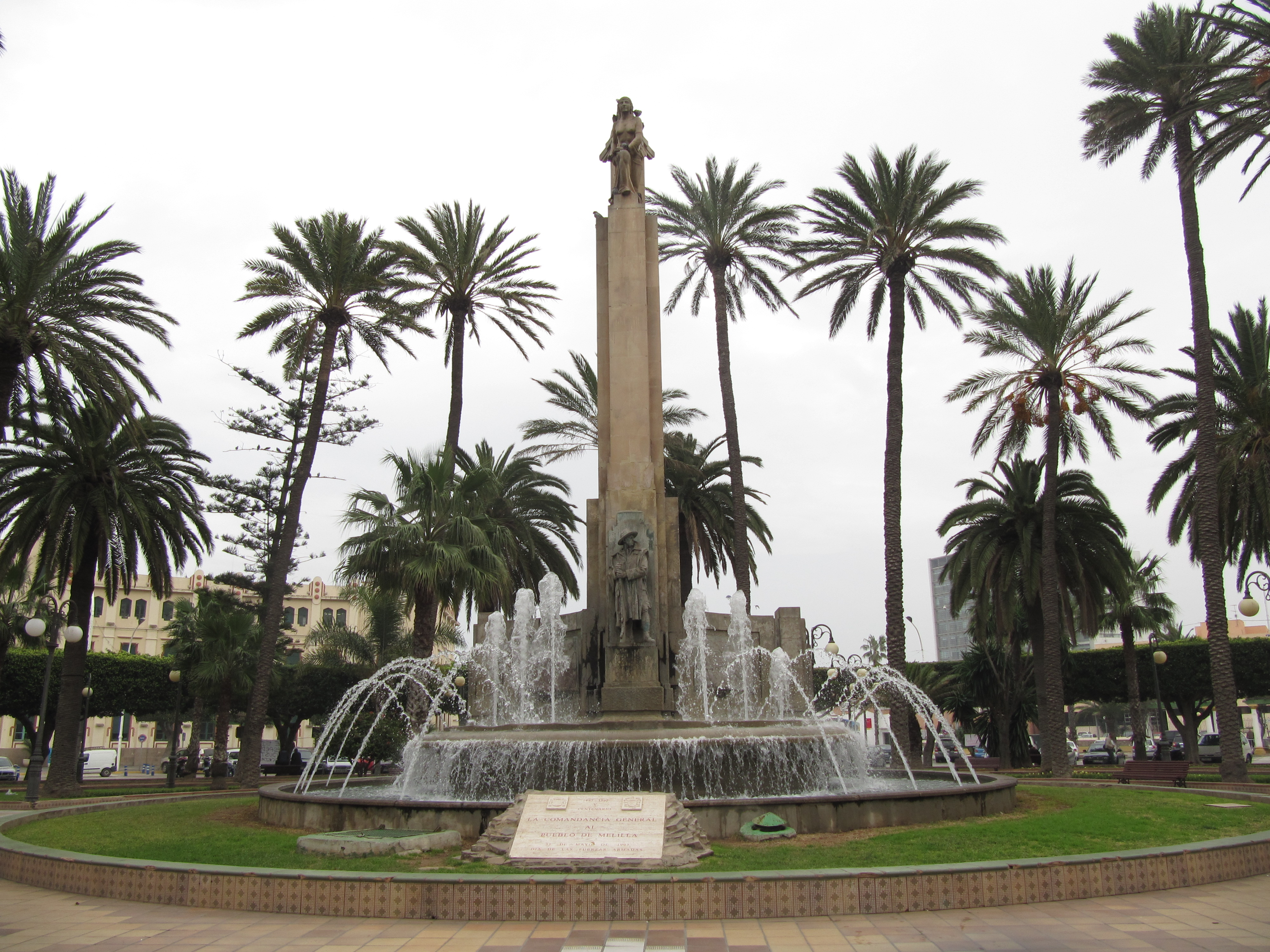
Monument als Herois i Màrtirs de les Campanyes
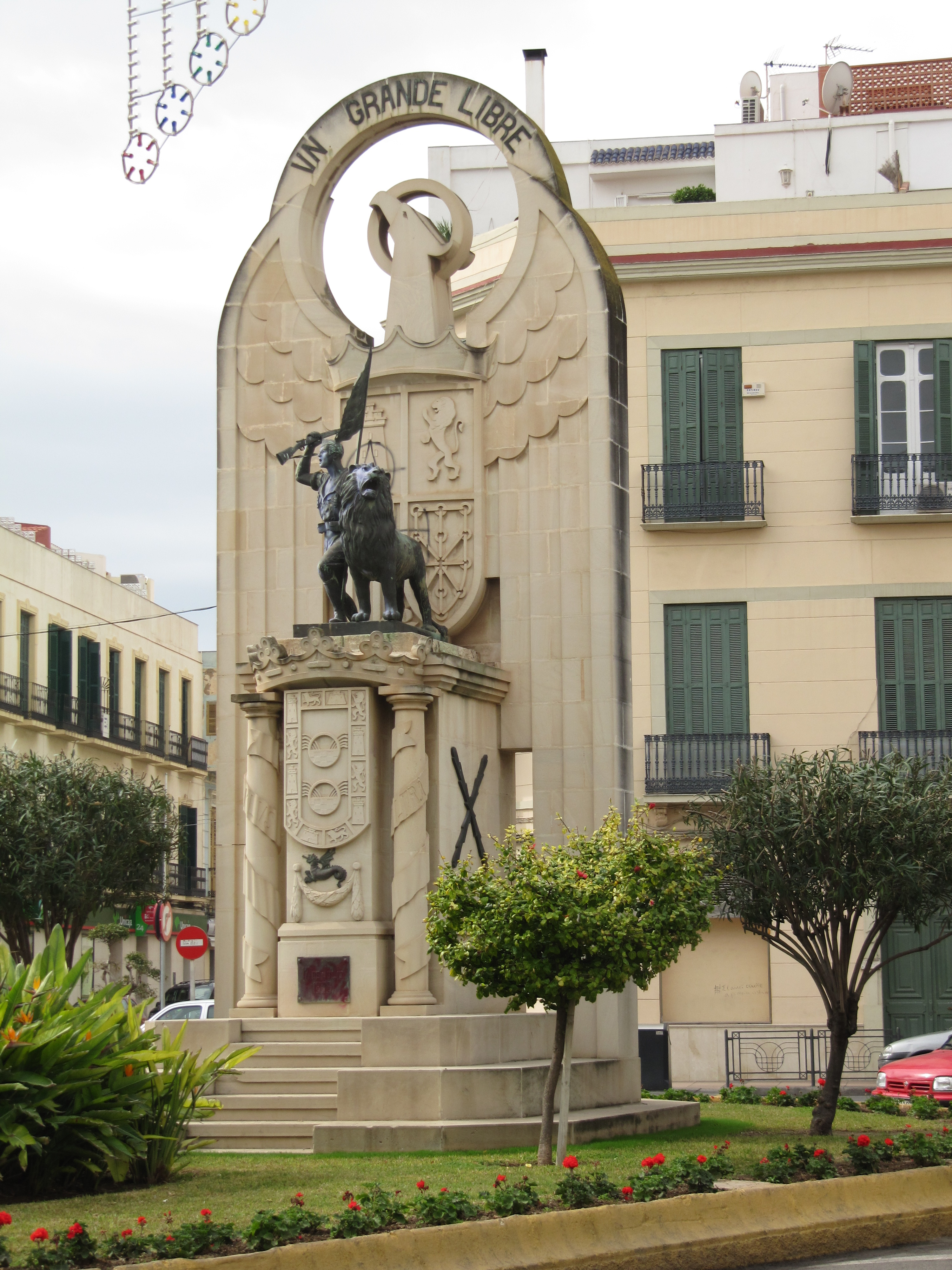
Monument als Herois d'Espanya
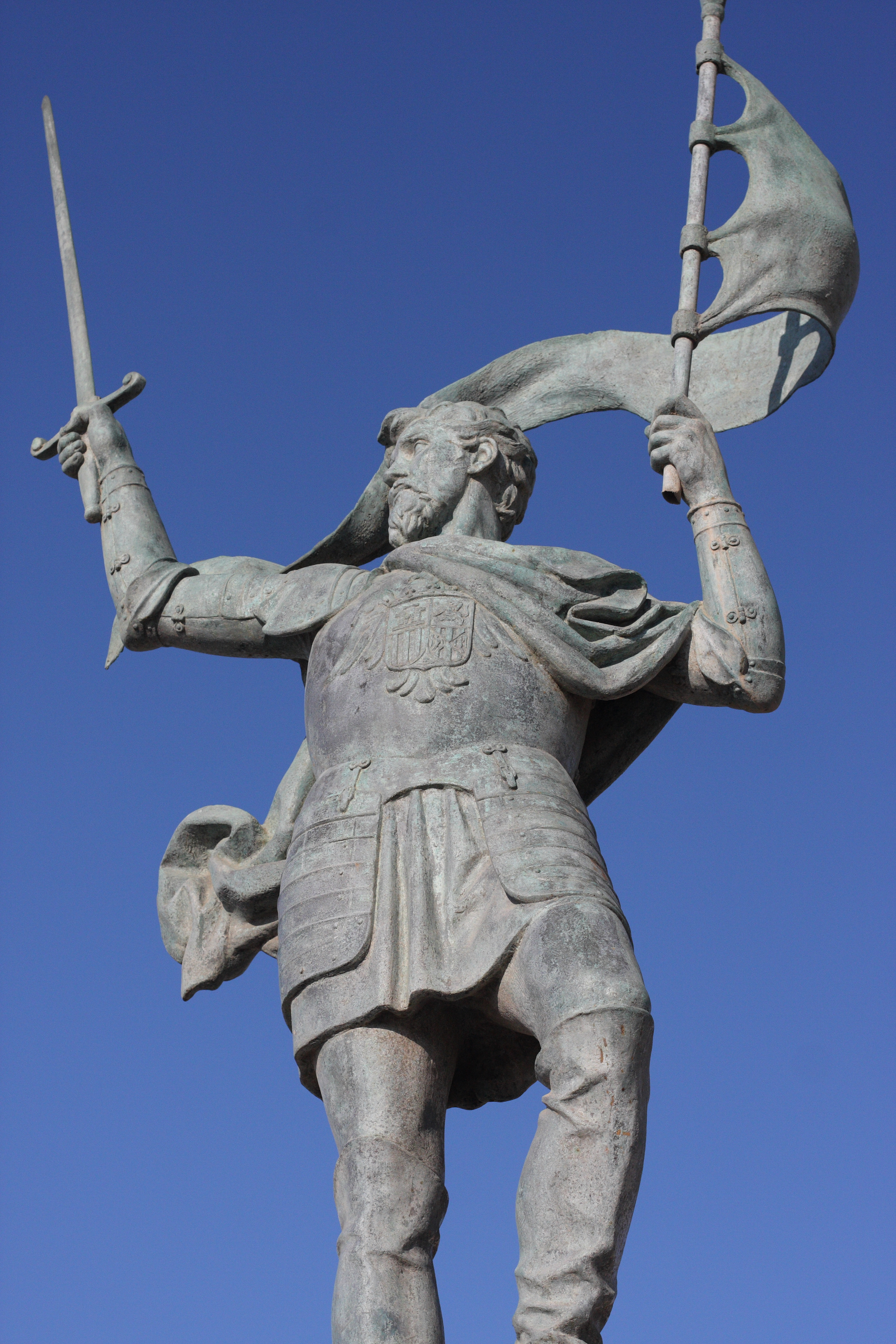
Monument a Pere d'Estopinyà i Virués
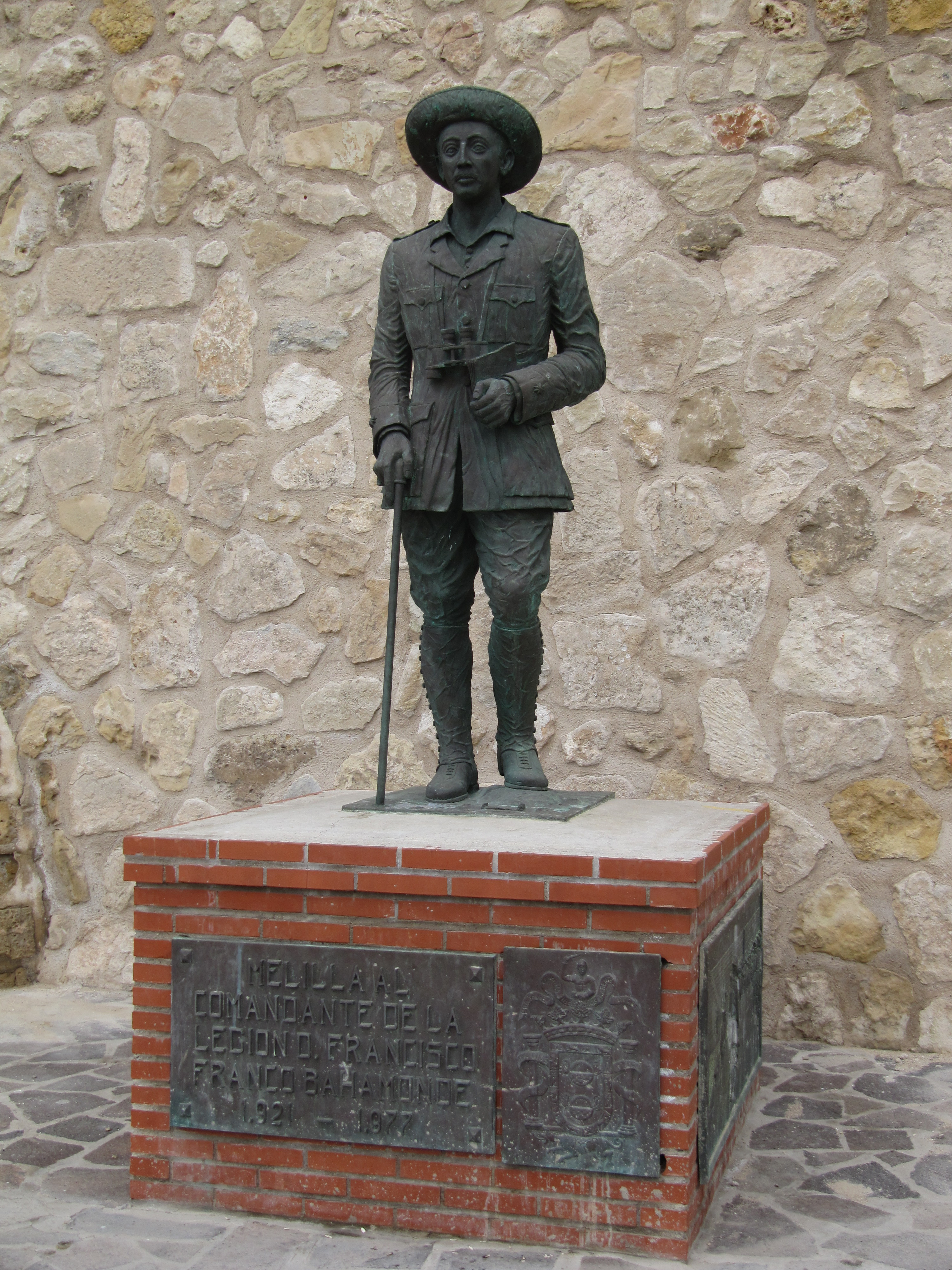
Estàtua del comandant de la Legió Francisco Franco Bahamonde
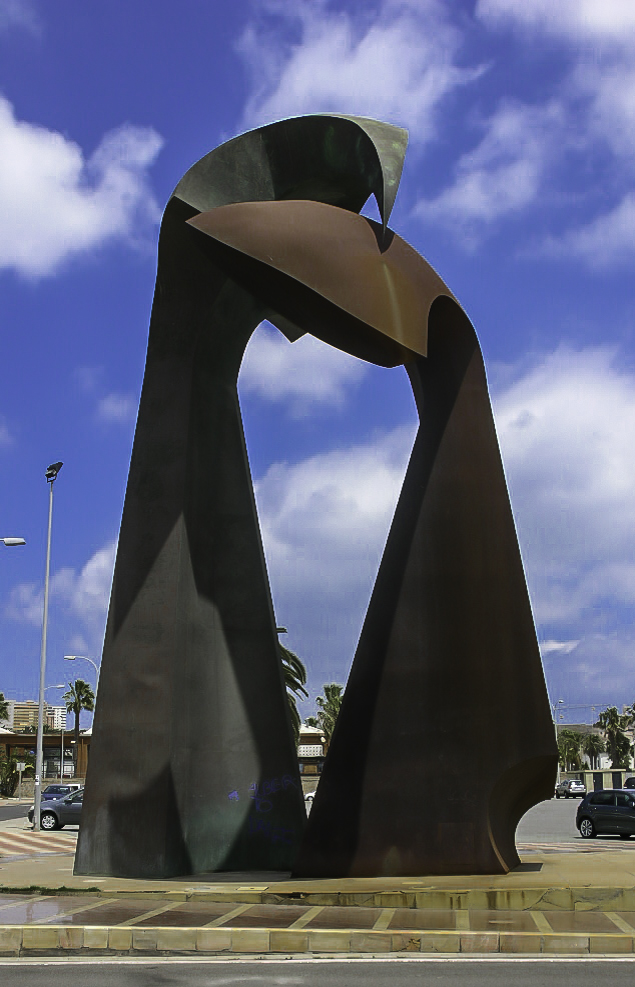
Trobades
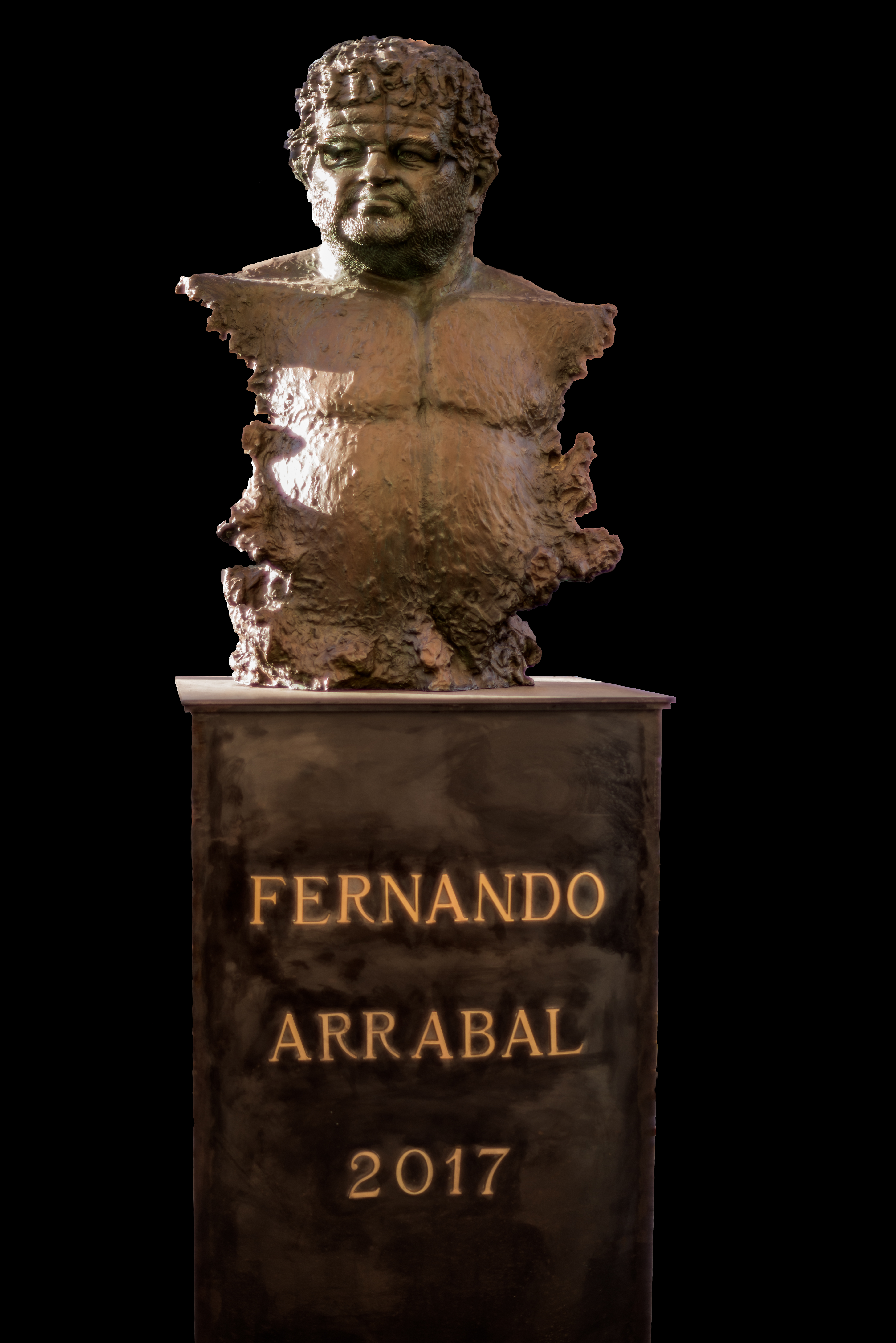
Homenatge a Fernando Arrabal
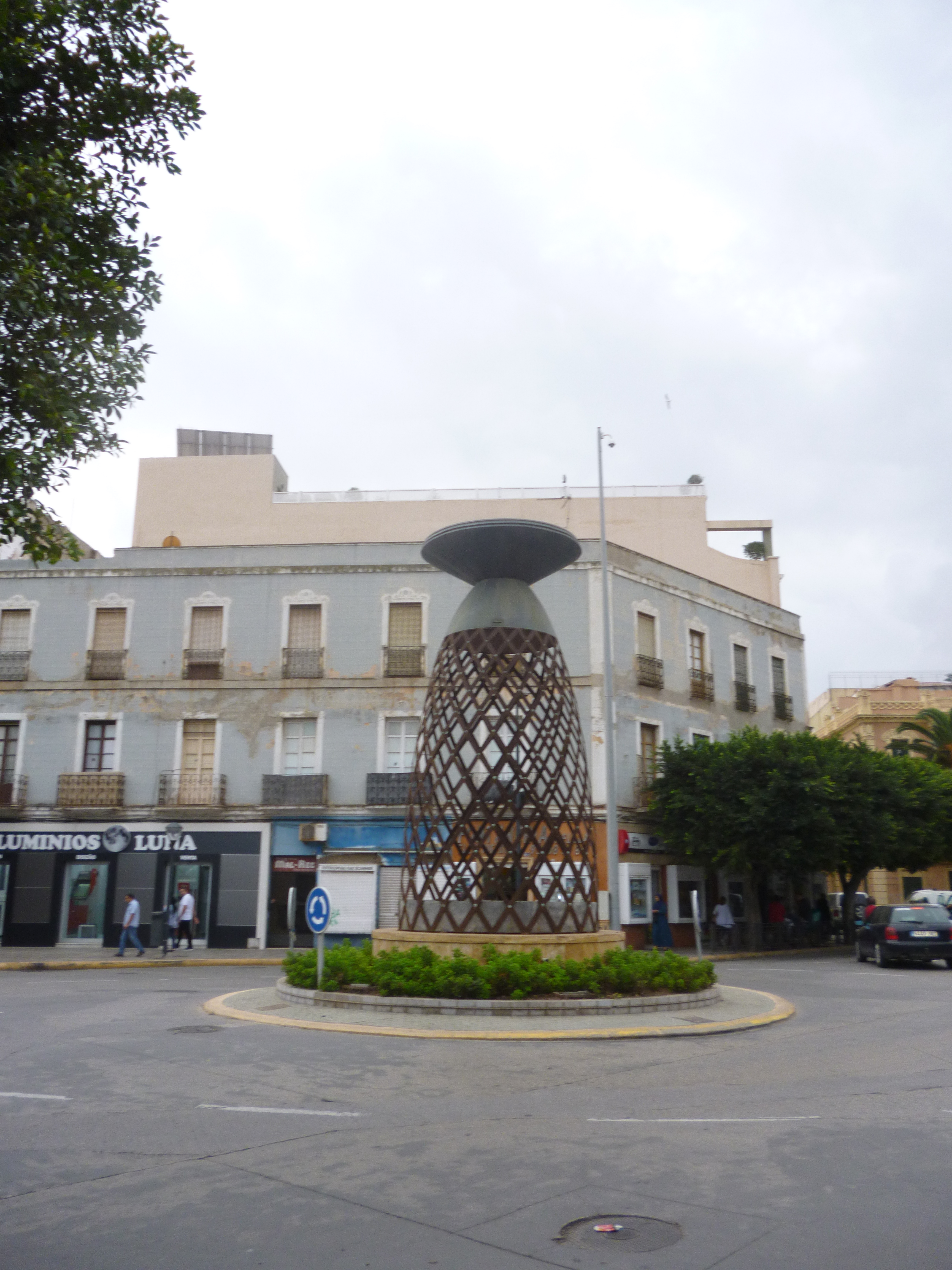
Homenatge al Modernisme De Melilla

Destacar també elements escultòrics, com els erigits per a commemorar als herois de les campanyes al Marroc Monument als Herois de Taxdirt (1910) i el Monument als Herois i Màrtirs de les Campanyes (1927-1931), els del règim franquista, com el Monument als Herois d'Espanya (1941) o l'Estàtua del Comandant de la Legió Francisco Franco o altres contemporanis, Homenatge al Modernisme De Melilla, Monument a Pere d'Estopinyà i Virués, Rellotge Solar, Trobades o Homenatge a Fernando Arrabal.

### Places

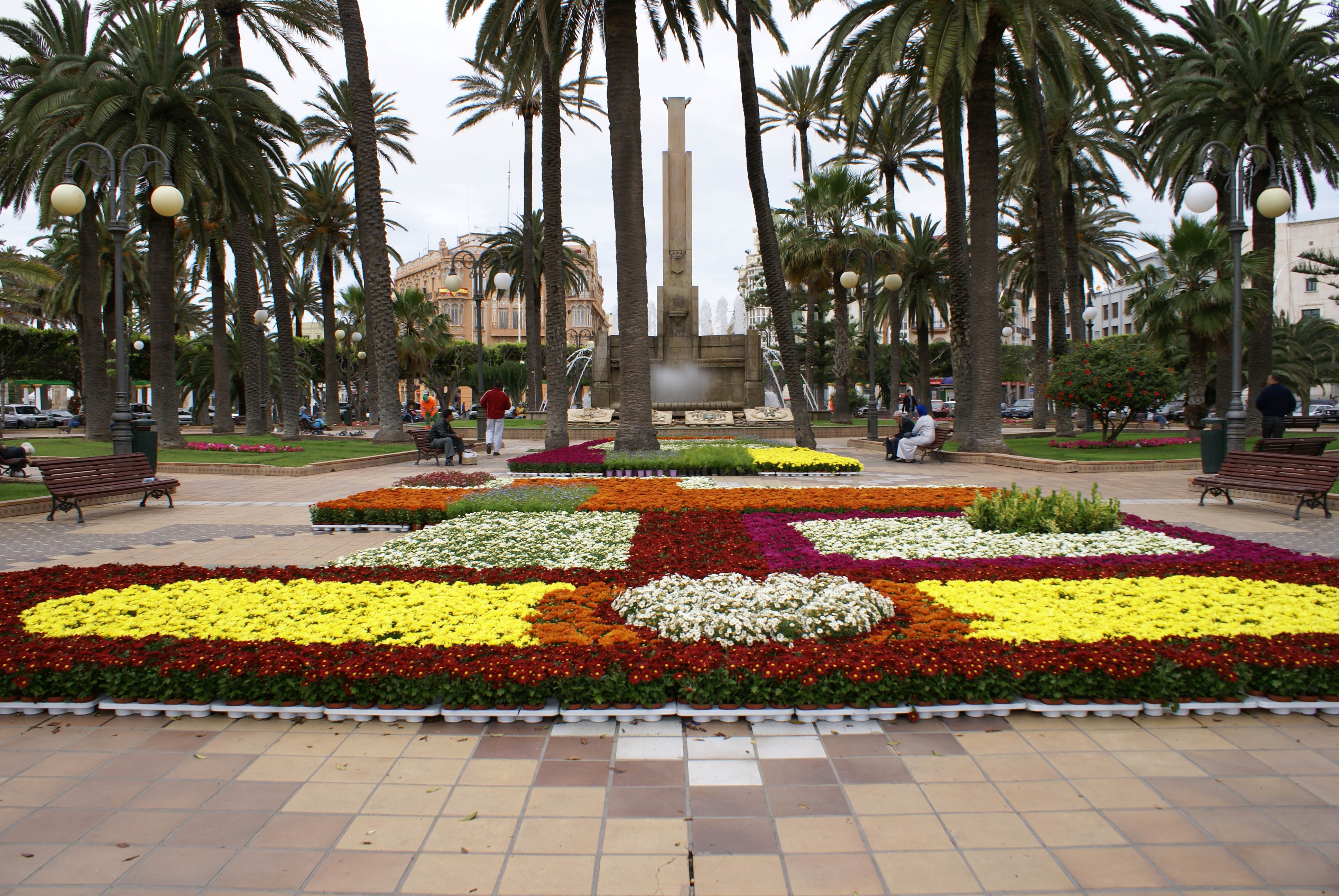
Plaza d'Espanya.
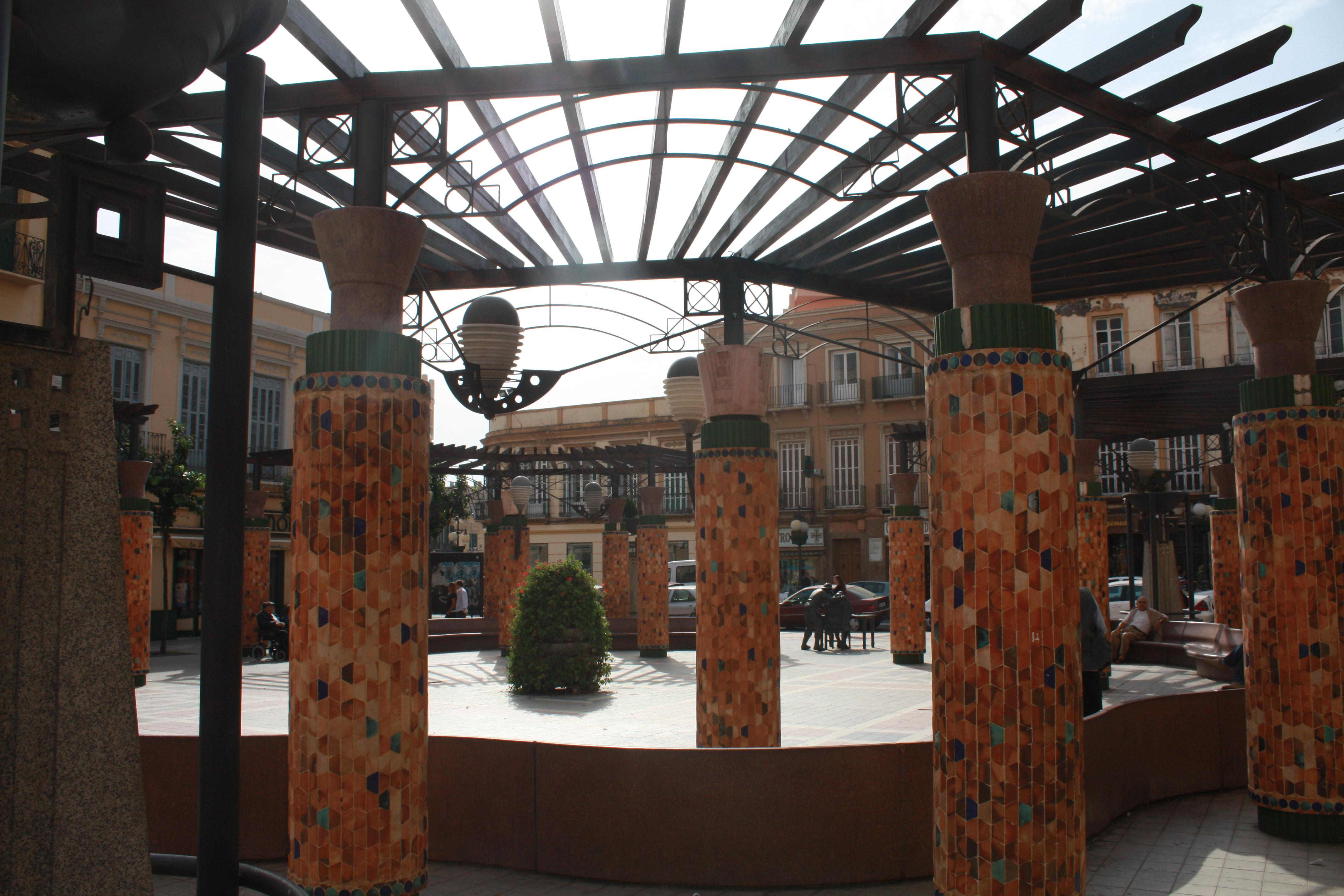
Plaza Menéndez Pelayo

Existeixen la Plaça d'Espanya, la Plaça Menéndez Pelayo, i la Plaça Comandant Benítez.

### Parcs

#### Parc Hernández

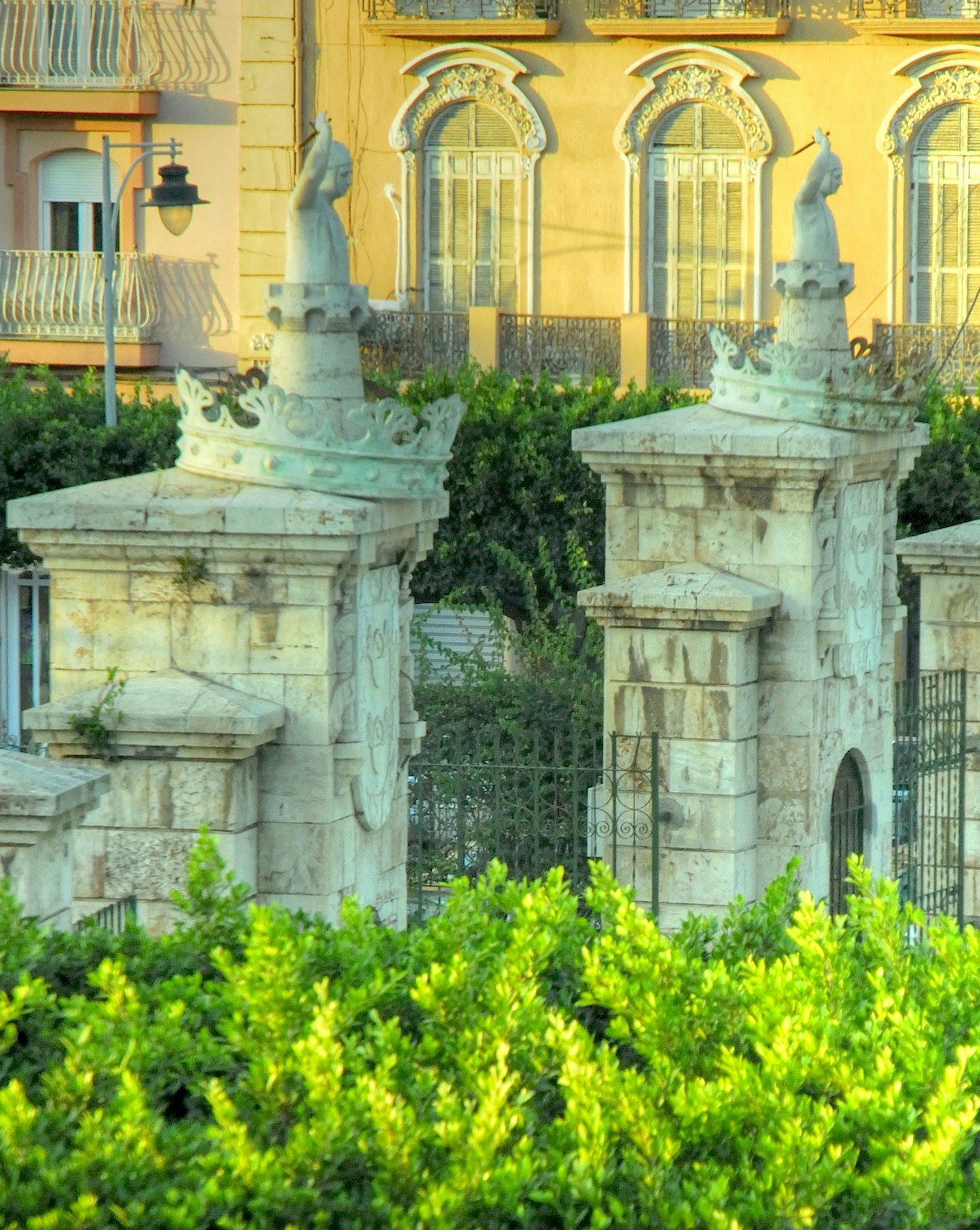
Parc Hernández
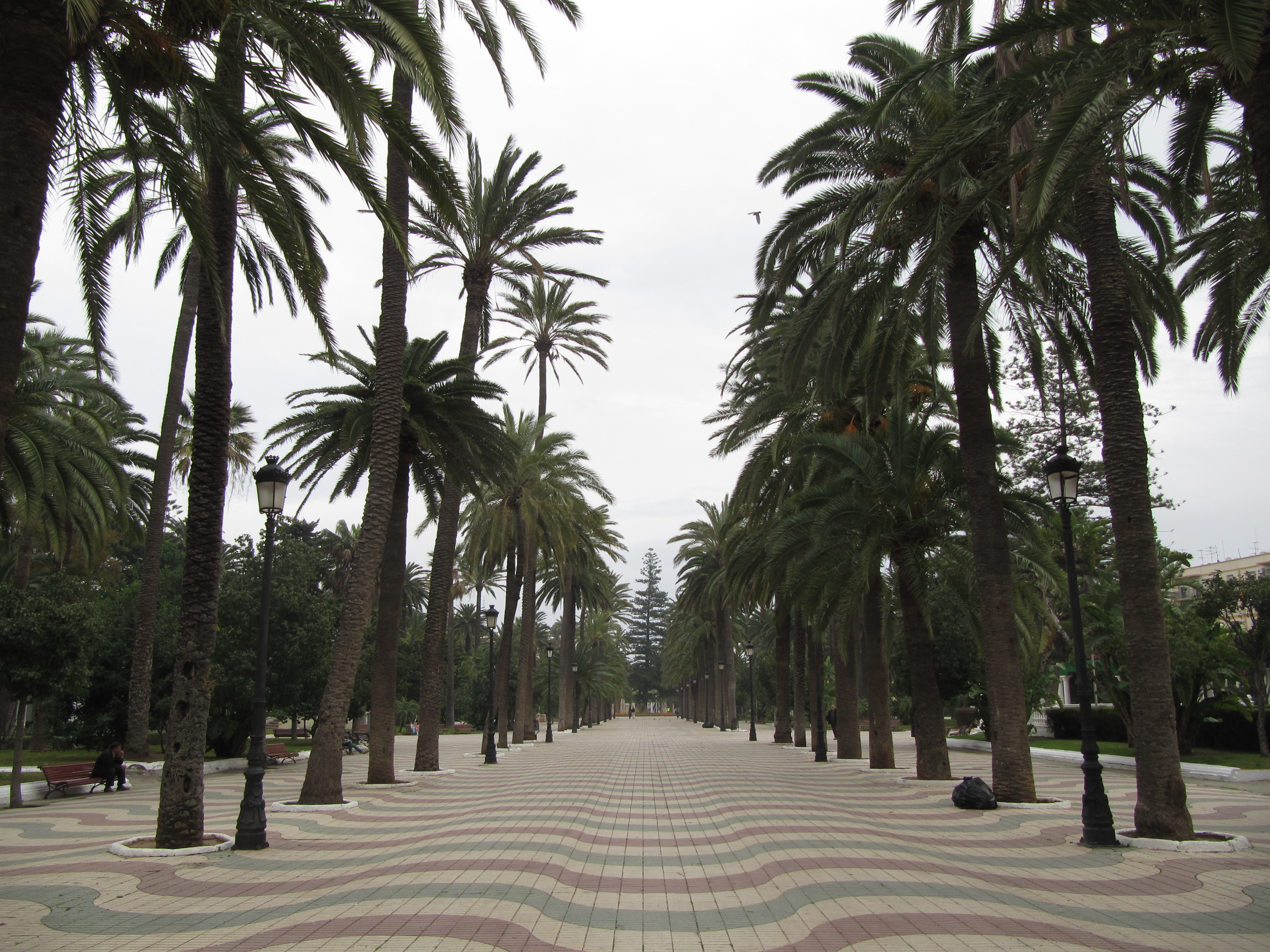
Parc Hernández
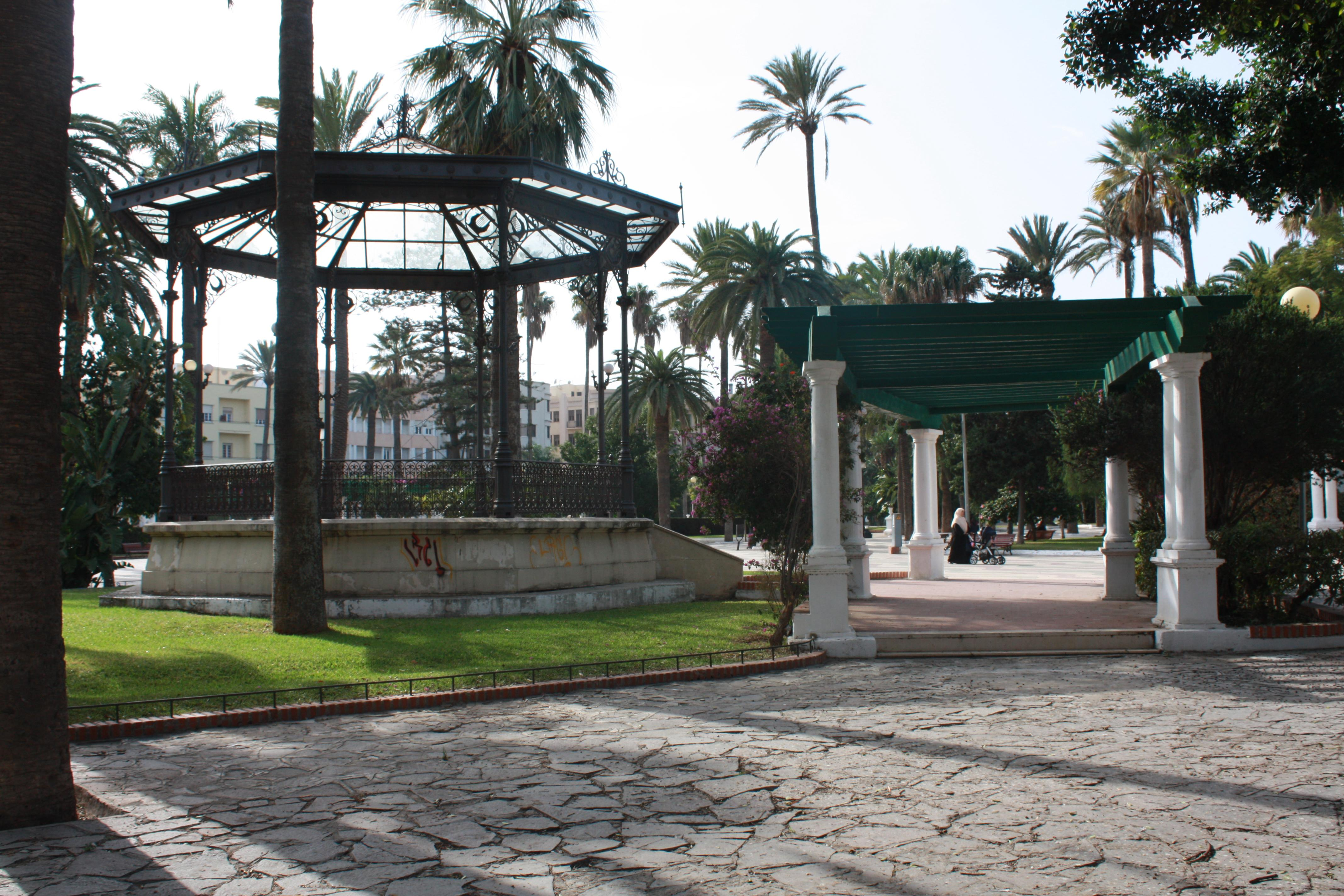
Parc Hernández
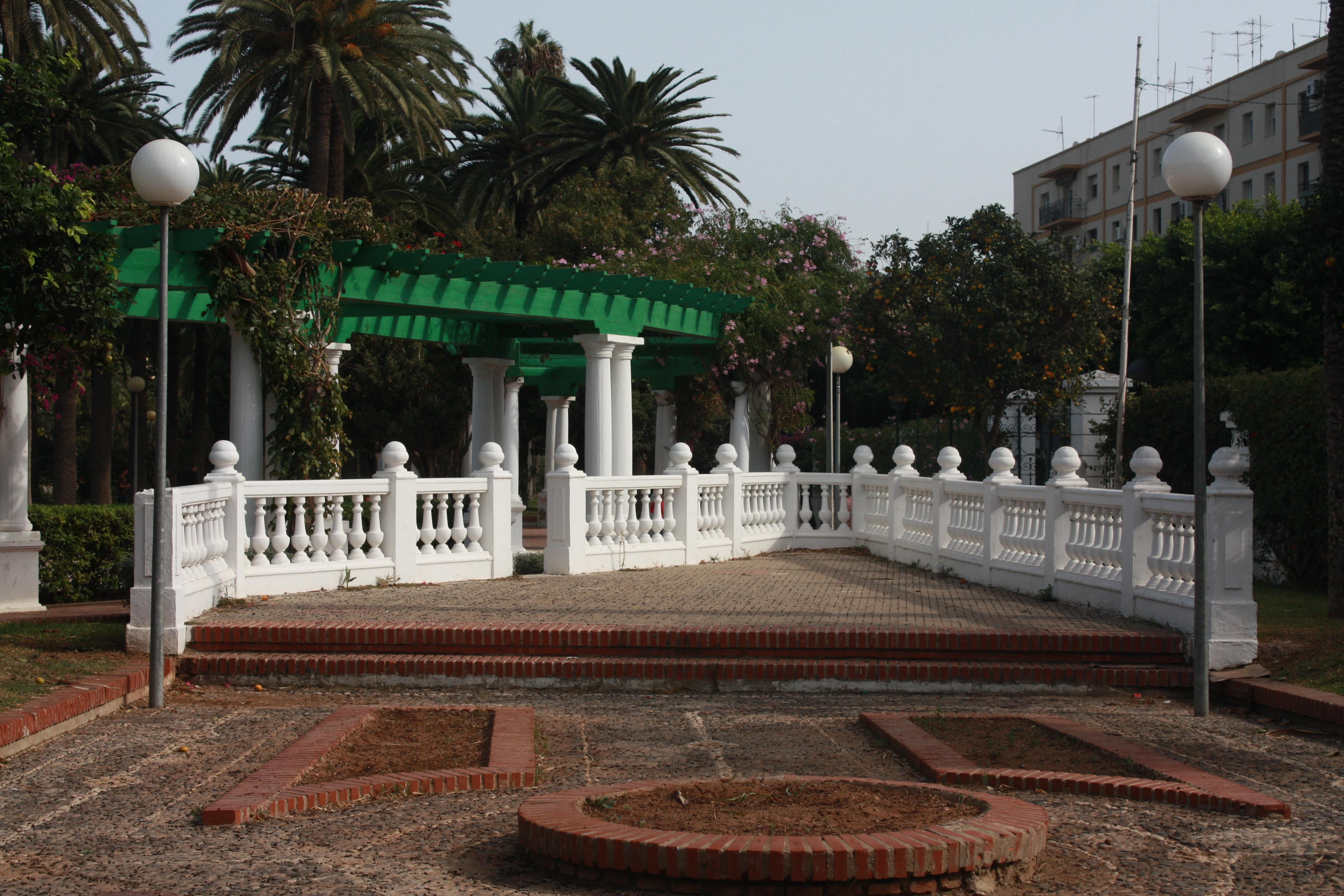
Parc Hernández
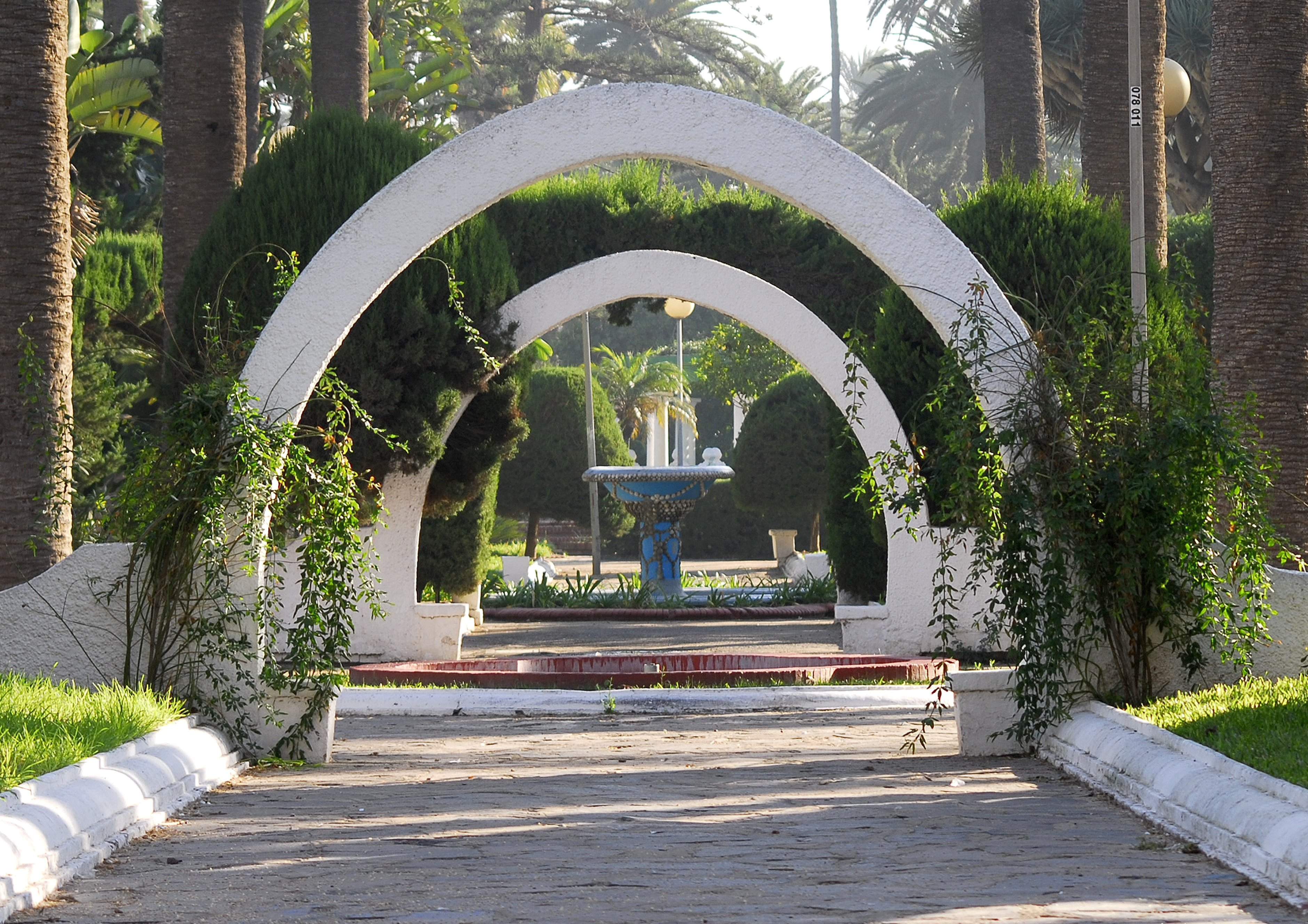
Parc Hernández

És el parc més important de Melilla, va ser realitzat en 1902 amb forma de trapezi segons disseny de l'enginyer Vicente García del Camp, i està emplaçat en la Plaça d'Espanya.

#### Parc Lobera

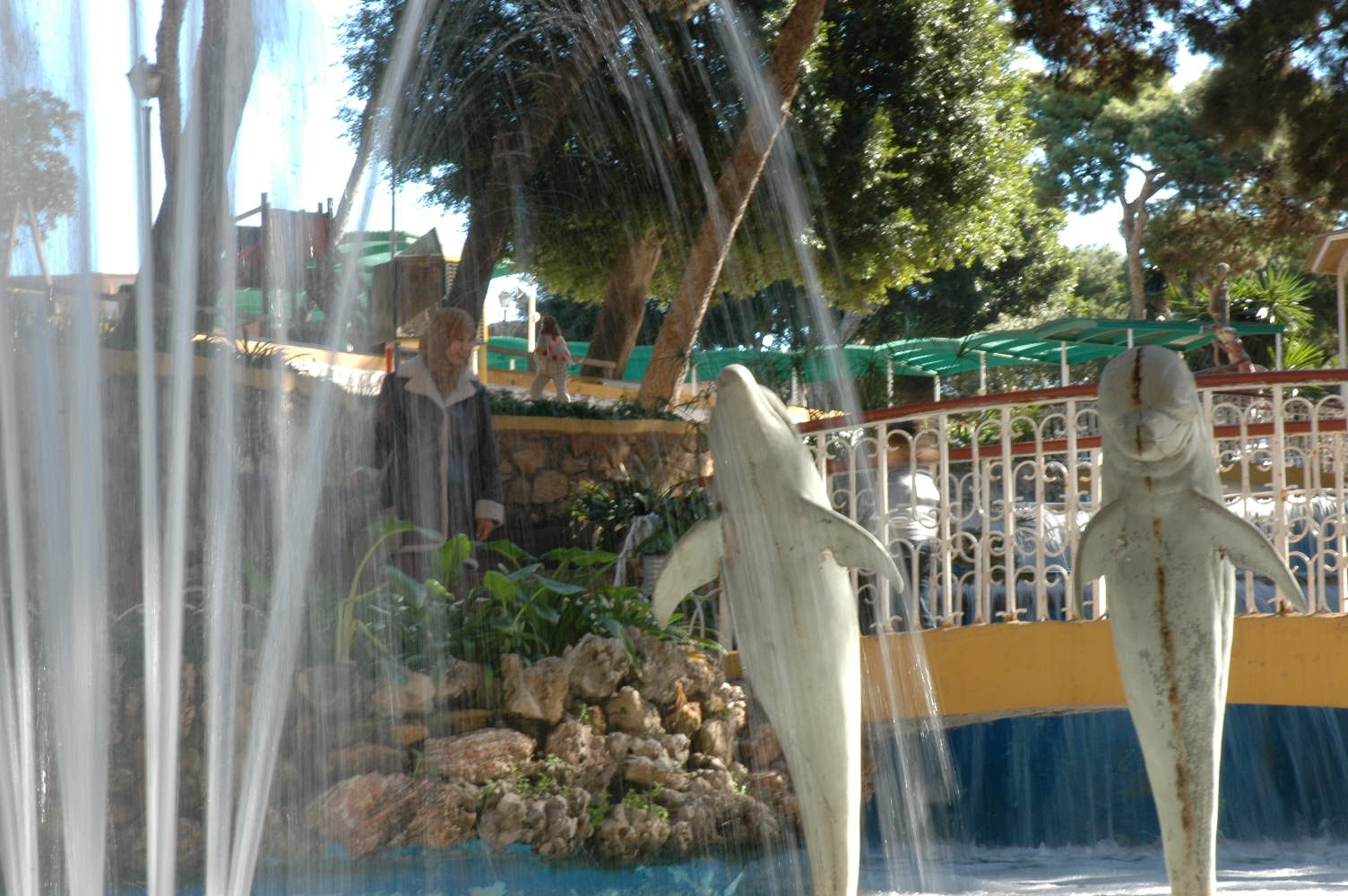
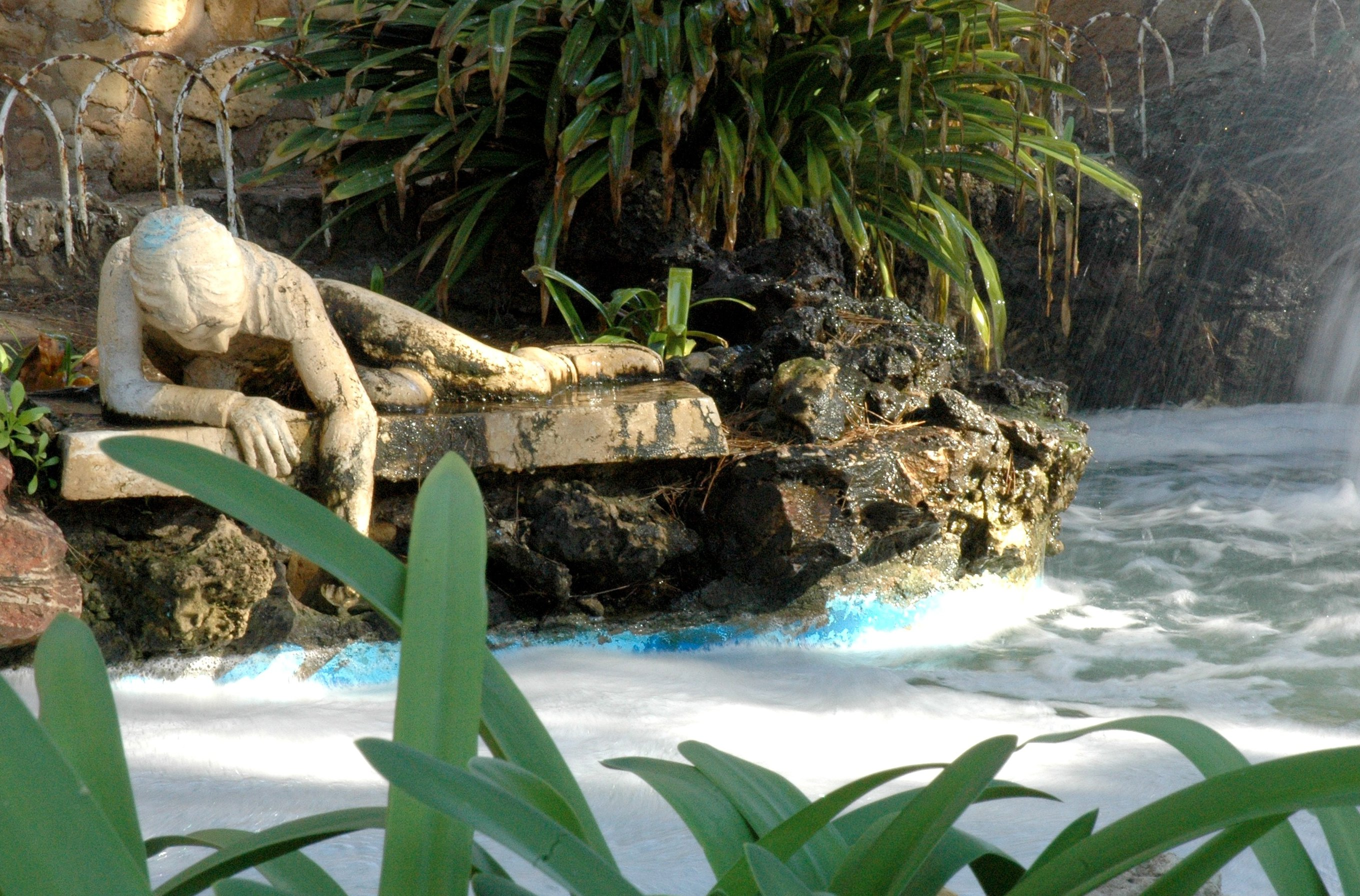
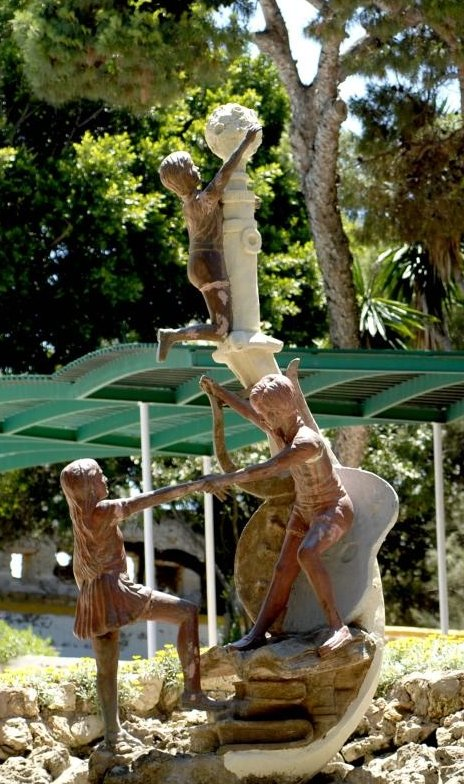

Rep el nom del seu fundador Càndid Llobatera Girela, que sent president de la Junta d'Arbitris, va crear aquest parc per a evitar la construcció de barraques en el seu terreny.

#### Parc Forestal Joan Carles I Rei

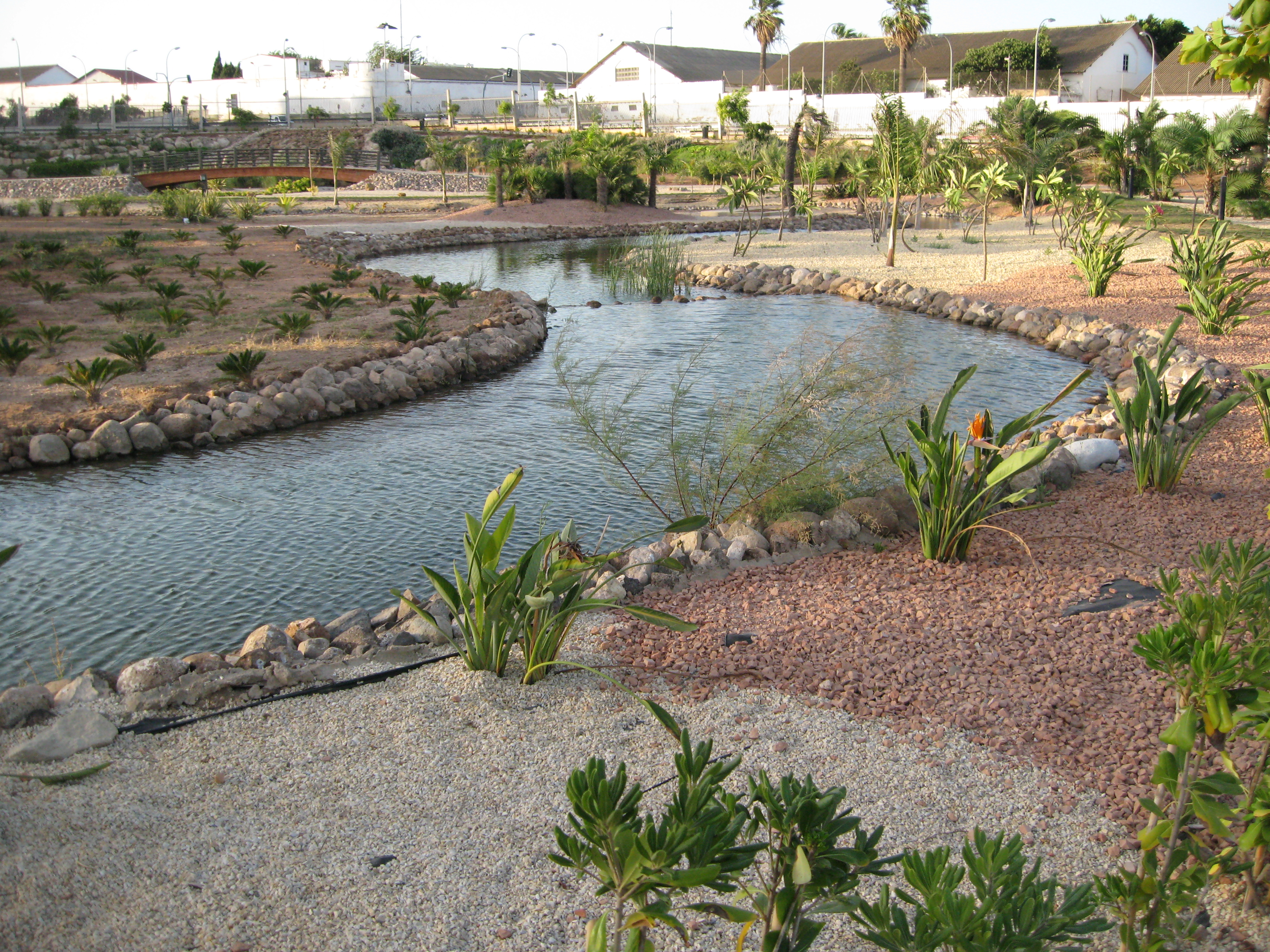
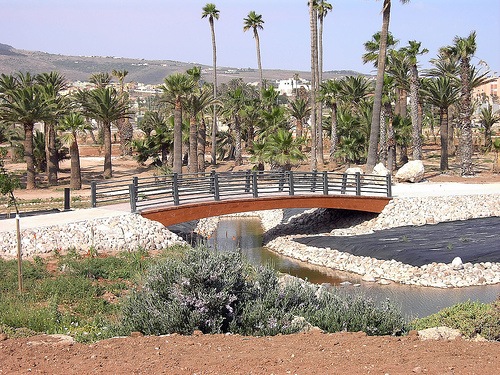
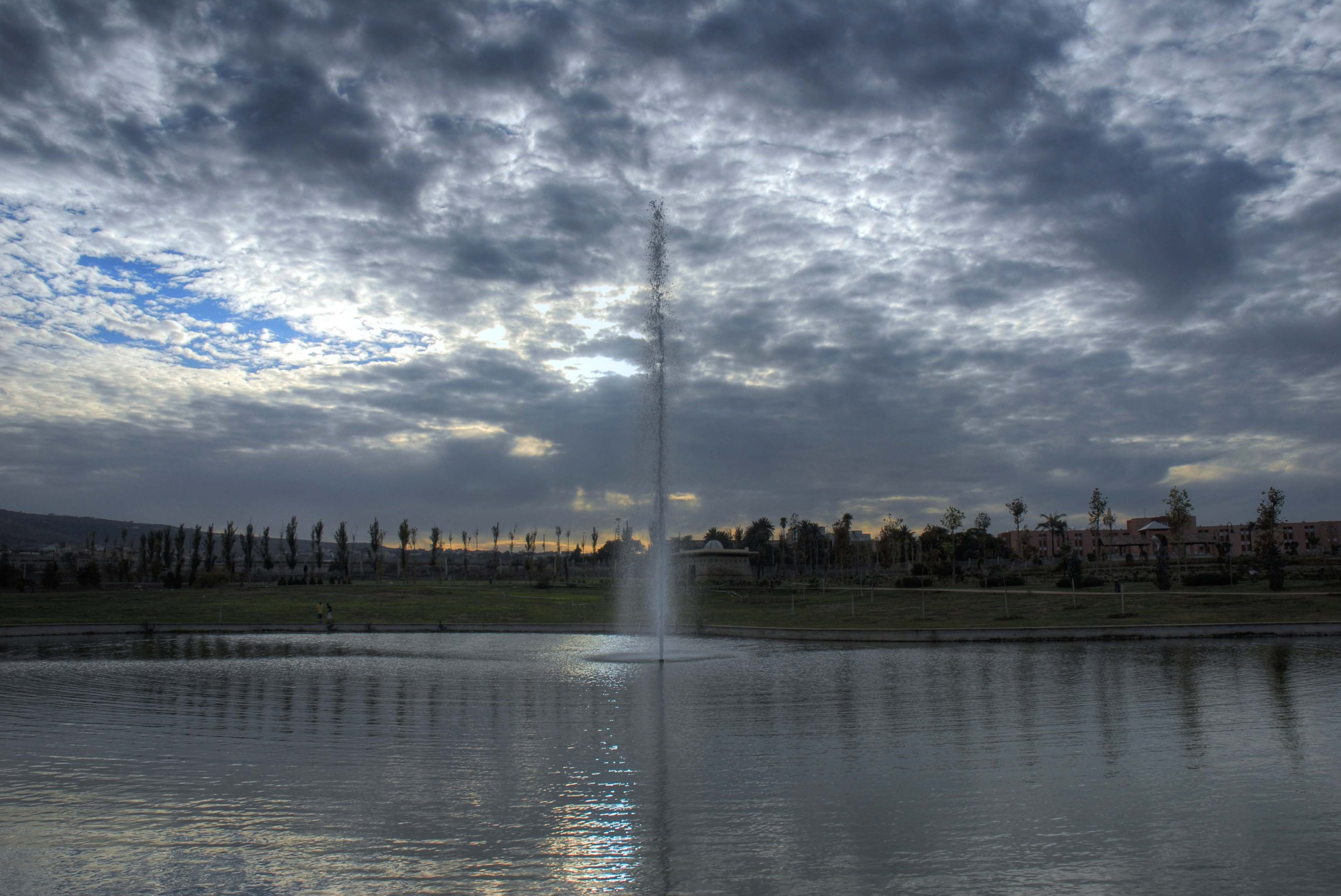
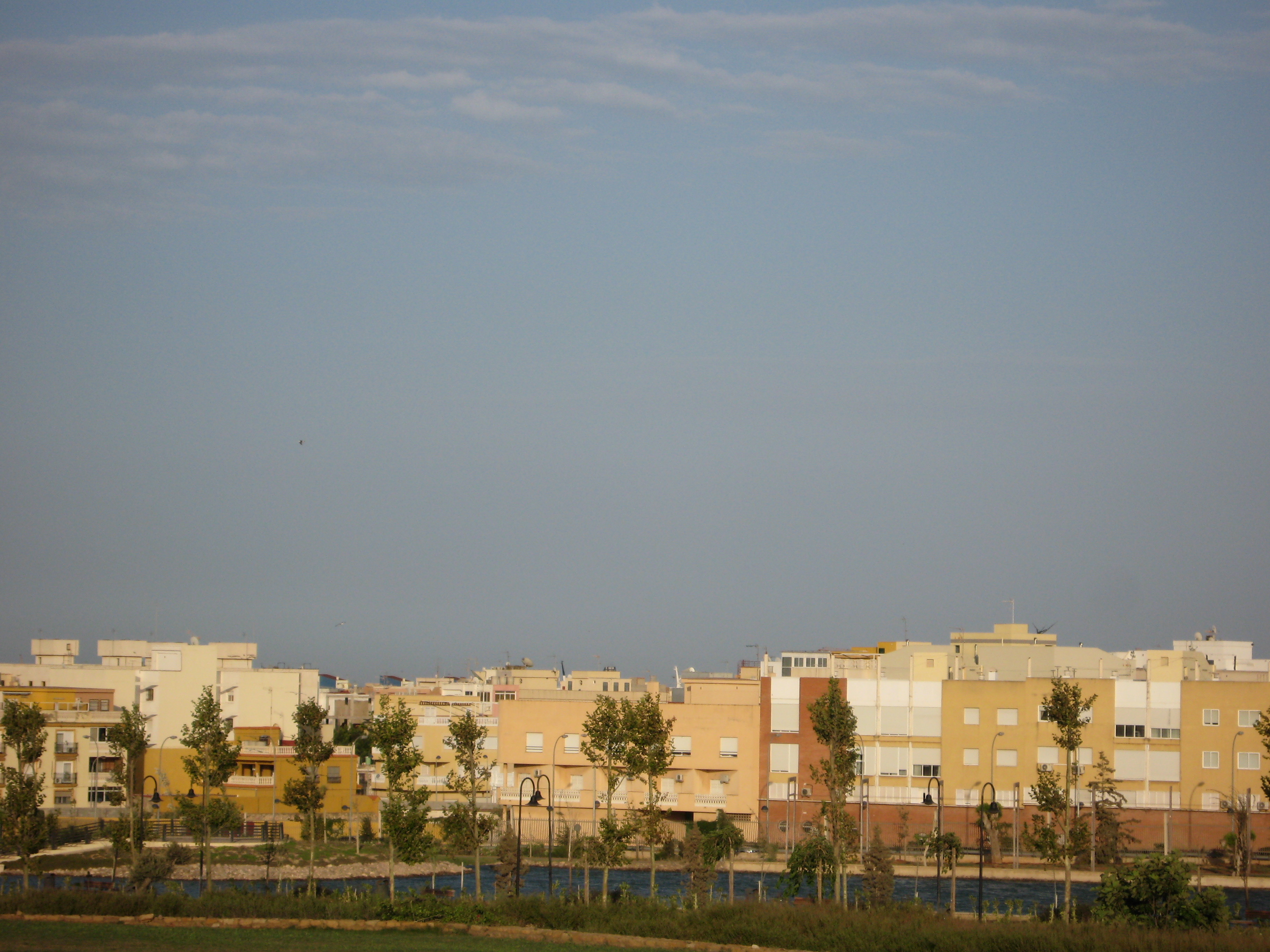
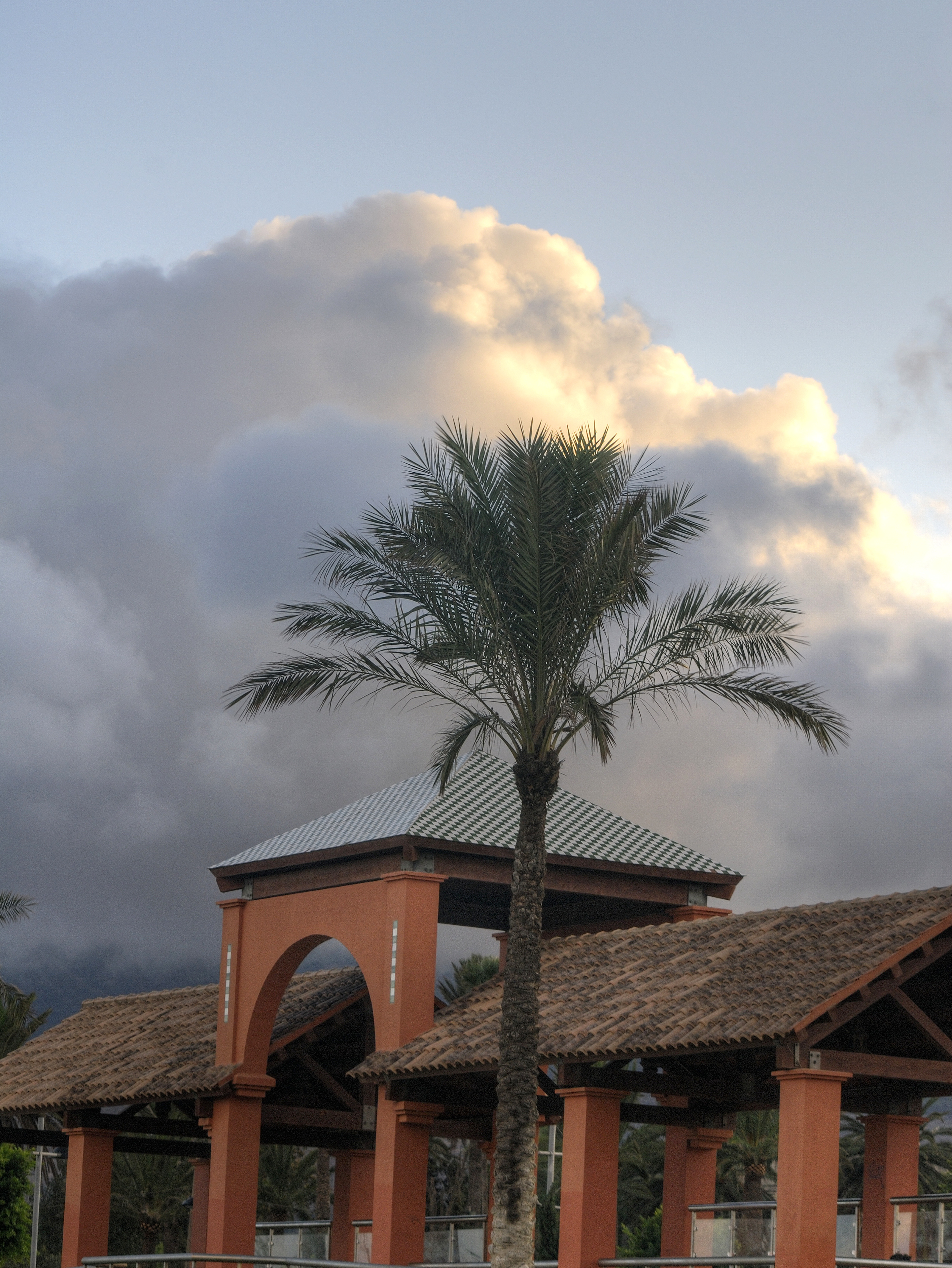
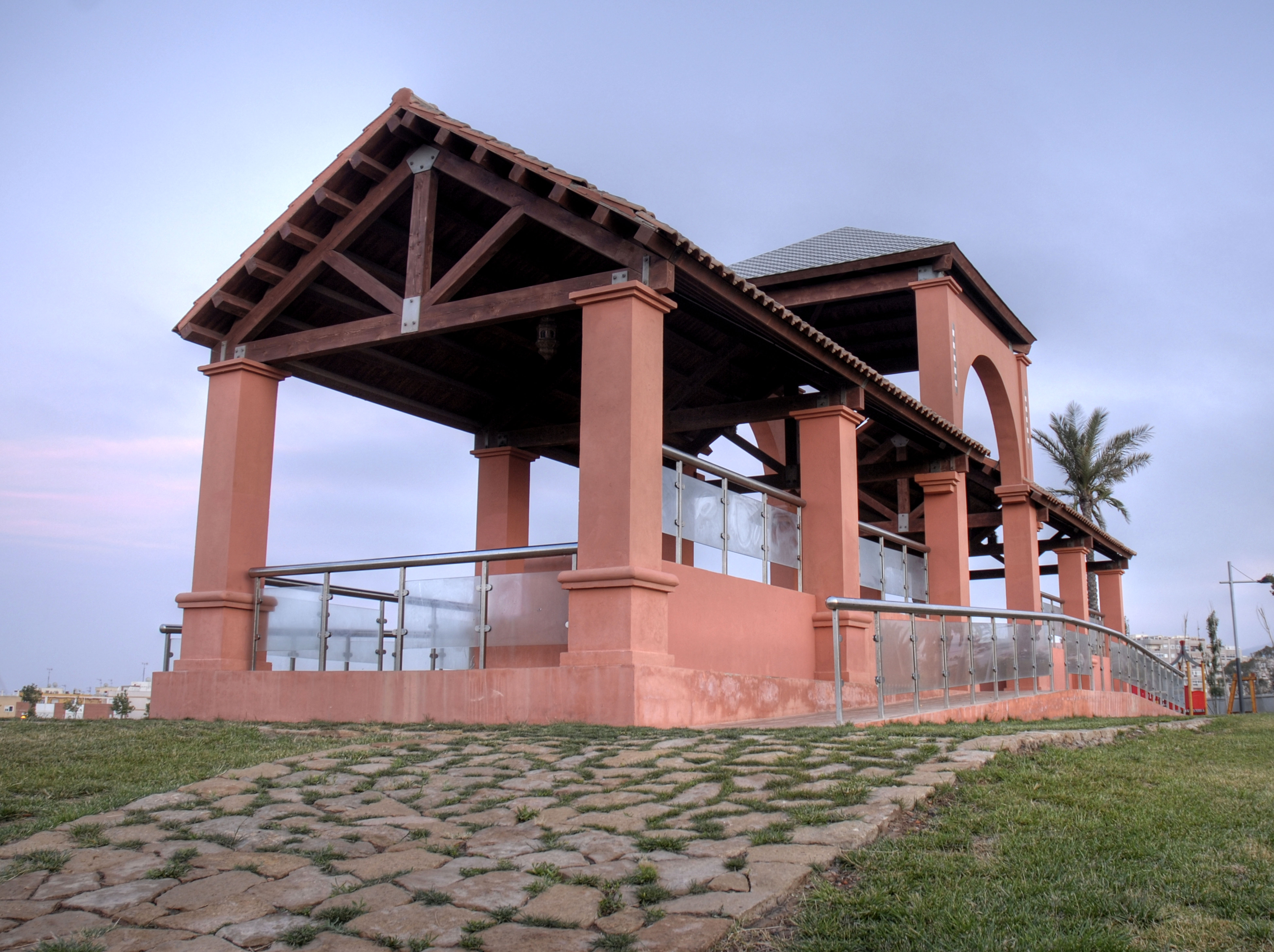
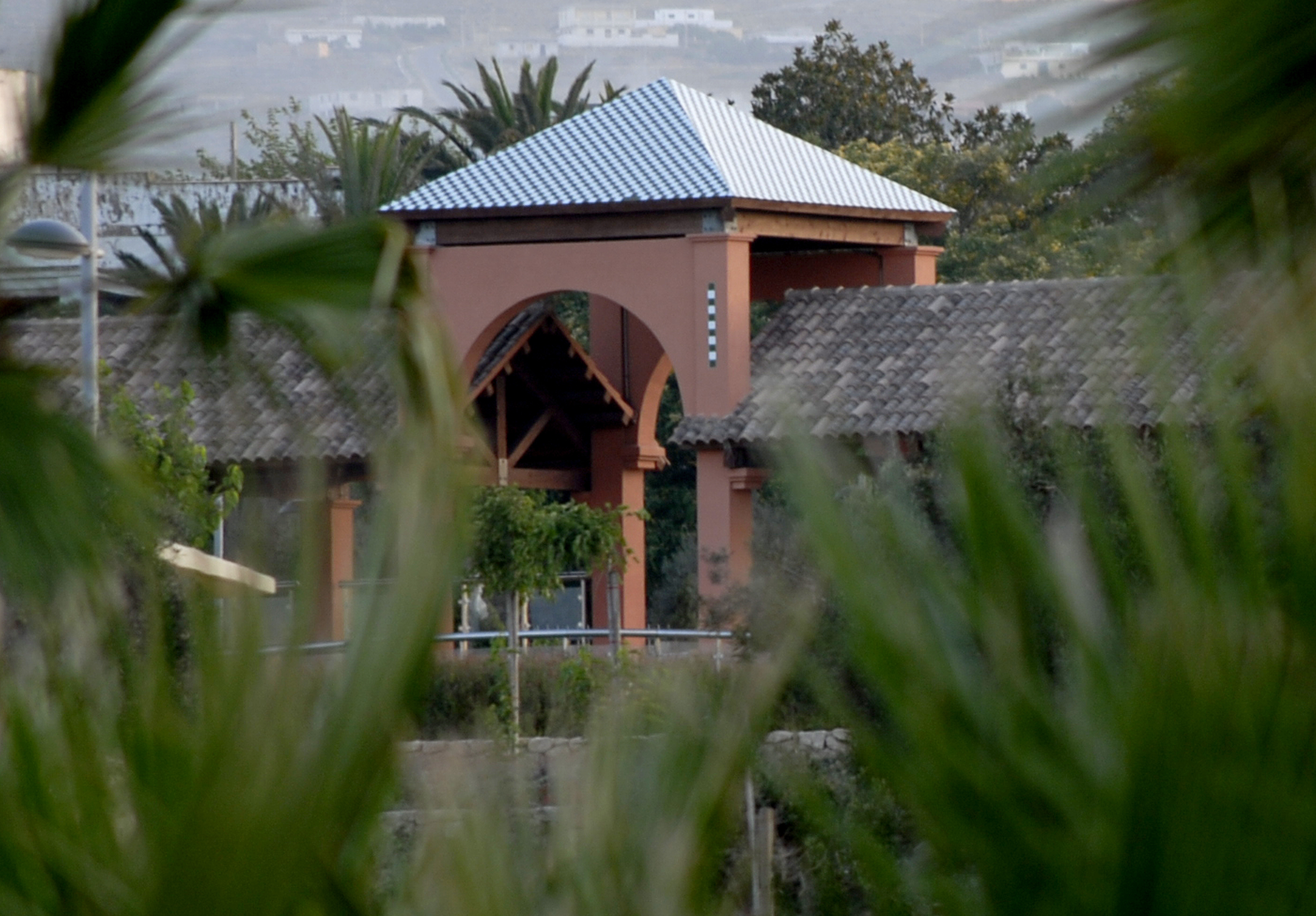
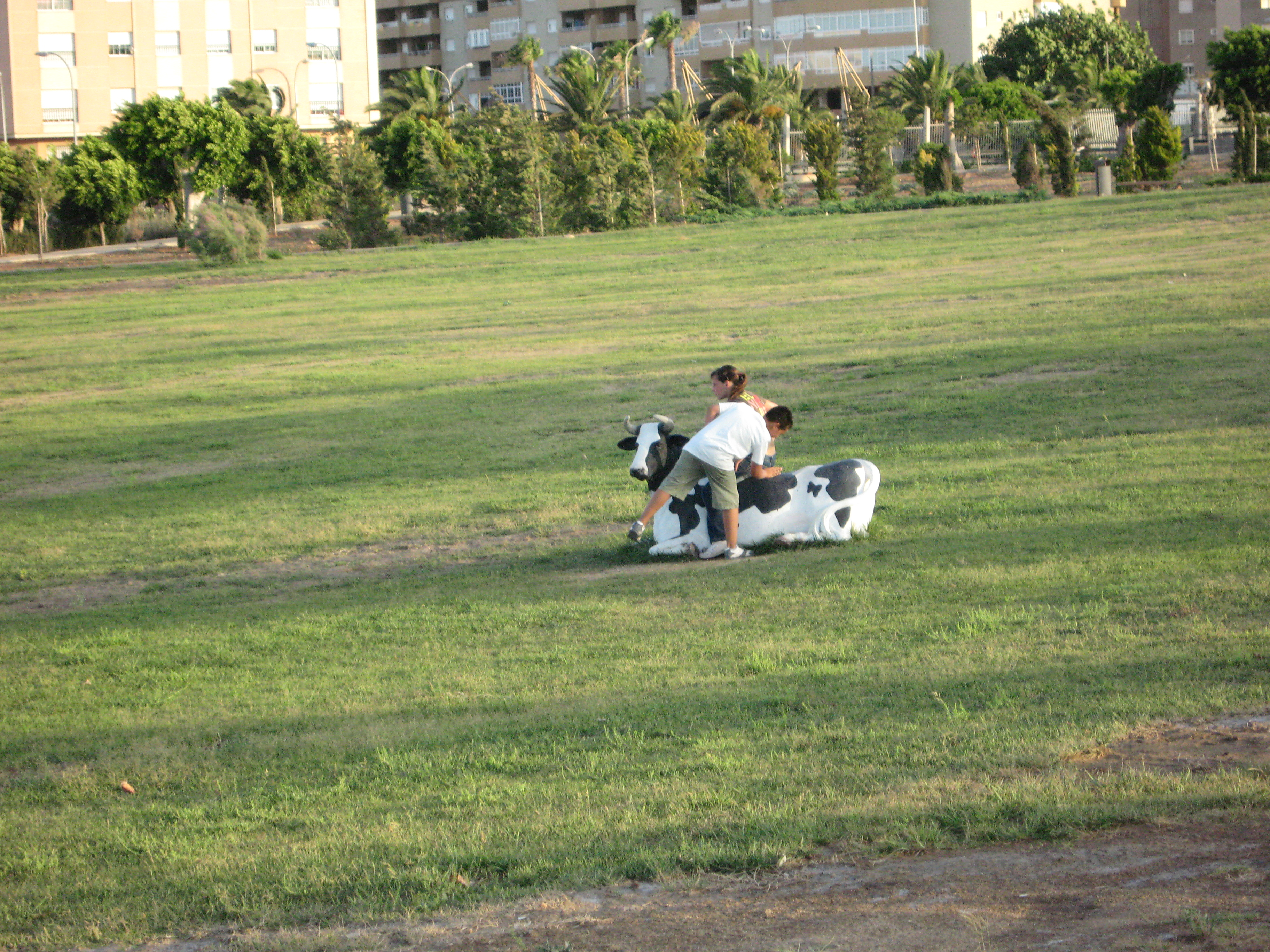
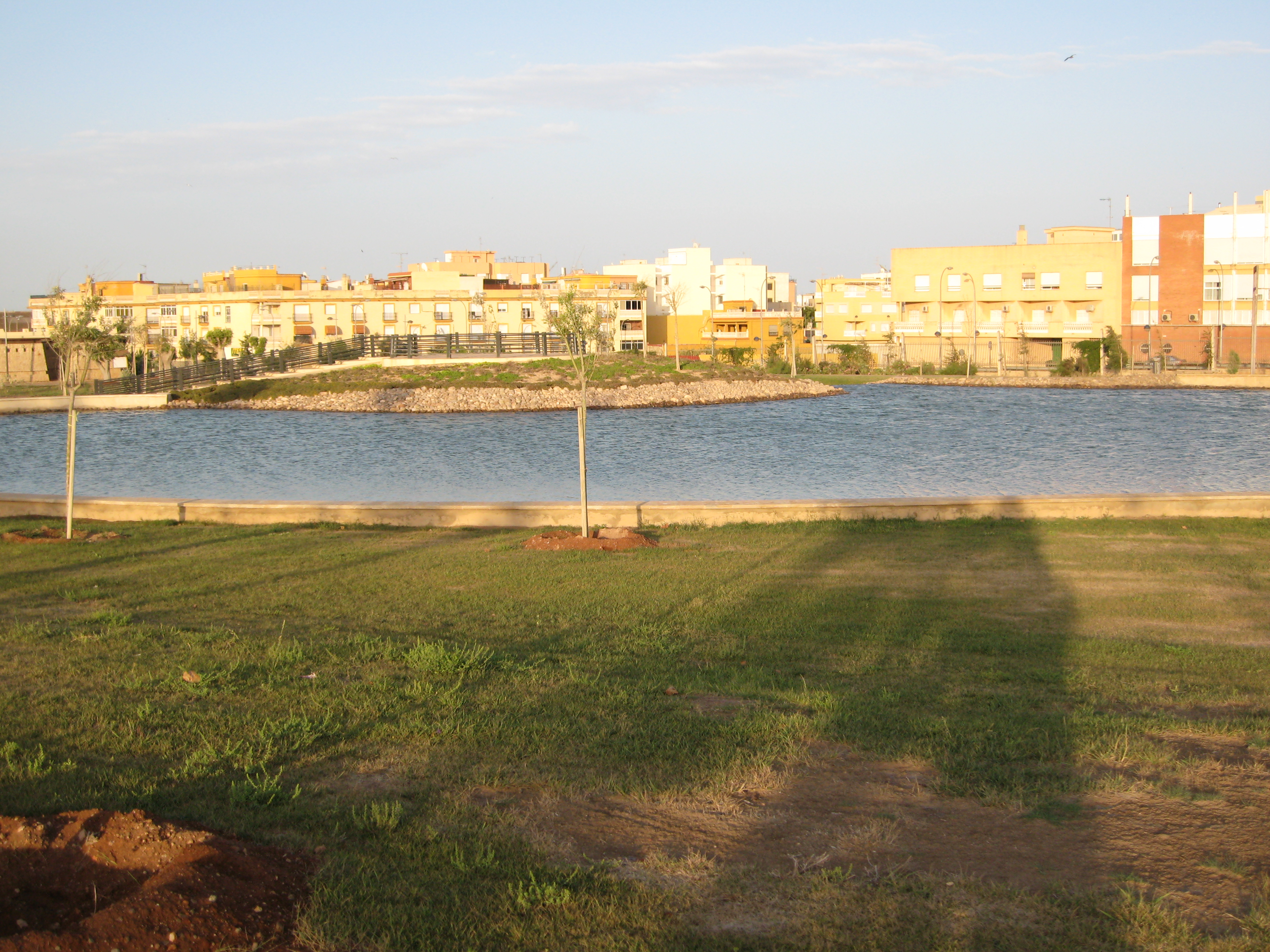

#### Parc Agustín Jerez

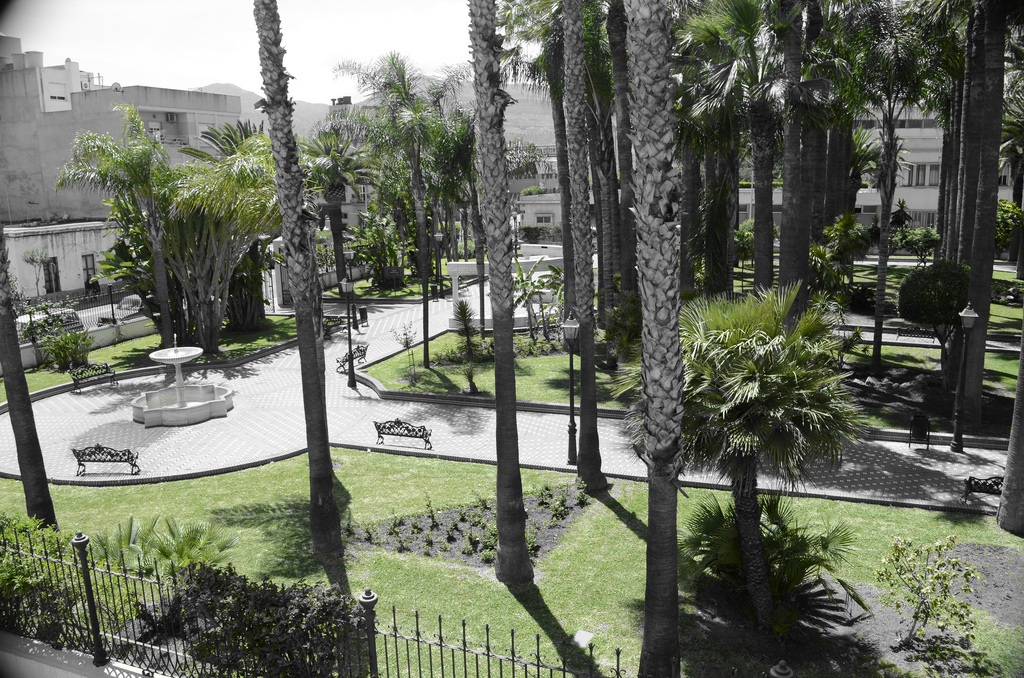